# 윤치호
윤치호(尹致昊, 1865년 1월 23일 ~ 1945년 12월 6일)는 조선, 대한제국의 개혁, 민권운동가,문신이자 외교관, 언론인, 교육자, 한국의 정치가, 교육자, 사상가, 언론인, 종교가였다. 구한말에는 갑신정변으로 피신했다가 귀국, 독립협회 활동, 독립신문 발행인과 제2대 독립신문사(獨立新聞社) 사장 등으로 활동했으며 만민공동회의 최고 지도자로서 강연, 계몽활동과 민권운동과 민중의 참정권 요구 운동·개혁운동에 참여했고, 서재필이 강제추방된 이후 독립협회와 반청계몽운동 활동을 지도했다.
그러나 민중의 호응 미진과 정부 및 황국협회 등의 탄압으로 독립협회의 활동이 실패하고 민중 역시 그를 황제에게 불충하는 인물로 보자 실망을 느낀 그는 민중을 계몽의 대상에서 개조, 훈련의 대상으로 보며 시각을 바꾸어 실력 양성론을 주장하기 시작했다. 이후 관직에 투신하여 덕원감리사 겸 부윤, 삼화감리, 외무부 협판, 한성부 판윤 등을 거쳐 러시아 제국의 차르 니콜라이 2세의 대관식에 참관하고 귀국하면서 서구 문물을 통한 계몽, 변화를 확신한다. 이후 한영서원, 대성학교의 교장으로 활동하다 경술국치 뒤에 105인 사건에 연루되어 일제에 의해 투옥되었다.
교육활동으로는 한영서원을 창설하여 지도하고, 송도고보로 고쳐 재단 이사장과 초대 교장을 역임하고 사립학교의 재단이사로도 참여, 연희전문학교·세브란스의학전문학교·이화여자전문학교의 재단 이사로 활동했다. 노동을 경시하는 사회분위기를 지적, 농·공업 교육의 필요성을 인식하고 한영서원의 학생들에게 농업, 목축 등의 실업교육을 지도했다.
사회활동으로는 YMCA 청년회 총무·회장, 1925년 11월 태평양문제연구회 조선지회 회장, 1929년 일본 교토 (京都)에서 개최된 제3회 범태평양회의에 한민족 대표자로 참석하였고, 1931년 재만주한인동포위문사절단 단원으로 만주에 다녀온 뒤 흥업구락부 회장을 역임했고, 1928년부터 1937년까지 대한체육회의 전신인 조선체육회 제9대 회장을 역임했다.
1945년 2월 광복 직전에는 귀족원 의원에 선임되어, 이로 인해 친일반민족행위자로도 분류되었다. 윤치호는 조선인 최초의 영어 통역관이기도 하였다. 한국인 스스로 자치능력이 부족하다 판단한 그는 독립운동가들에게 지원을 해주면서도 일정 부분 거리를 두었다. 이솝 우화와 걸리버 여행기를 국내에 처음 번역해서 소개하였다. 또한 윤치호는 자신의 노비를 전원 석방시켰다.
1908년 모교인 에모리대학교로부터 명예법학박사 학위 수여를 결정했으나 본인이 사양하였고, 2017년 후손에게 명예박사 학위증이 추서되었다. 조선 선조때의 영의정 윤두수의 둘째 아들 윤흔의 8대손으로, 병조판서를 지낸 초기 개화파 정치인 윤웅렬과 전주 이씨의 아들이었다. 해방 후 대한민국의 군의관 윤치왕, 사업가 겸 외교관 윤치창의 이복 형이며, 윤치소, 윤치오, 윤치영의 사촌이며 대한민국 제4대 대통령이자 정치인인 윤보선(尹潽善)의 5촌 당숙이었다. 박규수(朴珪壽)와 어윤중(魚允中)의 문인이다. 본관은 해평(海平), 자(字)는 성흠(聖欽) 또는 성흠(成欽), 호(號)는 좌옹(佐翁)이다. 충청남도 아산군 둔포면 신항리 출신.

## 생애

### 생애 초기

#### 출생과 가계

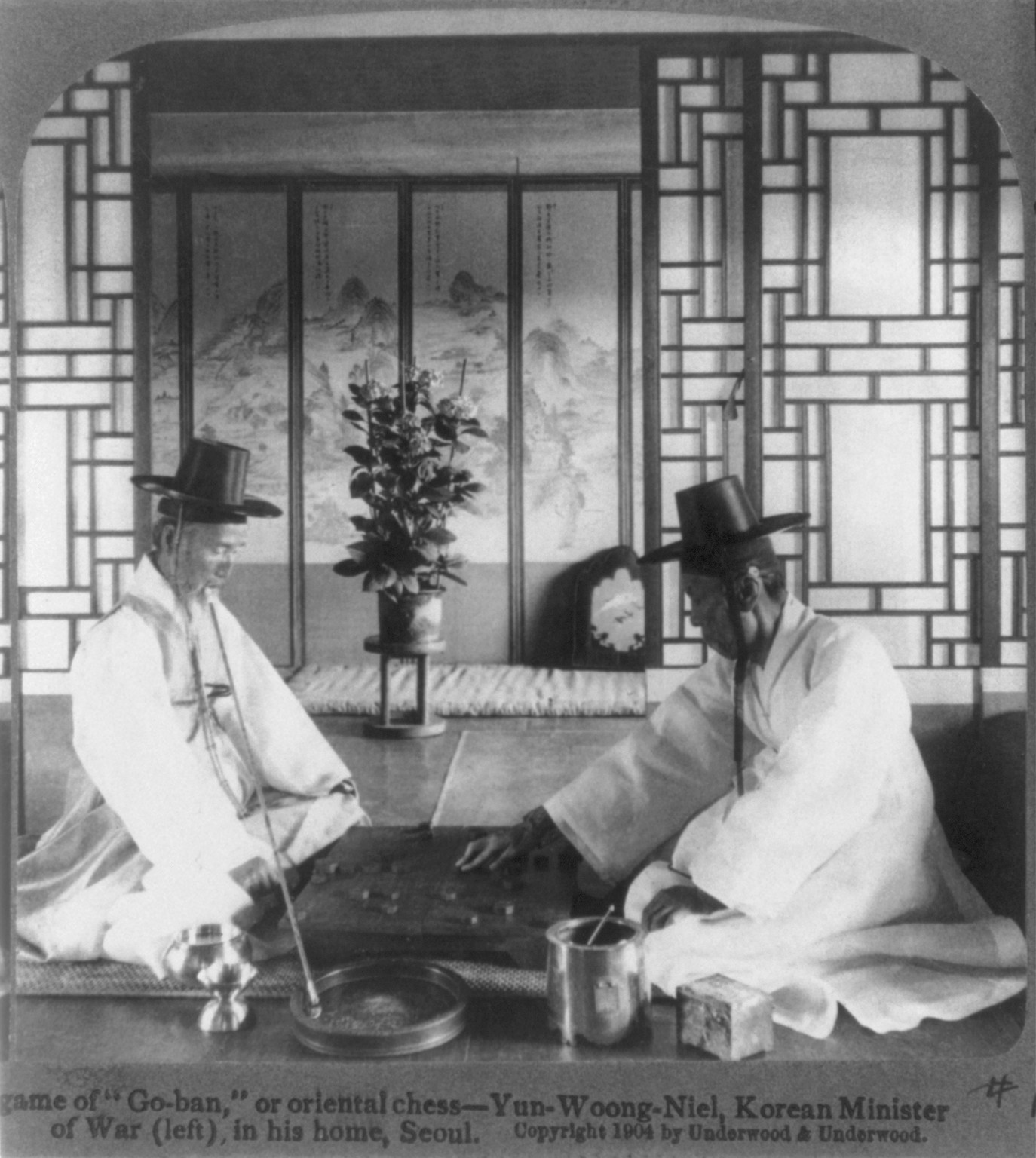
왼편 담배 피우는 이가 아버지 윤웅렬.

좌옹 윤치호는 1865년 1월 23일(1864년 음력 12월 26일) 충청남도 아산 둔포면 신항리 신촌에서 서얼 출신 무관 윤웅렬(尹雄烈)과 이일영(李日永)의 딸인 전주이씨(全州李氏) 이정무의 아들로 태어났다.
윤치호의 위로는 적모 全義 李씨가 낳은 3년 연상의 이복누나 尹慶姬와, 친어머니 이정무소생으로 언양김씨 김재극 (金在極)에게 시집간 친누이동생 (花峴妹)이 있었다. 그리고 서모 김정순(金貞淳)에게서는 30년 터울 이복 동생인 윤치왕(尹致旺), 윤치창(尹致昌) 등이 태어났다. 이복누나 윤경희 역시 윤치호가 소년 시절, 군수(郡守)를 지낸 김화영(金華榮)의 아들 언양김씨 김재극(金在極)에게 시집갔다.

숙부 윤영렬.

어릴 적 이름이자 자(字)는 성흠(聖欽), 성흠(成欽)이고 뒤에 치호라 이름을 고쳤다. 성인이 된 뒤에도 성흠(聖欽) 또는 성흠(成欽)이라는 이름은 자로 사용하거나, 필명, 가명 등으로 가끔씩 사용하였다.
조선 선조 말기의 의정부영의정 오음 윤두수의 둘째 아들 도제 윤흔(陶齋 尹昕)의 8대손으로, 병조판서를 지낸 초기 개화파 정치인 윤웅렬과 전주 이씨 이정무의 아들이다. 그의 집안은 조선 선조(宣祖) 때의 형제 정승 윤두수·윤근수 형제의 후손으로 윤두수의 둘째 아들 예조판서를 지낸 윤흔(尹昕)의 후손이었다. 순종비 순명효황후의 친정인 윤덕영·윤택영 일가와는 먼 일족이었다.
그의 집안은 18세기 중엽까지 명문 양반가문이었다가 그 뒤 고조할아버지 윤발은 관직을 얻지 못했고, 증조부 윤득실은 통덕랑을 지냈으나 일찍 사망한다. 증조부 윤득실의 대에까지 경기도 수원부에서 거주했으나 수원 화성을 건축하기 위해 천안 모산면으로 이주하게 되었고, 이때부터 가세가 기울어 그의 집안은 향반(鄕班)으로 몰락하였다.
할아버지 윤취동은 어려서 고아가 되었으나 아산 둔포면으로 분가, 자수성가하여 대지주가 되었다. 증조부 윤득실은 술을 좋아하다가 일찍 죽고 가세가 몰락했지만 일찍 고아가 됐던 할아버지 윤취동은 빈 손으로 재산을 마련, 아산군 둔포면 신항리와 석곡리에 여러 농지를 사들여 대지주가 되었다. 이후 할아버지 윤취동이 지중추부사가 되고 아버지 윤웅렬, 숙부 윤영렬이 무관으로 출세하여 중앙으로 진출하면서 다시 가세를 일으켰다. 할아버지 윤취동은 늦도록 아들이 없어 염수대에 기도를 드린 뒤 서자 웅렬과 영렬을 얻었다. 자수성가하여 대지주가 된 할아버지 윤취동과 역시 자수성가하여 관직에 오른 아버지와 숙부 덕에 윤치호는 비교적 유복한 어린시절을 보냈는데 유년기에 그는 한학을 수학하였고, 충남 아산 둔포면 고향에서 유년기를 보냈다.
그는 둔포면 신항리에서 태여난후 어릴때 한학을 공부하기 위하여 윤경희 누나와 함께 서울로 왔다. 윤치호는 어려서부터 기억력이 비상하였고, 3세가 되기 전에 글을 읽었으며 한번 본 것은 잊어버리지 않았다. 아버지 윤웅렬은 글재주가 있고 암기력이 좋은 장남 치호에게 많은 기대를 걸었다. 그러나 아버지 윤웅렬은 자신이 서자 출신 이었다는 점이 아들과 자손들의 앞날에 부정적인 영향을 미치게 될 것을 우려하였다. 만 5살 무렵 아산에서 장 선생이라는 성리학자를 초빙해 학문을 배웠다. 유년 시절에 전라도를 방문했던 윤치호는 장치 전라도 관찰사가 되기를 희망했다고 한다.
해방 후 대한민국의 군의관 윤치왕, 사업가 겸 외교관 윤치창의 이복 형이며, 윤치소, 윤치오, 윤치영의 사촌이며 대한민국 제4대 대통령이자 정치인인 윤보선(尹潽善)의 5촌 당숙이었다. 박규수(朴珪壽)와 어윤중(魚允中)의 문인이다.

#### 유년기

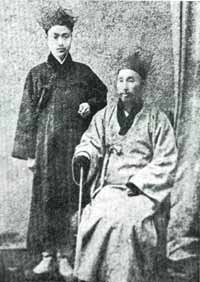
1882년, 임오군란으로 일본에 망명중인 아버지 윤웅렬(오른쪽에 앉은 이)과 함께.

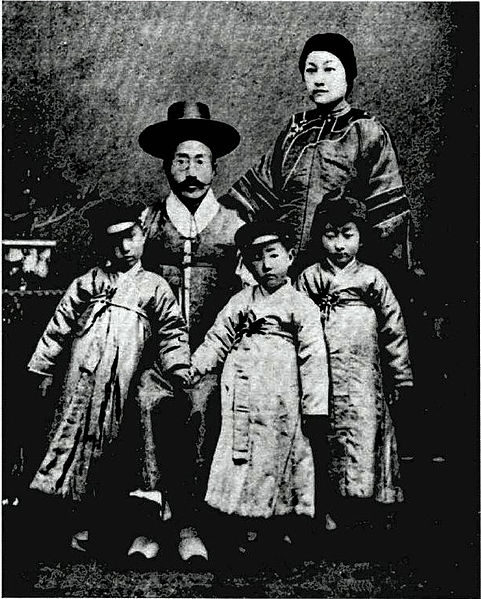
1902년, 중국인 아내 마애방(馬秀珍)과 자녀들. 왼쪽으로부터 아들 윤광선, 윤영선, 딸 윤봉희.

윤치호는 9세에 한성으로 유학하여 서당에 입학하여 2년간 한학을 배웠다. 1873년 아버지 윤웅렬은 한성부 승동에 집을 마련, 이사하게 되었다. 1875년 11세 때부터 개화파 인사 서광범(徐光範)의 인척 김정언(金正言) 혹은 김정호(金正浩)의 집에서 숙식하며 수학하였으며, 영특했던 그는 15세에 스승 김정언에게 과거에 응시하게 해달라고 요구하기도 했다. 이때 김정언의 인척 서광범이 그의 사랑에 있었는데 스승 김정언은 나이가 되지 않았다며 거절하였으나, 이를 목격한 김정언과 서광범은 그의 글재주가 비상함을 알아보았다. 1920년 12월 31일 금요일의 일기에서 윤치호는 어릴적 한문을 가르쳐주신 스승 김정호의 아들 김상교(金相敎)에게 300엔을 송금해준 일을 스스로 뿌듯하게 여기기도 했다.
1879년, 14세에 한성부 정동 출신 진주 강씨 부인과 결혼하였으나 7년만인 1886년에 사별하였다. 부인 진주 강씨 역시 서자 출신이었으나, 자신을 양반가문이라 속이고 그와 결혼하였다. 윤치호는 본인이 서자이고, 자신의 아버지 역시 서자였으므로 이해하려 하였으나 강씨는 그가 출타중인 사이 다른 남자와 바람을 피우다가 발각되었고, 임신하게 되자 그는 상심하게 되었다. 1885년, 백랑 등 첩들을 정동 집으로 들이면서 본부인 강씨는 본가로 되돌려보냈다. 친정으로 돌려보낸 강씨 부인은 이듬해 사망한다.
아버지 윤웅렬이 향반에다가 서얼 출신 무관이라서 동료들에게 무시당하는 것을 목격하고 충격을 받게 된 그는 열심히 한학 공부에 몰입하였다. 한편 아버지의 주선으로 박규수(朴珪壽)의 문하생이 된다. 이때 그는 서재필, 김옥균, 서광범, 안경수, 홍영식 등을 만나게 되는데, 뒤에 그는 1896년 서재필 등과 함께 독립협회를 조직하여 활동하게 된다.
아버지에게는 본부인인 진사 이현표(李玄豹)의 딸 전의이씨 부인이 있었고, 소실인 어머니 전주이씨 이정무에게서는 윤치호와 친누이 동생(花峴妹)이 있었다. 윤치호는 1898년 6월 9일자 자신의 일기에 Greatmother의 환갑일이라고 일기에 기술해놓았고, 그 적모가 낳은 이복 누나와 그의 남편 미스터 김이 왔다고 기록해두었다. 서자로 태어났던 윤웅렬은 역시 자신의 서자였던 윤치호의 재능을 아깝게 여겨, 1907년 3월 4일 본부인 전의이씨가 죽자 바로 첩이었던 전주이씨 이정무를 정실 부인으로 올려주고 윤치호를 적자(嫡子)로 인정하였다.

#### 수학과 소년기
박규수의 문하에 출입하면서 실학과 외부 신문물의 존재를 알게 되었고, 중국 밖에도 세계가 있음을 알게 되었다. 동시에 서구의 선진 문명을 접하게 되면서 사회에 대한 비판적인 태도를 지니게 되었고, 이어 신분제 철폐, 서구 문물 개방 및 수용, 민중들의 권리 향상, 민중의 참정권 획득 등 사회 개혁에 대한 의지로 승화시키게 된다. 또한 여성을 인격체로 생각하지 않는 유교적 가치관 역시 그릇된 사고방식으로 철폐되어야 한다고 봤다.

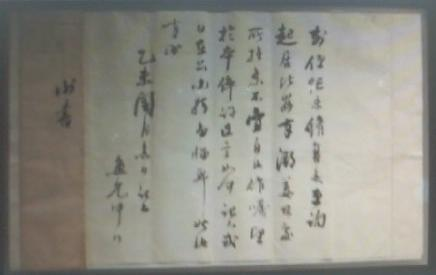
스승 어윤중의 편지.

아버지 윤웅렬은 무관이나 서얼출신으로 제2차 수신사 일행을 따라가 메이지 일본의 새로운 문물을 시찰하고 돌아와 개화파 인사로 활약하였으며 교련병대 창설을 주관하기도 했다. 그러나 학문적 수준은 높았지만 몰락한 향반가에다가 서얼이었던 신분 탓에 아들 치호가 문과 과거에 응시, 급제할 길이 막혀있는 현실에서 아들의 장래를 염려하였다. 아버지 윤웅렬은 김옥균과 민영익과 접촉, 그들에게 부탁하여 아들의 일본 유학을 주선하였다. 1881년 1월 어윤중(魚允中)의 문하생이 되어 수학했다. 어윤중은 성리학자였지만 박규수와 유대치의 문하에 출입하며 개화 사상에 눈떴기에 그에게도 기회가 닿는다면 일본, 청국 등을 다니면서 새로운 것을 많이 보고 접하라는 말을 하였다. 아버지 윤웅렬은 개화승 이동인과도 교류하며 아들의 유학을 주선하였고, 그의 스승 어윤중 역시 그의 도일을 적극 추천, 지원하였다.

#### 출국과 일본 유학

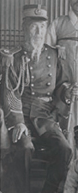
아버지 윤웅렬.

아버지 윤웅렬 등의 노력으로 윤치호는 1881년, 16세에 신사유람단(紳士遊覽團) 조사(朝士)였던 어윤중의 수행원의 한사람으로 일본에 건너가, 조선의 첫 공식적 동경 유학생의 한 사람이 되어 개화사상을 수용하였다. 서얼의 후예였던 그는 농업학교와 기술학교 중에 택일하게 되었으나, 아버지 윤웅렬의 부탁과 노력으로 기술학교나 농업학교 대신 일본 외무상 이노우에 가오루(井上馨)와 가까이하며 그의 주선으로 동인사(同人社)에 입학했다.
비상한 기억력과 암기력이 눈에 띄어 이노우에 가오루, 후쿠자와 유키치(福澤諭吉) 등을 수시로 만나 면담했다. 일본 체류 중 그는 일본이 빠르게 서양 문물을 받아 들여 근대 국가로 발전하고 있는 것을 보고, 문명개화가 시대의 정신임을 알게 되었다. 그러나 그는 일본보다도 서양에 더 관심이 많았다. 독학으로 일본어 공부를 한 뒤, 1882년, 도쿄제국 대학 철학과 교수의 부인 밀레트(L. G. Millet) 여사와 도쿄제국 대학 영어강사 간다(神田乃武) 교사 등에게서 영어를 배웠다.
일본어와 영어를 배우고 유학생활을 하면서도 여가에 그는 김옥균(金玉均)·서광범·박영효(朴泳孝)·유길준(兪吉濬) 등 개화파 인물과 게이오 의숙(慶應義塾)의 경영자 후쿠자와(福澤諭吉), 동인사의 경영자이며 도쿄제국 대학 교수인 나카무라(中村正直) 등 당대 일본의 문명개화론자를 만나 가까이 지냈다. 한편 임오군란의 책임자로 지목된 아버지 윤웅렬이 일본으로 망명했다가 곧 귀국하였다. 윤웅렬은 일본에 있는 동안 아들과 함께 보냈다.

1885년, 갑신정변의 주역들. 왼쪽부터 박영효, 서광범, 서재필, 김옥균.

이때 영어를 배우는 것을 두고 고민하던 중 김옥균이 비밀리에 그에게 일본어와 영어를 익혀두라고 충고하였다. 그의 충고로 그는 일본어를 수학하고 뒤이어 영어 공부를 하기 시작했다. 일본 유학 중, 그는 여행을 하며 견문을 시찰하기도 했다. 동시에 낙후된 조국 조선에 대한 비판의식이 싹트게 되었다. 또한 일본을 통해 신분 차별이 없고, 적서 차별이 없고, 남녀 차별이 없는 미국과 유럽의 문물을 접하게 되면서 그는 문명개화의 필요성을 신념으로 삼았다. 이후 그는 조선의 문명개화에 뜻을 두고 본격적인 개방, 문명개화노선을 걷게 되었다.
인종편견과 차별이 극심한 미국, 지독한 냄새가 나는 중국, 그리고 악마 같은 정부가 있는 조선이 아니라, 동양의 낙원이자 세계의 정원인 축복 받은 일본에서 살고 싶다.

김씨, 조씨에 이어 민씨 척족 세력이 전권을 장악하고 부패와 전횡을 일삼는 것에 회의감을 느끼기도 했다.
임오군란 무렵, 유길준과 윤치호는 대원군을 타도하기 위한 일본군의 파병을 청하는 서한을 일본 정부에 보냈다. 양쪽 모두 모처럼 시작된 개화가 무산될까봐 우려했던 것이다.

### 청년기

#### 조선인 영어 통역사

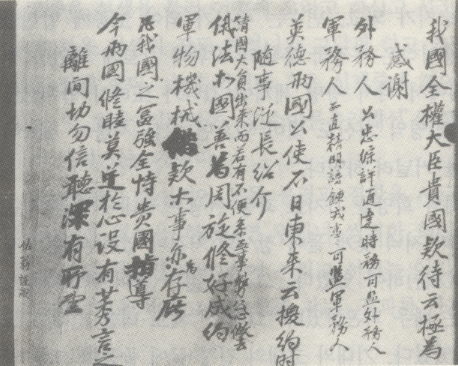
윤치호가 기록한 고종과 미국 푸트 공사의 대담 내용,

1883년 1월～4월간에 일본의 요코하마에 있는 주일본 네덜란드 영사관의 서기관 레온 폴데르 씨에게 영어를 배웠다. 1883년 4월까지 일본에 체류하여 직접 신학문을 접하며 배울 수 있었다. 당시 그는 미국 사회에서 인맥에 의존하지 않고, 실력에 따라 공개채용하는 제도를 보고 충격을 받기도 했다. 또 1883년 5월 한미수호조약(韓美修好條約)이 체결될 때는 초대 주한 미국 공사 존 루시우스 푸트의 통역관으로 귀국하여, 주한미국공사관 통역관으로 활동했다. 원어민이 아닌 네덜란드인에게 배운 어설픈 수준의 영어 실력이었지만 당시 영어 통역관이 없는 조선에서는 그의 통역에 의존해야 했다. 그러나 통역관과 외무 아문의 주사로 활동하는 중에도 그는 틈틈이 미국인들을 찾아가 영어를 배우며 철자와 어투를 고치며 영어 실력을 가다듬곤 했다. 윤치호는 서서히 미국인과 대화하면서 자신의 어법과 어투를 고쳐나갔는데, 1884년, 봄에 이르면 당시 한글에 없던 단어까지도 명확하게 파악할 정도의 영어 구사 실력을 갖추게 된다.

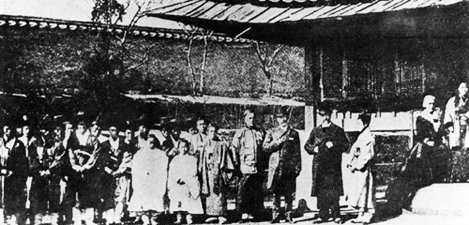
푸트 공사 일행과 함께. 오른쪽 세 번째에 미국인 일행을 보고 서있는 관복입은 이가 윤치호.

2003년, 그의 서한을 검토했던 노르웨이 오슬로 대학 교수 박노자가 경희대학교 교수 허동현에게 보낸 편지에 의하면 '1883년~1884년에 그가 작성한 영문 문서를 보면 요즘 웬만한 대학생의 영어 작문보다 훨씬 고급으로 보인다.'고 평하였다. 그가 영문으로 번역한, 조선의 첫 공식적 도미(渡美)사절로 1883년, 미국에 건너간 민영익의 신임장을 보면 “비준”(批准：ratification)처럼 그 당시에 한글로는 잘 알려져 있지 않았던 근대적 한자어의 영문 번역어까지 다 보인다. 웬만한 조선 선비 같았으면 한자로 써도 정확하게 무슨 소리인지 모를 그 단어들의 정확한 의미를, 윤치호가 이미 영어로 파악했다는 것이다.

#### 귀국과 갑신정변 전야
1883년 5월, 그는 통리교섭통상사무아문의 주사로 임명되었다. 이후 푸트의 통역관을 겸하며 푸트와 고종, 개화파 사이를 오가며 푸트와 고종, 개화파를 연결시키며 교량 역할을 하면서 청나라의 조선 내정간섭 배제와 미국, 유럽 국가들과의 외교와 유대 강화, 각종 정치기구 개편과 민중들의 정치참여와 참정권 부여를 역설했다. 동시에 문호를 개방하고 서구의 민권사상과 문물을 수용할 것을 요구하기도 했다. 그 해 아버지 윤웅렬이 향헌비(鄕憲碑)의 비문을 깎아내린 것과, 별기군을 유임시킨 일로 탄핵을 받자 아버지 윤웅렬의 무고함을 변론하는 상소를 써서 올리기도 했다.
| “ | 신의 아버지 윤웅렬(尹雄烈)은 외람되게 특별한 은혜를 입고 나아가 곤수(梱帥)의 직임을 맡았습니다. 그런데 삼가 북백(北伯) 임한수(林翰洙)가 북청(北靑) 유생(儒生) 조면한(趙冕漢) 등의 말에 근거해서 정부(政府)에 올린 장계의 내용을 보니, 논계(論啓)한 것은 터무니없이 날조하여 모함한 것이 끝이 없었는데, 심지어 가렴주구 하였다고 말하기까지 한 것은 무엇을 말하는 것인지 알 수 없습니다. 신의 아버지는 북청 관리가 백성들의 돈 1만 냥을 더 거둔 것을 조사해 내어 민간들에게 돌려주었는데, 이것을 가지고 가렴주구라고 한다면 관름(官廩)을 착취하고 아전들의 급료에서 거두어들였다는 말입니까? 또 ‘열 집에 한 명의 병정을 내면서 어찌 뿔뿔이 흩어지는 것을 염두에 두지 않는가?’라고 말합니다. 대개 장정을 뽑아서 새로 군사 편제를 정하는 것을 말하는 것입니다. 만약 이로 인하여 백성들이 뿔뿔이 흩어진다면 본토에서 첨병(簽兵)을 모집하지 않고 어느 지방의 백성들을 모집하겠습니까? 또 ‘향헌비(鄕憲碑)의 비문을 깎아버렸다.’고 한 것에 대해 말씀드리겠습니다. 지난 신미년(1871)에 북청 사람이 사적으로 비 하나를 세우고 비액(碑額)에 ‘빈척신유(擯斥新儒)’라고 크게 썼는데, 이것은 대략 《향헌록(鄕憲錄)》의 문구를 베껴서 권위 있는 것에 의거하는 것입니다. 가령 《향헌록》에 초목을 지어 나열한 것 가운데 어찌 유생(儒生)과 향인(鄕人)을 구별한 것과 신진 유생을 배척한 글이 있습니까? 지난 을해년(1875)에 세유(世儒)들이 전하께서 행행하는 길에서 원통함을 호소하여 계하된 관문(關文)이 있기까지 하였습니다. 정부(政府)에서 관문으로 신칙하였는데도 그대로 가로막혀 시행하지 못하였으니, 이는 향인이 감영과 고을에서 권세가 있었기 때문입니다. 신의 아비는 삼가 판하(判下)한 사목(事目)에 따라 시행하였고, ‘유생을 배척한다.’는 들의 글자를 깎아버리도록 허락했을 뿐입니다. 또 ‘별기군(別技軍)이 재임(齋任)이 된 것에 대해 말씀드리겠습니다. 삼가 열성조(列聖朝)에서 판하한 남병영 친기위 사목(南兵營親騎衛事目)을 살펴보니, 향임(鄕任), 교임(校任), 무임(武任)에 대해서는 친기위를 지내지 않은 자는 차임을 허락하지 않았으며, 전부터 외병방(外兵房)이 재임을 지낸 경우가 있었고 전전 별장(別將)이 향임을 지낸 경우가 있었습니다. 그러므로 신의 아버지도 사목에 의거하여 친기위를 몸이 좋고 재주가 있으며 글과 식견을 겸비하고 부지런한 사람으로 차출하게 함으로써 격려하고 권면하였던 것입니다. 지금의 별기군은 바로 예전의 친기위이니, 이것은 신의 아비가 처음으로 행한 일이 아닙니다. 대체로 일의 상황이 이처럼 명백한데도 사람들이 말하는 것은 전적으로 남을 구렁텅이에 빠뜨리기만을 일삼고 있습니다. 신의 아비가 모함을 받은 것이 이 지경까지 이르렀으니, 그의 아들 된 자로서 어떻게 진심과 정성을 피력하여 한 번 그 원통함을 드러내지 않을 수 있겠습니까? 삼가 바라건대, 자애로운 성상께서는 엄하게 사핵(査覈)하여 주소서. | ” |

이 상소를 보고 일각에서는 그를 방자하다고 비판했지만 고종이 이를 무마시켰다. 그 해 5월, 의정부주사가 되었다. 그러나 아버지 윤웅렬을 변호하는 상소를 올렸다 하여 5월 10일, 부사과(副司果) 김명기(金命基)의 규탄상소와 6월 9일, 함경도(咸鏡道) 유생(儒生) 전승준(全昇濬)의 상소가 이어지기도 했다. 그러나 모두 고종이 무마시켰다. 6월 10일, 다시 통리기무아문의 주사로 발령되었다.

#### 갑신정변 전후

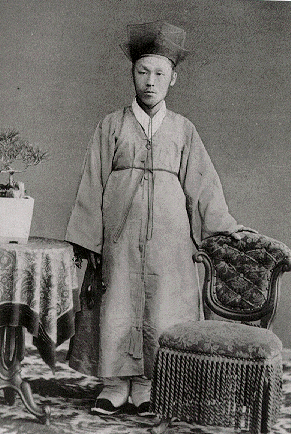
갑신정변의 주역 김옥균, 윤치호는 평생 그의 요절을 애통해했다.

1884년 1월 18일부터 8월 9일까지 윤치호는 거듭하여 사관학교 설립을 상주한다. 윤치호는 군대 통솔권의 일원화 군인정신의 합일, 상무정신의 강화를 통하여 충성스럽고 용감한 국방군을 양성해야 한다고 보았던 것이다. 이러한 목적에서 그는 미국인 군사교관을 초빙하여 각 영을 통합훈련할 것과 사관학교 설립을 건의했던 것이다. 이어 학교와 병원의 설립 및 전신국의 설치를 미국인에게 허가해줄 것을 건의하는 등 근대시설의 도입에도 깊은 관심을 보였다.
1884년 7월에는 선교사들을 통해 신식 병원과 전화국을 유치, 개설할 것을 고종에게 상주하여 허락받았다. 그러나 신식 병원 도입과 전화국 개통은 갑신정변의 실패로 전면 백지화된다. 1894년 9월 무렵 그는 일본의 조선 침략을 예상하였다. '일본은 이제까지는 개혁을 조선인 스스로 하도록 하려 했다. 그러나 그들이 볼 때 조선인들이 개혁의 의욕도 능력도 없음을 보고 주도권을 잡기로 결심한 것 같다.''며 일본이 한국에 영향력을 행사하리라고 전망했다.
1884년 12월의 갑신정변 직전까지 그는 온건파 개화당의 일원으로 자주독립과 참정권, 부국강병을 위해 활동하였다. 영어 실력의 부족함을 느낀 그는 다시 주조선미국 공사관의 직원들과 교류하며 자신에게 영어를 가르쳐줄 것을 부탁하여 주조선미국 공사관 직원이자 미군 중위인 존 B. 베르나든(John B. Bernadon)은 이를 수락하였다. 5월 그는 1개월간 베르나든에게 하루 한 시간씩 영어 개인 지도를 받기도 했다.
1884년 가을, 갑신정변 계획 초기에 윤치호는 정변 계획을 접하고 혁명의 성공을 기대하였다. 당시 김옥균을 믿고 따랐던 그는 1894년 11월에 접어들면서 윤치호는 아버지인 윤웅렬과 함께 '개화당의 급진이 불가능한 일'이라는 입장을 견지하고 개화당의 급진성을 겨냥, 근신을 촉구하는 입장을 보였다. 며칠 뒤, 윤치호는 김옥균에게 '가친(아버지)이 기회를 보고, 변화를 엿보아 움직이는 것이 좋겠다고 한다.'라는 말을 전했다.
그는 서광범, 김옥균, 서재필, 박영효 등과 가까이 지냈고 혁명의 성공을 내심 기대하였지만 1884년 12월 갑신정변 때는 개량적 근대화론자로서, 주도층과의 시국관 차이로 적극 참여하지는 않았다. 1884년 12월 4일(음력 10월 17일)에 갑신정변이 발생하자 음력 10월 18일 윤치호와 윤웅렬은 '(개화당)이 무식하여 이치를 모르고, 무지하여 시세에 어두운 것'이라고 논했다. 우선 윤치호는 이들의 거사 준비가 허술하고, 거사 기간이 짧다는 점과 인력을 많이 동원하지 못한 점을 보고 실패를 예감하였다. 또한 윤치호는 독립과 개화를 달성하는데 고종 만을 믿을 수는 없다고 봤다.
그러나 김옥균, 박영효 등과 절친했기 때문에 정변 실패 후 신변의 위협 을 느껴 출국을 결심하게 된다. 사실 갑신정변의 실패를 예감했던 그는 망명할 계획을 미리 세워놓기도 했다.

#### 유학과 서구 문물 수용

##### 갑신정변의 실패와 망명

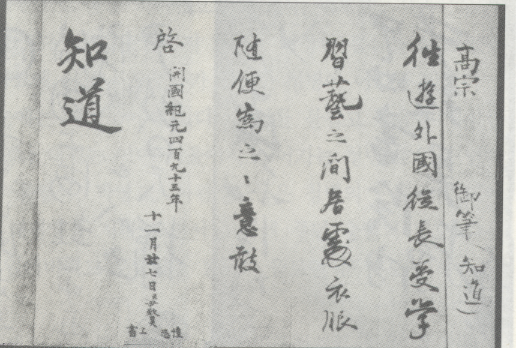
1884년 12월, 출국 요청 상소문, 1885년 1월, 고종의 지도(知道)라는 허가 서명이 좌측 상단에 있다.

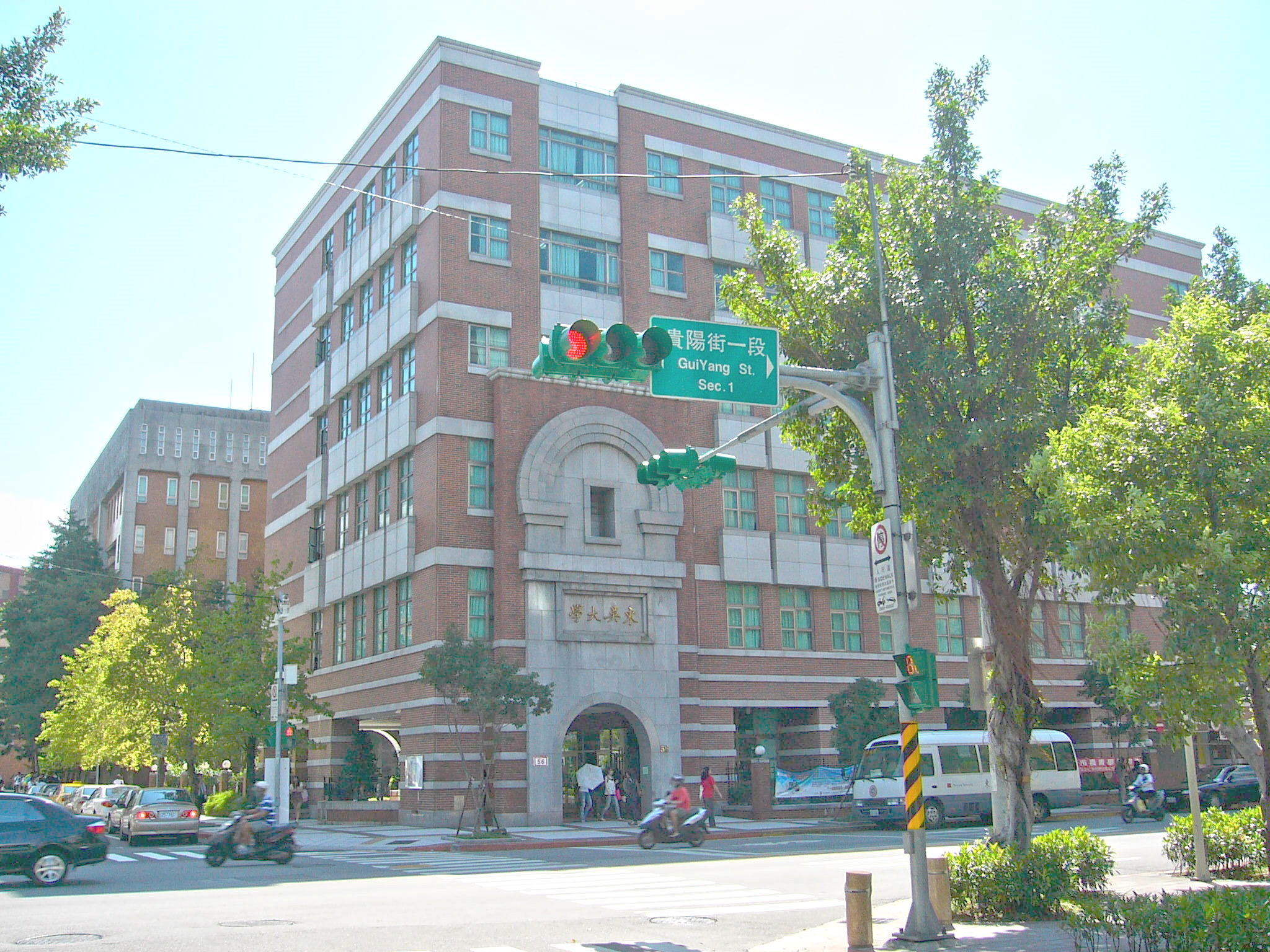
모교 중서서원.

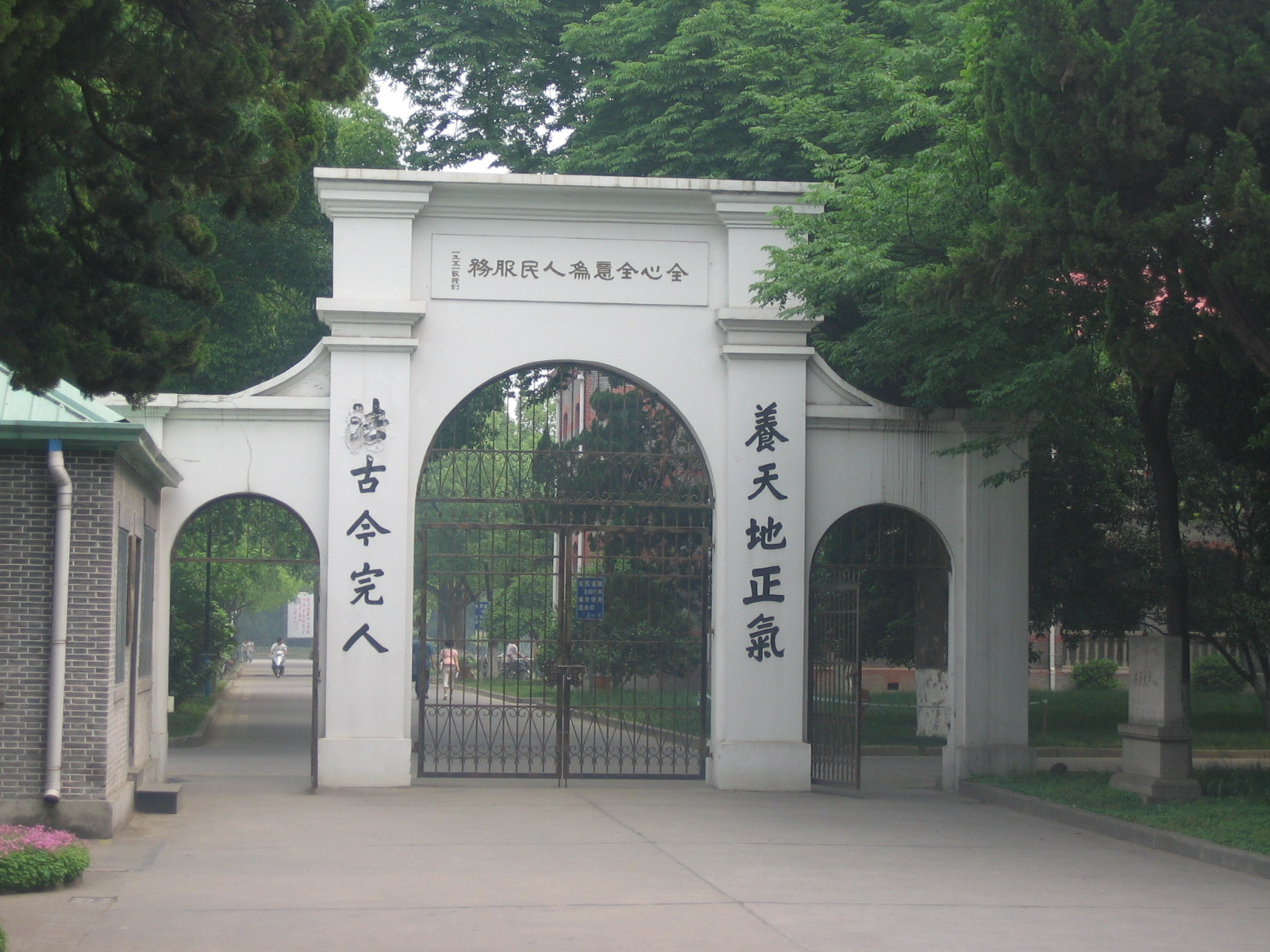
모교 중서서원.

갑신정변이 실패로 돌아가자 1884년 12월 27일, 그는 해외로 나갈 뜻을 건의했고 1885년 1월 고종의 윤허를 얻어 1월 19일 출국한다. 이때 척족 대신들은 그가 유학을 빙자하여 도피하려 한다고 탄핵했으나 고종의 특별 배려로 출국할 수 있었다. 고종은 그에게 지도(知道)라는 친필 서명을 한 서신을 그에게 내려주어 출국을 허용하였다. 명성황후는 일찍이 1884년 2월 경, 그의 음력생일을 맞아 그에게 점을 쳐주었는데, '구름은 개고 대붕은 높이 난다'라는 점괘가 나왔다고 이야기해준 일이 있었다. 훗날 윤치호는 왕비의 예언이 맞아떨어졌다며 신기해하기도 했다.
윤치호는 1884년, 정변에 비록 참가하지는 않았지만 개화파의 일원으로서 망명성 유학을 떠났다. 따라서 미국 유학 시절에도 미국 공사관의 박정양, 이완용이나 시카고 박람회 대표였던 정경원과 관계를 맺지 않았다.
1885년 1월 19일 오후 프트 공사의 추천서를 가지고 배를 타고 인천항을 출발 일본 나가사키를 경유하여 1월 23일 청나라 상하이(上海)에 도착했다. 미국으로 가고 싶었으나 길이 없었기 때문에 그는 미국행을 단념하고 청나라에서 유학하였다. 상하이에 도착 직후, 윤치호는 그길로 청나라로 망명하여 주한미국 총영사 G. 스탈을 찾아갔다. 스탈의 알선으로 그는 미국 감리교 선교사 A. J. 앨런이 세운 중서서원(中西書院, the Anglo-Chinese College)에 입학했다. 그러나 척족 대신들은 그를 제거할 자객을 상하이로 보낸다.
망명 직후, 조선에서 파견한 자객들을 피하여 스탈의 연락을 받은 미국인의 집에 은신하였다. 이후 며칠동안 윤치호는 갑신정변의 실패와 성급한 계획에 대한 통한, 동지들의 아까운 희생을 슬퍼하며 통곡, 잠을 이루지 못했다. 상하이 도착 직후, 그는 아무일도 못했고 정상적인 생활이 불가능했다. 황급하게 고국을 떠날때 가지고 간 금을 팔아서 겨우 연명하였다.

##### 방황과 재각오
갑신정변의 실패에 절망한 그는 상하이에서 방황의 나날을 보냈다. 한달 가까이 여관방에 틀어박혀 크게 대성통곡하며 식음을 전폐하였다. 상하이 체류 한달여 만에 겨우 정신을 차려 일자리를 구하러 다녔다. 20대 초반의 윤치호는 상하이에서 '색루'(사창가)에 수시로 출입했고, 음주에 몰두했다. 후일 정운현은 그의 일기(日記)에 따르면 초기 2년간 음주 횟수 67회, 밤의 여성과 동침횟수는 11회로 망명객의 울분과 20대 초반의 객지생활의 외로움이 겹친 것이었으리라고 분석하였다. 각혈하여 거리에서 쓰러지기도 했다. 개혁의 실패에 좌절한 그는 술과 사창가에서 살았고, 양깅방의 일본인 기생 오꼬마상(낙랑)에게 2백원 이상의 거금이나 민괴 향수 등을 선물했다는 기록을 남기기도 했다. 그를 암살하려 파견된 자객들 역시 그의 망가진 모습을 보고 그대로 되돌아갔고, 더 이상 그를 추격하는 추격자는 나타나지 않았다.
상하이에 도착하여 방황하던중 알렌 교장과 본넬 선생의 지도를 받으며 교회에 나간뒤 새로운 사람으로 태여나기로 다짐하고 경건한 신앙생활과 공부에 몰두한다. 그는 중서서원에 입학한 첫학기에 전체에서 1등을 하였다. 또한 목장과 밭일 등으로 아르바이트를 했는데, 청나라 사람들의 불결한 위생상태를 보고 처음에는 구토를 하는 수준이었으나 이내 적응한다. 청나라 사람들의 불결한 위생상태에 실망한 그는 중화사상에 대한 혐오감을 갖게 된다. 상하이 체류 중 그는 선교사를 통해 기독교를 처음 접하게 되었다. 교회에 다니기 시작한 이후 더 이상 사창가를 출입하거나 음주와 흡연을 그만두고 새사람으로 거듭나기로 결심한다. 그러나 그 뒤로도 1년 이상을 사창가에 출입하게 된다. 교회에 출석하면서 그는 다시 조선의 개화를 위해 투신할 것을 재다짐한다.
상하이에서 망명 생활을 하던 윤치호는 더럽고 냄새 나는 중국인을 보며 조선인의 미개한 삶을 더욱 부끄럽게 생각했다.
청인(淸人)의 집은 음침하기 측량 없어 일본 사람의 정결하고 명랑한 집에 비할 수 없다. 그러나 우리나라 사람의 똥뒷간 같은 집이야 어찌 청인의 2층집에 비하겠는가.— “여인의 악수에도 놀랐던 그들, 문명(文明)을 동경하다”. 조선일보. 2009년 12월 5일.

당시까지도 조선내에 중국을 부모의 나라로 인식하고 명나라에 대한 재조지은의 은혜를 외치던 소중화주의자들을 심히 경멸하게 된다. 대역무도(大逆無道)의 주범 김옥균의 잔당으로 몰려 자의 반 타의 반으로 조선을 떠나야 했던 윤치호는 고국과의 지리적 이별 속에서 자신의 과거와 단절을 하게 된다. 서자(庶子)의 아들이었던 윤치호는 강요된 출국 이전에도 그를 진짜 양반으로 대우해 주지 않는 사회와 거리를 두려고 했다.

##### 개신교 개종과 중국 유학 생활
중서서원에서 4년간 공부하며 윤치호는 개신교 선교사들의 영향을 받게 되었고, 중서서원 재학기에 열심히 서양의 문물을 접하며 중국을 세계의 중심으로 보던 조선인들의 중화사상(中華思想)에 입각한 사고방식에서 벗어나게 되었으며, 낙후된 조선과 중국에 대한 강한 비판의식과 낙후된 조선 사회의 현실에 절망, 조선 근대화에 대한 비판적, 부정적인 인식을 갖게 되었다. 상하이에서 3년 반을 보낸 후, 청국(淸國) 사회에 대한 그의 소감은 ‘더러운 물로 가득 채워진 연못’이었다. 반면 일본은 ‘동양의 한 도원(桃園)’이었다. 윤치호에게는 본부인 진주 강씨 외에 두 명의 첩이 있었던 듯 하다. 그가 상하이에 체류하는 동안 그의 두 번째 첩은 다른 남자에게 개가했다. 1886년에는 그의 첫 부인인 진주 강씨가 사망했다. 그가 상하이로 망명하고 그의 아버지 윤웅렬은 능주로 유배되었을 무렵이었다.
이후 윤치호는 10여년간 중국과 미국으로 망명·유학하여 문물을 접하고, 서구의 민권사상과 기독교 신앙을 수용했으며, 그는 상해와 미국에서 그의 재능을 높이 평가한 남감리교 선교사들의 지원을 받으며, 마음껏 학업에 정진할 수 있었으나, 5년간 미국 유학중에는 생활비를 고학으로 충당했다. 영 J. 알렌과 W. B. 보넬 교수의 영향으로 개신교에 귀의를 결심하여 1887년 4월 3일, 상하이에서 "예수를 주로 고백하고" 세례를 받고 개신교 신자가 되었다. 그가 개신교 신자가 되게 된 배경에는 4년여 되는 기간 동안의 개신교 연구와 수련이 있는 것으로 보고 있다.
그는 노동을 천시, 경시하는 사농공상의 풍조와 출세욕, 관직열에 빠진 조선의 배관열을 이해할 수 없었다. 유학기간 중 그는 서구의 합리주의, 직업윤리 의식, 민중의 참정권을 수용, 개혁의 필요성을 확신하게 되었다.
| “ | 내 나라 자랑할 일은 하나도 없고, 다만 흉 잡힐 일만 많으매 일변 한심하며, 일변 일본이 부러워 못견디겠도다. ㅡ 윤치호일기 1888년 12월 29일자 | ” |

| “ | 조선이 지금의 야만적 상태에 머무느니, 차라리 문명국의 식민지가 되는 게 낫겠다. ㅡ 윤치호일기 1890년 5월 18일자 | ” |

##### 미국 유학
1888년, 중국 상하이에서 일하던 미국 남감리회 선교사 알렌의 주선으로 미국으로 건너가게 된다. 1888년 9월 28일, 상해를 출발하여 11월 4일, 미국 테네시 주의 내시빌에 도착했다. 미국으로 가기 전 도쿄를 경유하여 박영효, 김옥균을 만났다.
김옥균은 망명 직후 야마토의 히가시 히라노초 1465번지에 있는 야마구치의 집에 잠시 기식하는 동안, 야마구치의 어머니 나미와 깊은 관계를 맺었다. 이듬해 사내아이가 태어났다.
| “ | 조선에서 김을 죽이려 자객을 보내자 그의 신변이 걱정된 나는 그에게 충고했다. 일본 고사(古事) 중 오이시우치가 교토에서 기라의 첩자를 방심시킨 내용을 인용하면서, 우국적 행위를 버리고 주색에 빠진 바보 시늉을 해보라고 권했다. 그랬더니 그가 매일같이 도쿄 유라쿠초의 여관에서 시바우라의 온천장까지 들락거리며 홍등가를 방황했다. | ” |
|   | — 도야마 미치루의 증언 |   |

김옥균은 반쯤은 자객의 칼끝을 무디게 하기 위해 일부러, 반쯤은 망명과 유랑에 지치고 지쳐 자포자기의 심정으로 도쿄의 윤락가를 배회하였다. 박영효는 이런 김옥균을 싫어하고 지겨워했다. 윤치호가 도쿄를 방문했을 때 박영효는 김옥균을 사이비 지도자라며 불만을 토로하였다.
| “ | 옥균은 거짓말을 밥 먹듯 해대는 무능한 자야. 제멋대로 행동하는 방탕아지. 도쿄에서 조선 사람, 일본 사람 할 것 없이 닥치는 대로 돈을 빌려 물쓰듯하고 말이지. 결국 갑신혁명이 실패한 것도 그런 엉터리 지도자 때문일세. 그를 믿고 설익은 청년들이 성급하게 일을 저질러서 그 꼴이 난 걸세. 그렇다고 옥균이 진짜 리더였나? 나와 홍영식이 다 했지. | ” |
|   | — 윤치호의 도쿄 체류 중 박영효의 불만 |   |

박영효는 김옥균의 여자 관계를 두고 망명 동지들의 명예를 떨어뜨리는 짓이라고 비판도 했다. 미국으로 건너가던 윤치호가 도쿄에 들렀을 때도 박영효는 김옥균을 격하게 비난했다.

##### 밴더빌트 대학교 재학 시절

에모리 대학 재학 시절.

그는 곧 밴더빌트 대학교 신학부에 입학하였다. 밴더빌트 대학교 재학 중에 그는 감옥의 수인 선교를 위해 1년 6개월간 매주일 오후에 형무소를 방문하여, 미국인 죄인들에게 기독교 강론이나 성경을 가르쳤다. 조지아 주에 가서는 가난한 흑인들에 비참한 생활에 관심을 가지며 그들에게 개신교를 전도하기도 했다.
한편으로 그는 학비 걱정이나 일본인 학생 친구들과의 대화, 교수들의 초청과 교제, 자신의 이성이나 성적인 혹은 음주 문제의 고민, 그 절제를 위한 노력과 실패 등도 언급하며 자신의 수련의 결의를 때로 ‘머리를 깎는 삭발’로 표하기도 했다. 그러나 윤치호의 떠나지 않는 고뇌는 역시 약소하고 미개하며 썩은 관료들로 인해 피폐한 조선을 구할 수 있을 것인가였다. 그의 밴더빌트와 에모리 대학의 여러 미국 스승들 중에 조직신학 교수 틸레트와 성경사 교수 호스, 워런 A. 캔들러(Warren A. Candler) 총장 등은 특별한 영향을 윤치호에게 주었다. 특히 캔들러는 윤치호의 정치적, 사회적인 역사의식이나 기독교적 원숙한 인격 형성에 지대한 영향을 주었다.
1888년, 테네시 주 하니발에서 그리고 에모리 대학 재학 중인 1892년, 옥스퍼드에서 두 차례에 걸쳐 미국 대통령의 민선 광경을 목격하고, 미국인들의 고도의 정치의식과 자유로운 정치토론, 그리고 국민의 여론과 다수결에 의해 통치자가 선출되는 민주주의의 진면목을 목격하였다. 그리고 그는 조지아 주의회 및 미 연방 상하원을 견학하여 국민의 대표자들이 제정한 법률에 의하여 통치되고, 민의가 반영되는 합의의 정치, 곧 의회민주정치의 일단을 주시하기도 했다. 또한 그는 흑인 강도에 대한 재판을 방청하고, 방대한 인원구성과 피의자의 충분한 변호, 그리고 증거에 의한 판결과 공개재판 등 인권 보장의 장치가 잘 갖추어진 미국의 사법 제도에 큰 감명을 받기도 했다.
이때 그는 선거로 대통령을 뽑는 미국의 위대함을 목격하고는 미국은 일본보다도 한 수 위의 나라라고 생각하였다. 그러나 이 같은 생각은 미국 사회의 인종차별로 깨지고 말았다. 내심 미국의 민주주의, 청교도적 합리주의 사상과 일 한 만큼 받는다는 사상에는 경의를 표하면서도, 흑인을 비롯한 유색인종들에 대한 백인종의 차별대우를 보고 그는 분개했다.
1890년대 초반, 미국 체류 시에 윤치호는 사회진화론을 최고의 진리로 받아들여 중국인들에 대한 미국 사회의 무시, 억압과 중국인에 대한 인종주의적인 차별 행위까지도 옹호했다. 그러나 합리주의적인 사회를 부정하지는 않았다.

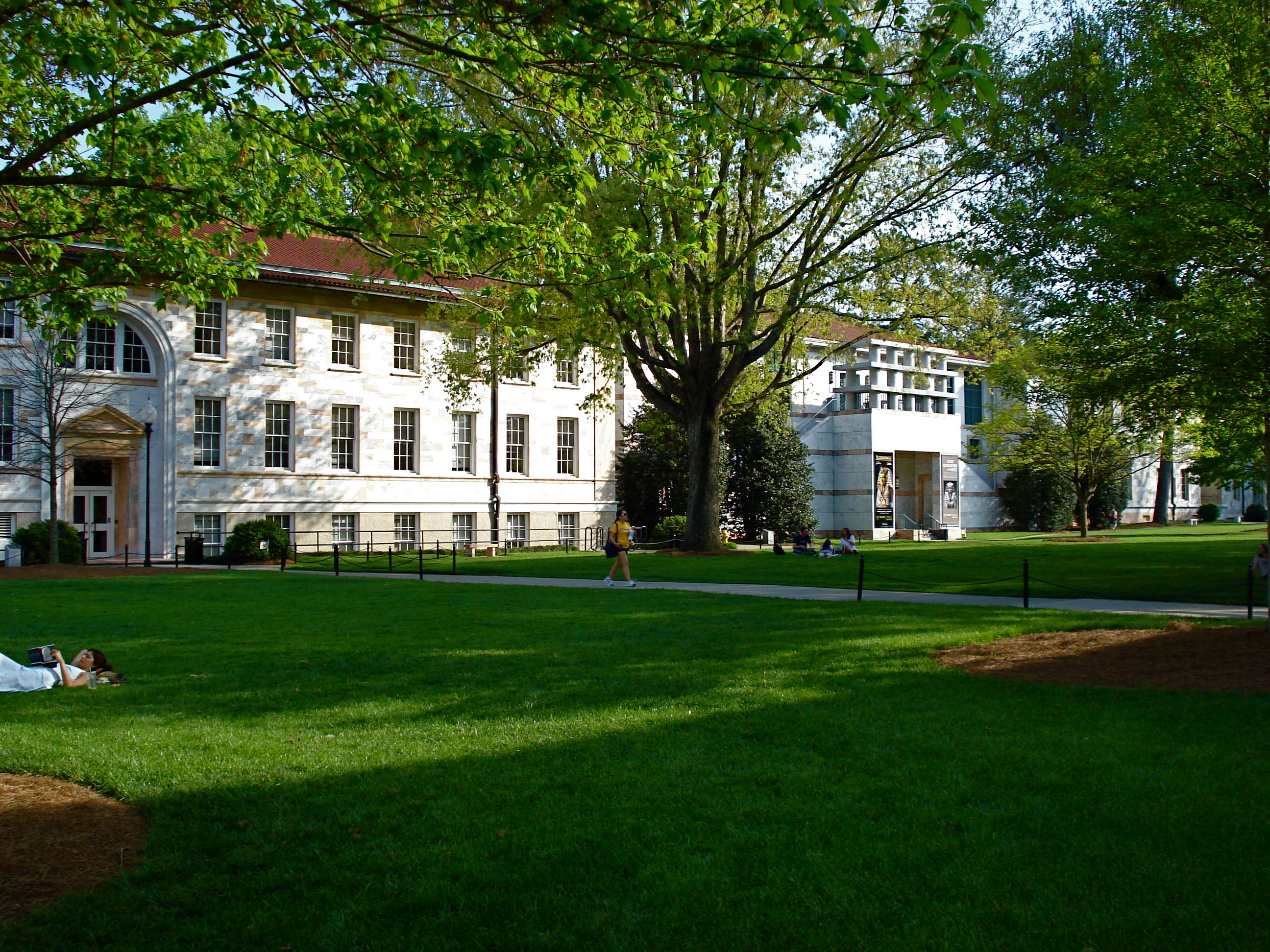
모교 에모리 대학교.

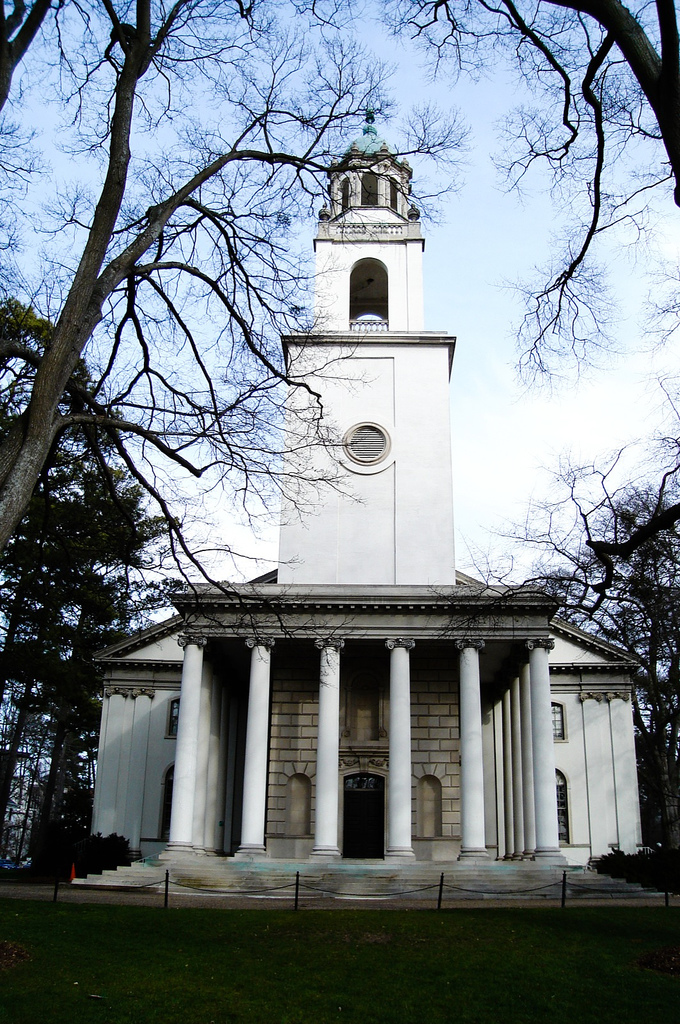
모교 에모리 대학 전경.

그는 밴더빌트 대학교에서 주로 신학과 영어 등을 베웠으며 1891년 밴더빌트 대학교 신학과를 졸업했다. 밴더빌트 대학교 졸업 직후 윤치호는 조지아 주로 건너가 조지아 주 카빙턴(Covington)에 있는 에모리 대학(Oxford College of Emory University)에 입학한다. 밴더빌트 유학중에는 조직신학 교수 틸레트, 호스 박사 와 에비호스 부인의 보살핌을 받았으며, 에모리 유학중에는 캔들러 총장 부부에게 도움을 받았으나, 학비와 생활비는 스스로 순회 강연을 하면서 조달한다. 낮선 환경에서 넉넉치 않은 환경은 그의 체력과 학업에 어느정도 지장을 가져다 주었다.

##### 에모리 대학 수학과 졸업
1891년, 미국 조지아 주 옥스퍼드에 정착한 뒤에 다시 에모리 대학(Emory University) 옥스포드 컬리지에서 2년간 인문·사회과학, 자연과학 등을 수학하였다.
윤치호는 대학 교육을 받으며 조선 문제에 끊임없는 관심을 표명하고 있었다. 그는 우선 청나라의 조선에 대한 억압에 대해 강한 비판의식을 가졌고 반면에 구미국가를 모델로 한 근대화를 구상하였다. 나아가 청국의 외압 하에 있느니 다른 문명국에 의한 지배하에 있는 것이 낫다는 생각을 하기도 하였다.
귀국 전 윤치호와 서재필은 한 차례 만났었다. 1893년 가을, 에모리 대학을 마치고 상하이로 되돌아가기 전 윤치호는 인사차 서재필을 방문했었다. 서재필은 윤치호의 방문이 내키지 않았다. 그를 만나자 잊고 있었던 십년 전의 일들이 떠올랐기 때문이다. 무모했던 정변이 떠올라 회한에 잠겨 스스로 부끄러워지며 자신 때문에 죽은 부모와 처자를 떠올렸다. 서재필은 졸업을 축하한다는 의례적인 인사만 하고 서둘러 자리에서 일어났고, 윤치호는 왜 그런지 알면서도 무척 서운해했다. 윤치호는 서재필의 심정을 이해하고 그를 보내주었다.
1893년 가을, 윤치호는 미국 에모리 대학교를 졸업하였다. 그는 당시 조선인 중 손꼽히는 미국내 대학 졸업생의 한사람이었다. 한편 그에게 대학원 과정에 진학하면 장학금 전액을 지원하겠다는 미국 남감리회의 제안이 들어왔으나 그는 조국을 위해 할 일이 있다며 양해를 구하고 배편으로 귀국한다.
미국 유학기간 동안 윤치호는 기독교와 민주주의, 과학문명 등을 목격하였고, 이에 기초한 합리주의적인 사회를 경험하면서 조선의 체제에 실망을 느끼는 한편, 이를 조선의 근대화의 기본방향으로 설정했다. 이후 윤치호의 사상적 기초는 '힘의 정의'라는 사회진화론적 세계관으로 변모해갔으며, 사회개혁에서는 미개한 전통사회를 선교와 교육이라는 국민개조를 통하여 근대 사회를 형성한다는 국민 계몽의 이상을 품게 되었다. 한편으로는 조선 사회에 대한 경멸감도 품기도 했다.

##### 졸업과 귀국

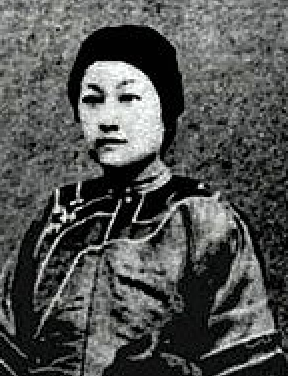
두 번째 부인 마수진, 청나라 쑤저우(소주) 출신이다.

1895년 7월, 윤치호는 남감리교 헨드릭스 감독에게 사적으로 조선의 선교를 위한 방문을 부탁하는 편지를 보냈으며, 1893년 9월엔 윤치호는 에모리 대학교를 떠나면서 캔들러 총장에게 이미 기탁한 $200에 추가로 $30을 더 기탁하며 남감리교의 조선 선교를 간청하는 편지를 보내기도 했다. 그는 이 편지에서 자신이 세례와 신앙 교육을 받을 수 있었음을 감사히 여기며 조선에도 그와 같은 교육이 시행되어야 함을 역설했다.
| “ | 내가 모은 돈 200달러를 당신께 보내오니 이 돈을 기초로 삼아서 조선에도 기독교 학교를 설립하여 내가 받은 교육과 같은 교육을 우리 동포도 받을 수 있게 하여 주소서. 만일 내가 상해로 가서 속히 조선으로 들어가면 내가 학교를 세우도록 할 것이요. 만일 나보다 먼저 조선에 가는 이가 있거든 그에게 부탁하여 학교를 세우게 하여 주되 5년이 지나도록 세우지 못하게 되거든 그 돈을 마음대로 처리해도 좋습니다. | ” |

이 일을 계기로 남감리회는 동양 선교를 관리 및 담당하는 핸드릭스 감독에게 선교 방안을 모색하라고 지시했고 중국에서 활동하던 리드(C. F. Reid) 선교사가 답사차 1895년 10월 13일, 제물포항에 도착했다. 그의 편지를 계기로 감리교회 선교사들은 인천과 경성을 비롯하여 조선에 공식 포교를 시작하였다.
1894년 3월, 소주성 여인 마수진(馬秀珍)과 재혼했는데 로라 헤이굿 맥타이어 교장이 소개하여 중매 결혼했다. 마수진은 미국 남감리회에서 운영하는 맥티여학교를 졸업한 여성으로 박노자는 마수진이 기독교 신도이자 매우 서구화된 중국 여성이라고 지목했다. 마수진과의 사이에서는 봉희, 영선, 광선, 용희 등 2남 2녀가 태어났다.
인내심이 강하고 배려가 깊었던 마수진은 남편의 방황과 정치적 불운을 이해하며 오히려 마수진은 시대를 앞서간 남편 윤치호의 불행을 위로하였다. 그녀는 1905년, 병사하지만 윤치호는 오래도록 마수진을 그리워하였다. 마수진이 죽은 뒤에는 '사랑하는 아내에게' 혹은 '천당에 먼저 가 계신 아내에게' 보내는 편지를 남기기도 했다.

#### 차별대우와 인종주의적 사고로 변화
그러나 한편으로는 미국 사회의 인종차별주의, 특히 흑인을 차별하는 태도를 목격하면서 백인들의 오만함에 대한 부정적인 생각을 갖게 되었다. 미국 체류 중 황인종을 멸시하는 백인 불량배들에게 끌려가 가끔 얻어맞기도 하고, “유색 인종”이라는 이유로 호텔 투숙을 거절당해 정거장에서 밤을 지샜는가 하면, 세례 교인이었던 그와 가장 가까워야 할 미국 선교사에게마저 늘 은근히, 그리고 가끔은 매우 노골적으로, '왕따'당하는 처지였다. 귀국 이후에 조선에서 만난 미국인 선교사들도 비슷하게 그를 대우했다.
당시의 그에 대해 후일 노르웨이 오슬로 대학 교수 박노자는 '백인 인종주의에 상처받아 만신창이가 되었을 그의 마음 상태'를 지적하기도 했다.
| “ | 만약 내가 마음대로 내 고국을 선택할 수 있다면, 나는 일본을 선택할 것이다. 오, 축복받은 일본이여! 동방의 낙원이여! | ” |
|   | — 1893년 11월 1일자 일기                                                                                          |   |

그는 평소 조선인들의 불결한 위생과 겉치레, 감정적 대응 등을 내심 경멸해왔다. 그리고 서구의 기독교 사상과 청교도 정신, 합리주의의 수용을 통해 이를 개선하려 했다. 그러나 평소 기독교 선교사들로부터도 자기 일 처리도 못하는 작은 아이, 원주민, 예의를 지키지 않아도 될 만한 사람의 대접을 늘 받아 온 윤치호는, 인종주의야말로 미국의 가장 중요한 특징이라는 결론을 내리게 되었다. 미국의 민주주의와 자유주의, 기독교 정신과 개척 정신은 높이 평가하면서도, 내심 백인종을 혐오하는 이중적인 태도와 인종주의적인 사고를 갖게 되었다. 그러나 어쨎든 그럼에도 불구하고 그는 조선에도 민주주의와 자유주의, 기독교의 도입이 시급하다고 봤다.
어느 교회에서 남부 출신의 남감리교회 목사들이 예배 시간에 흑인을 박멸해야 된다는 설교나 흑인들을 아프리카로 추방해야 된다는 설교를 듣고는 충격을 받기도 했다. 그들이 목사인가 기독교인인가 그 자체를 의심하기도 했다. 하지만 흑인이 백인들로부터 차별대우를 받는 것에는 분노하면서도 흑인에 대해서는 1893년 2월 17일자 일기에 '(아프리카인들이 미국에 끌려와) 영어를 배운 것만으로도 그들의 노예생활에 대해 충분히 보상받은 것이다.' 라는 이중적인 시각을 갖게 된다. 귀국 이후 그는 국내 인사들이 미국을 무조건적으로 의존하거나 일제와는 다른 선량한 국가일 것이라는 생각을 비판, 경계하기도 했다.

#### 청나라 체류, 중서서원 교사 생활

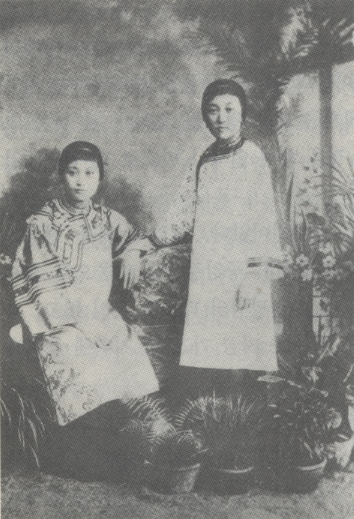
1894년, 두 번째 부인 마수진과 그의 친구 한애방(韓愛芳).

1893년 11월, 배를 타고 청나라의 상하이에 도착했다. 상하이로 건너간 윤치호는 1893년 11월에 모교인 중서서원의 교사가 되었고, 그가 조선으로 귀국할때까지 중서서원에서 영어, 영문학교사로 학생들을 가르쳤다. 이때에 이르러 그는 유창하지는 않았지만, 조선인이나 청나라인, 일본인들을 상대로 영어를 가르칠 만큼의 영어 회화 실력을 갖추었다.
1894년 3월 27일 오후, 윤치호는 김옥균과 홍종우 등 일행을 맞아들였다. 김옥균은 윤치호에게 '리훙장의 양아들 리징황의 초청으로 오게되었다. 경비는 홍종우라는 자가 대고 있다."고 말하자, 윤치호는 의아스러운 눈빛으로 "홍종우는 (조선에서 보낸) 스파이 같으니 조심하라"고 경고했다고 한다. 그러자, 김옥균은 "그가 스파이일리가 없다."고 답했다 한다.
3월 27일, 김옥균은 인편으로 윤치호에게 오후 1시 반에 자신이 숙박하고 있는 동화양행(일본 호텔)로 와서 함께 갈 곳이 있다는 내용의 편지를 급히 보낸다. 그러나 윤치호는 학교 일이 바쁘다는 이유로 김옥균의 제안을 사양한다. 다음날 3월 28일, 김옥균은 홍종우에 의해 저격, 암살당했다. 미행의 그림자를 예상한 그는 김옥균의 암살 소식을 접하고 수시로 거처를 이동하였다.

### 개화파, 계몽 활동

#### 귀국과 초기 개화파 시절

윤치호는 독립신문의 주필로 활동하다가 2대 사장에 취임했다.

1895년(고종 32년) 2월 그는 조선으로 귀국, 2월 13일 배편으로 입국하여 돌아왔다. 귀국 직후, 그는 캔들러 박사가 보낸 남감리교 선교사들을 만나고 이들에게 조선의 풍속과 경성부, 인천에 거처와 예배당지를 마련하는데 동참, 이들의 통역을 하고 남감리교회 선교사들의 정착을 적극 도와주었다.
1895년 2월 13일, 그는 귀국 즉시 자신의 노비들을 석방시켰다. 그 때, 윤치호의 가족들은 그의 전도를 받고 즉시 대대로 내려온 신주단지를 불태우고 종문서를 불태웠다. 이로서 한국에서 종문서를 제일 먼저 불태운 가문이 되었다.
1895년 2월 15일, 김홍집 내각에서 의정부 참의에 임명되었다가 외무부협판을 지냈다. 그러나 박영효 내각에서는 그에 대한 감시는 끊이지 않았고, 그는 김홍집 등에게 신변보호를 요청하여 경호원을 데리고 다녔다.
귀국한 이후부터 윤치호는 줄곧 개화파 정권에서 김홍집-유길준 일파와 박영효 일파 사이에서 적절한 거리를 유지하며 개혁 정책 추진에만 힘을 쏟았다. 또한 강연 활동을 다니며 서구 세계를 알지 못하는 민초와 식자들에게 미국과 유럽의 존재를 인식시키고 선진문명이 존재하고 있음을 알렸다.
그 뒤 총리 대신 비서관을 거쳐 1895년(고종 32년) 5월 10일, 학부협판(學部協辦)이 되었으나, 춘생문(春生門)사건으로 투옥되기도 하였다. 음력 5월 27일, 다시 외무부협판이 되었다가 내각 비서관을 거쳐 1895년 6월 2일, 학부협판으로 재임명 되었다. 그 해 7월 12일, 외부협판으로 또다시 전임되었다. 이때 이탈이아 국왕의 조카 아부리 공작을 영접하였다. 외부협판 재직시에 사촌동생 윤치오와 함께 특파대사인 제2왕자 의화공(義和公)의 수행원에 임명되었으나, 일본의 방해로 곧 취소되었다.
이후 이상재(李商在), 서재필 등과 독립협회(獨立協會)를 조직하여 활동하였다. 독립협회 운동이 절정기에 달한 1898년경에는 독립협회 회장, 《독립신문》 주필, 그리고 만민공동회의 최고 지도자로서 민권운동과 참정·개혁운동을 정력적으로 지도했고, 실력양성운동에 진력하였다.
한편으로 독립신문사의 주필, 발행인으로 활동하며 칼럼과 논설 작성 및 신문 발행 제반에 직접 참여하였고, 황국협회(皇國協會)와 척족 정권의 압력과 맞서 자신의 재산을 비용으로 투자하여 신문과 독립협회의 자금으로 활용하였다. 또한 한성부의 사교모임인 정동구락부에도 회원으로 가입하여 활동했다.

#### 을미사변 전후

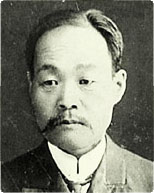
윤치호의 친구 유길준. 그러나 윤치호는 그를 명성황후 암살의 조선인 협력자 중 한사람이라고 기록해놓았다.

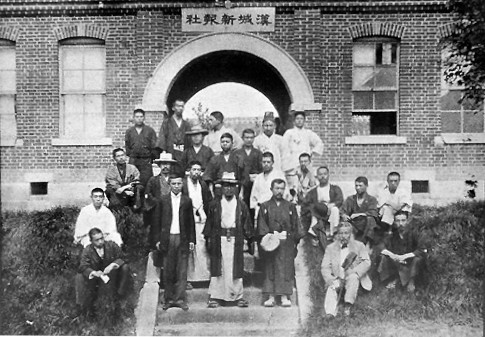
을미사변 당시 침투한 일본인 낭인들.

10월 8일, 을미사변으로 명성황후가 일본인 낭인들에게 암살당하자 그는 일본 및 일본인의 협력자들을 규탄했다. 조선땅을 처음 밟은 일본인들이 명성황후를 쉽게 찾아내서 살해하는 데는 조선인 협력자들이 크게 기여했다는 것이다.
그는 또 명성황후의 암살에 국내에서 자발적으로 가담한 조선인 가담자와 내통한 조선인 고위 인사들이 있었다고 주장했다. 그러나 윤치호의 조선인 고위층의 민비 암살 협력설은 무시당하였다. 그의 주장은 그의 일기에도 나타나는데, 윤치호는 자신의 일기에서 그를 암살한 일본 낭인들의 지휘자 중 한사람으로 유길준을 지목하였다. 명성황후가 암살당할 무렵 윤치호는 유길준과 일본인 이시츠카가 사건의 전말을 은폐하기 위해 자신을 그날의 저녁 식사에 자신을 초대했다는 것이다. 한편 유길준은 그의 친한 친구이자 그와 연락을 자주 주고받는 몇안되는 사람이기도 했다.
그러나 명성황후가 억울한 피해자라는 시중의 여론에는 반대했다. 무능했으며 동학농민운동 진압에 외세를 끌어들였고, 부패한 친정 식구, 친정 친척들을 등용한 점과, 무속인과 점술가들을 맹신해서 고위직을 내리는 등의 미신 행위 등으로 국정의 문란을 초래했다고 봤기 때문이었다. 또한 조선인 협력자들이 왜 나타났겠느냐며 반론을 제기하였다. 그의 반론에 시중의 시선은 냉담하였다. 유길준은 자신이 명성황후 암살에 가담한 것을 폭로한 윤치호에 대해 불쾌히 여겼으나 다시 그를 가까이한다. 을미사변 뒤로도 윤치호는 유길준과 친하게 지냈고, 유길준 사후에도 유길준의 아들 유만겸과 유억겸 형제, 동생 유성준 등과도 계속 가까이 지냈다.

#### 은거 생활과 개혁활동 준비
1895년 12월, 독립협회의 동지 서재필이 복권되어 귀국했다. 서재필이 처음 귀국했을 때 윤치호는 춘생문 사건에 연루된 혐의를 받고 체포대상이 되어 언더우드 박사 집에 피신해 있었다. 서재필은 두문불출하던 윤치호를 찾아 정세에 대해 자문했고, 윤치호는 선배 서재필의 공백기에 조선 정세를 친절하게 알려주면서 동시에 정동구락부 인사들과 접촉할 수 있도록 주선, 다리를 놓아주기도 했다. 귀국 직후 시도했던 신문 간행이 일본에 의해 좌절될 뻔했을 때, 서재필의 상심을 들어주던 유일한 대화 상대는 윤치호였던 것이다.
귀국 직후 서재필은 조선의 모든 것에 대해 극히 부정적인 태도를 보였다. 갑신정변의 실패에 크게 낙심, 좌절했고 이를 역적시하는 고종 등의 태도, 일가족이 처참하게 희생된 것, 일본 망명생활 중 조선 조정에서 자신을 암살할 자객을 보낸 것, 미국생활 초반에 당했던 온갖 인종차별과 멸시는 서재필에게 무능하고 부패한 조선 조정과 무지한 민중들에 대한 원한과 경멸과 증오심을 더욱 증폭시켰다. 귀국 직후부터 서재필은 거의 영어로 대화했고, 되도록 독립문 기공식 때에도 영어로 연설했다. 윤치호는 이를 자신의 일기에 일부 기록해두었다. 또한 윤치호 등과 살아남은 조카들이 그에게 자결로 죽은 전처의 묘소와 논산 연무대 근처에 있던 생모 성주이씨의 묘소의 위치를 알려주었다. 그러나 그는 한번도 방문하지 않았고, 오히려 가보라는 윤치호의 권고를 거절한다.
| “ | 서재필은 갑신정변 사건으로 천민(賤民)이 되어 자살한 전처의 무덤을 찾아보지 않아 비난을 받았다. 거지꼴이 된 장인(丈人)이 찾아오자 이를 거들떠 보지도 않고 않았다. 그(서재필)은 냉혹하고 거만한 사람이다. | ” |

그는 갑신정변 직후의 쓰라린 기억을 생각하는 것을 고통스러워했고, 오히려 냉정해지려 했다. 그러나 서재필의 이런 태도는 오히려 윤치호를 비롯한 동지들과 다른 조선인들에게 반감을 주게 된다. 한편 서재필은 다른 조선인들에게도 상당히 냉담하게 대하였다.
| “ | 그의 미국인 고우는 그와 함께 거리를 걷다가 그가 가까이 오는 거지를 발길로 차는 것을 보고 큰 충격을 받았다. | ” |
|   | — 윤치호 일기 1898년 1월 15일자                                                                            |   |

서재필의 미국인 친구가 그에게 구걸하러 오는 어느 조선인 거지를 노상에서 발로 걷어차고 모욕을 해도, 서재필은 이를 지켜보면서 방관하였고 윤치호는 이를 보고 불쾌히 여겼다. 영어를 주로 구사하는 그의 태도를 의문스럽게 여긴 윤치호는 왜 영어만 쓰느냐고 물었고, 그는 모국어를 거의 잊어버렸다고 답했다. 그러나 그는 한국어를 구사할 수 있었고 이를 알던 윤치호는 '나는 서재필이 쓰거나 말하는 모든 것에 걸쳐 모국어를 거의 잊어 버렸다는 사실에 크게 놀랐다'는 기록을 남겼다.

#### 러시아 사절단 파견과 베트남 방문

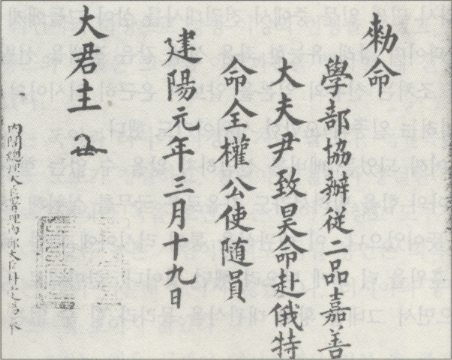
1897년 3월 19일, 러시아 황제 즉위식 축하사신 수원 임명장,

윤치호는 아관파천 직후 신문 간행을 위해 분주하게 움직이던 서재필을 돕고 싶었지만, 이미 민영환을 수행해 러시아에 다녀오라는 고종의 명을 받았기에 도울 수 없었다. 서재필에게 양해를 구한 뒤, 러시아 파견 사절단에 임명되었다. 1896년 2월, 징계명령이 내려졌으나 고종의 특사로 철회되었고 2월 12일, 학부협판에 임명되었다.

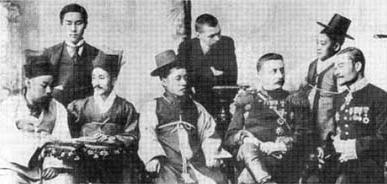
1896년, 러시아 차르 니콜라이 2세의 대관식에 참석했을 때. 앞줄 왼쪽 두번째가 영어 통역관인 윤치호, 세번째는 대한제국 사절단장 민영환.

1896년 4월 1일, 러시아 황제 니콜라이 2세의 대관식에 대한제국의 사절단인 민영환(閔泳煥)의 수행원으로 파견되었다. 4월 11일, 러시아로 가는 길에 중추원 1등의관(中樞院一等議官)에, 칙임관(勅任官) 3등에 임명되었다.
러시아를 방문하면서 그는 러시아가 미국이나 유럽 국가에 비해서 영토는 넓으나 기술발전이 훨씬 느렸던 사실을 눈치챘으나, 러시아의 군사력만은 높이 평가했다. 동시에 차르와 제실에 대한 반감을 가진 인사들의 움직임을 보고 심상치 않은 일이 벌어질 것을 예상했다. 또한 그는 장차 러시아가 군사강국이 될 것이라고 내다봤다.
윤치호와 수행원들은 열차편으로 러시아에 건너가 황제의 대관식에 참석하고 돌아왔다. 이때 윤치호의 귀국은 늦어졌는데, 니콜라이 2세의 대관식에 참석하고 프랑스에 들렸다 오느라고 늦어졌다. 프랑스에 도착한 후, 그 해에 유럽을 순방하고 1896년 12월, 유럽에서 조선으로 돌아오는 길에 베트남의 항구 사이공(西貢)에 들렀다.
사이공을 체류할 때 윤치호는 프랑스인들이 베트남 농민들과 상인들에게서 빼앗은 세금으로 닦은 사이공의 '파리 수준 이상'의 깨끗한 도로들을 보고 감격했다. 1896년, 사이공에서 윤치호는 일본의 공식 사절단을 만났다. 사이공을 떠난 뒤에 홍콩(香港)으로 가서 사람을 압도하는 웅장한 건물을 본 후 "유럽의 인종이 확실히 자연을 정복하는 기술을 잘 익혔다."는 결론을 내렸다. 윤치호는 사회진화론에 영향을 받아 서구 열강 세력에 대해 "신대륙의 초원과 밀림을 새로운 제국과 공화국으로 만들"만큼 세계 문명화의 큰 일을 완벽하게 실천하는 '우월한 인종'이라 평가했다.

#### 독립협회 활동과 사회 활동

##### 독립협회와 계몽운동

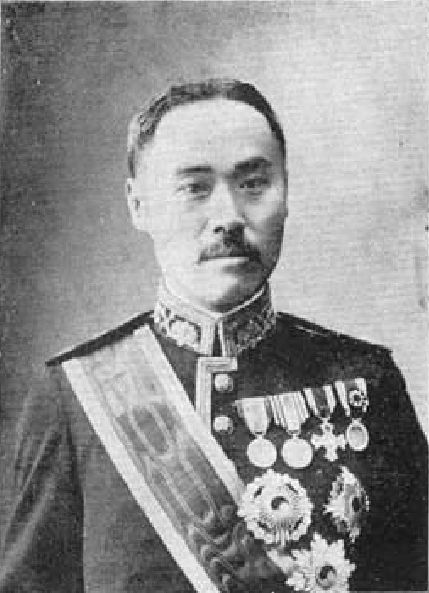
이완용의 독사진. 이완용은 독립협회와 만민공동회에 참여하였으나, 위험한 단체로 여겨 탈퇴한다. 윤치호는 이후 친러파와 친일파로 변신한 그를 경멸했다.

윤치호는 귀국 후 1897년 중반, 독립협회에 가입하고 열정적으로 독립협회 활동에 참여했다. 1897년 7월 8일, 정동에 새로 지은 감리교회 예배당에서 배재학당 졸업식이 있었고 600명의 청중이 모였다. 1부는 문학 시강으로 한문과 영어의 공개 강독이 시행되었다. 윤치호는 배재학당 졸업식 연설에 참석하였다. 영어 강독에서 신흥우가 영어 문장을 읽고 한글로 유창하게 번역하자 청중들이 크게 호응했다. 이어 이승만의 영어 연설이 시작되었는데, 발음도 유창하거니와 조선 독립을 역설하는 패기가 청중들을 사로잡았다. 2부는 갈고 닦은 협성회 토론 시범을 보이는 차례였다. 토론회의 호응도는 높았으며 토론은 성공적이었고 서재필은 1년간 자신의 강연을 수강한 학생들 가운데 우등 1명, 이등 1명, 삼등 2명의 학생을 뽑아 각각 5원, 3원, 2원씩의 상금을 수여하였다.

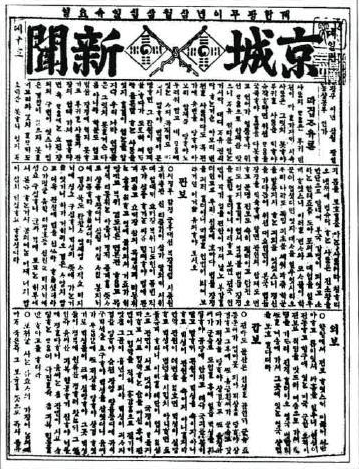
사촌동생 윤치소와 함께 발행한 경성신문.

이는 토론회에 내빈으로 참석, 참관하던 윤치호에게도 영향을 주었다. 협성회 공개 토론회의 성공은 그날 하객으로 참석했던 독립협회 회원들에게도 큰 자극이 되었다. 러시아에 다녀온 뒤 의기소침했던 윤치호에게 남다른 감격이었다. 윤치호는 청년들의 역량을 믿고 신분제도 철폐, 적서 차별 철폐, 남녀 차별 철폐, 민중의 참정권 획득을 위한 설득, 홍보작업을 추진해야 된다고 확신한다.
1893년, 에모리 대학교 졸업 직후에 윤치호는 미국에서 서재필을 만났을 때 혹시나 조선의 정국이 변한다고 해도 서재필이 아픈 기억을 되살리고 싶지 않아 귀국하지는 않을 것으로 내다봤다. 그런데 뜻밖에도 2년 후 한성 정동에서 재회하게 되자 윤치호는 놀라워했다. 그리고 윤치호와 서재필은 독립협회에서 의기투합하여 활동했다. 1897년 8월 28일, 윤치호는 독립협회의 제2대 회장에 선출되었다. 10월 28일에는 만민공동회 회장에 선출됐다. 독립협회 참가 이후에는 서재필(徐載弼)·이상재(李商在) 등과 함께 독립협회를 이끌면서, 토론회 개최와 강연 활동을 계속하였다. 1898년 3월에 열린 만민공동회를 주관할 때는 러시아 군사교관과 재정고문의 철수 등 반(反) 러시아 운동을 전개하여 부분적인 성과를 거두기도 했다.
1898년, 이종일, 남궁억, 사촌 윤치소와 함께 경성신문(京城新問) 창간에 참여하였다. 학무아문참의를 거쳐 1898년 7월 8일, 다시 중추원 1등 의관에 임명되었고 7월 22일, 국왕에게 부패 관료들을 축출하고 인재를 등용할 것을 청하는 상소를 올렸으나 소득이 없었다. 도리어 구 관료들을 탄핵한 상소가 구 관료 및 척신 세력의 귀에 들어가면서 그는 배척과 동시에 황제를 타도하고 공화정을 획책하려 한다는 모함, 음해를 당하기도 한다.

##### 기독교 선교 활동
윤치호는 1895년에 귀국하고부터 그의 영어 실력을 바탕으로 조선을 방문한 선교사들의 통역을 하면서 기독교 선교를 도와주었다. 감리교 선교사 조세핀 애턴 캠밸이 교회, 학교 부지를 찾지 못할 때는 아버지 윤웅렬을 설득하여 적당한 토지를 내어 주기도 했다. 미국인과 영국인 선교사들의 전도 사업을 적극 돕고, 언어 소통의 장벽을 해소하는데 적극 나섰다. 그러나 세례 교인이었던 그와 가장 가까워야 할 미국 선교사에게마저도 그는 은근히 무시와 모욕을 당하곤 했다. 그는 처음에는 미국인과 영국인, 프랑스인 선교사들에게 호의적이었지만 나중에는 내심 따르면서도 속으로는 경멸하거나 반감을 품게 된다.
| “ | 나에게 짐을 미리 배에다가 실으라고 강력하게 권고했던 휴제스(Hughes) 부인이 끝내 내가 너무 지나치게 강요를 해서 대단히 미안한데, 우리 선교사 같으면 당신네들을 보통 작은 아이로 보는 습관이 있지 않습니까. 그 습관이 나에게도 있어서 나도 모르게 강요를 합니다. 당신이 우리네 선교사들을 아시잖아요? 라고 이야기했다. 이 말이 내 마음을 질러버렸다. 그녀는, 우리 원주민들이 우리 일을 스스로 처리 못할 만큼 다 우둔하다고 생각하는 모양이다. 우리 원주민들을 그렇게 보는 그들이, 민감한 일본인들의 분노를 그토록 많이 유발하는 것이 과연 놀라운 일이 아니다. (…) 내가 선교사의 조수가 되고 싶지 않은 많은 이유 중의 하나는, 너무 많은 영적인 보스 밑에 있고 싶지 않기 때문이다. 물론 나는 휴제스 부인에 대해서 하등의 불만을 가지고 있지 않다. (...) 그녀는 충실하면서 선심이 많은 선교사인데, 이처럼 우리 원주민들을 무시하는 것이, 인종주의적인 오만과 편견이 강한 미국의 출신이기 때문이다. | ” |
|   | — 윤치호 일기, 1894년 4월 23일자 |   |

| “ | 오늘 아침에 레르(Loehr) 목사가 중국 학생 신도들에게 교회에서 예수가 악마를 이겨서 천당을 쟁취하셨듯이 일본이 중국을 이겨 대만을 얻었다고 설교했다. (...) 중국인들에게 설교하는 자리에서 이보다 더 어리석은 이야기를 할 수 있을까? 선교사들이 원주민들이 왜 예수 그리스도에게 그들의 마음을 열어주지 않느냐고 불평한다. 그러나 선교사 자신들이 그들의 주택의 접견실에서 원주민들을 절대 대접하지 않는 오만한 태도를 버리지 않으면 원주민들도 마음을 열 리가 없다. | ” |
|   | — 윤치호 일기, 1897년 5월 31일자 |   |

선교사들의 고압적이고 거만한 태도와 원주민에 대한 멸시에 처음에는 의문의 눈초리로 바라보던 그는 서양인 선교사들이 조선인들에게도 같은 태도를 보이자 반감을 갖게 된다.
| “ | 1899년에 언더우드(Underwood)박사와 그 부인이 내가 지방관으로 있었던 원산으로 잠깐 들렸다. 내 사랑하는 아내가 그 부인을 방문했다. 그러나 그들이 1주일 후에 원산을 떠날 때 우리 집 바로 옆을 지나가면서도 우리에게 인사조차 하지 않았다. 자신들끼리 예의를 정확하게 지키는 데다 우리에게도 자신들에게 예의 지키기를 강력하게 요구하는 그들이기에, 그러한 행실은 도저히 납득이 안 간다. 우리에게 인류 평등의 원칙이 명백하게 적혀 있는 성경을 가르치면서, 이처럼 그 원칙을 자신들이 위반하는 것이다 (...) 그들의 오만한 태도 때문에 나는 손해를 보면서도 그들과 되도록이면 사교하지 않으려고 한다. | ” |
|   | — 윤치호 일기, 1903년 1월 15일자 |   |

백인 선교사들의 이런 태도는 윤치호로 하여금 실망과 냉소를 가져다주었다. 백인들의 인종차별주의적인 태도를 조선에서도 목격하게 된 그는 기독교를 신봉하면서도 교회에 출석하는 것이나 기독교 사상만이 곧 진리는 아니라는 생각을 하기도 했다. 결국 그는 기독교 선교 사업을 도와주는 일에서 한발 물러서, 소극적으로 움직이게 된다.

#### 노비 해방과 개혁안

##### 노비 해방 운동 추진
서재필은 귀국 직후부터 노비 해방문제를 상의하던 윤치호와 함께 1897년 10월, 독립협회와 만민공동회에 노비 해방 문제를 상정시키기로 계획한다. 이들은 노비들을 해방시킬 것을 결의하고 1897년 11월 1일, 독립협회의 토론에 노비제도가 필요한 것인가에 대한 여론을 공론화시켰다.
1897년 11월 1일, 제8회 토론회의 광경을 보면, 약 500명의 회중이 참석한 가운데 먼저 회원의 호명이 있었고 다음 지난회의 토론회 기록의 확인이 있었으며, 내빈 소개와 신입 회원 소개가 있었다. 서재필은 독립협회의 회장에게 노비 해방에 대한 것을 건의하였고 11월 1일, 독립협회 회의의 주제로 채택된다. 회장이 토론회의 주제, 이날의 주제는 '동포 형제간에 남녀를 팔고 사고 하는 것이 의리상에 대단히 불가하다'를 선언하였다. 이에 따라 전 주의 선정에 의거하여, 주제에 대한 찬성편은 힘껏 주제의 정당성을 설명하고, 주제에 대한 반대편은 토론이 잘못된 방향으로 나가는 것을 막는 발언을 했으며, 토론회에 참석한 일반 회중은 모여서 자유롭게 토론하였다.
이 중 한 발언자가 용역은 '하나의 필요한 제도이며 노비제도(奴婢制度)는 그러한 용역의 하나라고 발언하자, 회중의 하나가 일어서서 토론자가 명제를 정확히 말하고 있지 않다고 의사 규칙 위반을 들어 항의했으며, 많은 회원들이 주제의 찬성편에 서서 발언하였다. 1897년 11월 1일, 윤치호는 노비 제도의 폐해와 비인간성을 구체적 사례를 들며 설명하는 연설을 하였고 서재필은 미국에서의 아프리카 흑인 노예 들의 참상을 들어 설명하였다. 다음으로 주제에 대한 회중의 의견을 투표에 붙인 결과 만장일치로 주제에 대한 찬성이 의결되었으며, 주제에 찬성한 사람은 자기가 실제로 소유한 노비를 모두 해방시키도록 하자는 동의가 가결됨으로써 토론회를 끝내었다. 독립협회의 결의에 따라 한성부의 양반가에서는 노비문서를 불태우고 노비들을 석방시키는 이들이 나타나기 시작하였다.
윤치호와 서재필은 각각 인간은 물건이 아니며 재산이 되어서는 안 된다, 인간의 생명은 하늘이 부여한 것이라고 역설하고 다녔다. 시중에서는 이들의 사상을 위험한 사상이며 반상의 질서를 무너뜨리는 해괴한 요설, 궤변으로 취급하였다. 그러나 1897년 11월 1일, 노비해방에 대한 기습 토론 이후 노비 해방 풍조가 점차적으로 확산되었다.

##### 개혁안 제출과 탄압
1897년, 1898년 독립협회와 만민공동회의 연사로 강연하며 윤치호는 백성들이 스스로 그 대표자를 선출하여 백성들의 의견이 국정에 반영되어야 된다고 하였다. 그러나 그는 왕정폐지론이나 황제의 존재를 부정하지는 않았다. 군주의 존재는 별개로 국민이 선발한 대표자들을 통해 국민의 의견이 반영되어야 되고, 관료 임면권에 있어서는 군주나 인사임명권자만의 의견이 아닌 백성들의 의견도 반영되어야 된다고 봤다.
황국협회 측은 '윤치호 대통령설', '박영효 대통령설' 등을 흘려 독립협회를 곤경에 몰아넣고 정부에 압력을 가하였다. 그밖에도 '윤치호 부통령설', '박정양 대통령설' 등도 시중에 확산되었다. 개화파가 쿠데타를 일으켜 공화국을 구성하고 윤치호 자신은 대통령 내지는 부통령이 될 것이라는 루머가 시중에 유포되자 윤치호는 은신처를 물색했다.
1898년 3월 8일, 김홍륙 등이 독립협회 지도자들을 독살하려 하자, 정교(鄭喬)와 최정식(崔廷植) 등은 그에게 시골로의 피신을 권고하기도 했다. 이후 은신해있던 그는 서재필과 함께 3월 10일, 만민공동회를 주관한다. 3월 16일, 독립협회 회장 안경수가 수원부유수로 임명되면서 공직과 협회직을 겸할 수 없으므로 서재필이 회장이 되었다. 3월 21일부터는 독립협회 회장 대리로 활동했다. 그 해 5월 14일, 서재필의 암살이 불가능하다고 본 수구파에 의해 서재필이 국외 추방당하여 추방령에 의해 용산을 출발, 미국으로 다시 망명하면서 윤치호는 독립협회의 회장이 되었다.

##### 독립협회 강제 해산

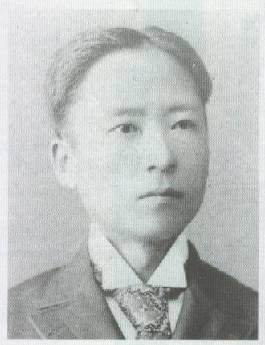
윤치호의 평생의 동지였던 서재필. 서재필은 윤치호와 정치적, 사상적으로 함께했으며 수시로 연락을 주고받았다.

1898년 5월, 그는 이상재 등과 함께 서재필의 추방을 반대하는 동시에 서재필에게도 출국을 만류하였으나, 서재필은 귀국 정부에서 나를 해고하였으니 떠나는 것은 당연하다고 말하여 경악하였다.
서재필이 추방된 뒤 윤치호는 독립협회를 이끌어나가게 됐고 1898년 8월, 제2대 독립협회 회장으로 선출되었다. 10월 만민공동회를 주최할 때는 헌의 6조를 결의하여 국정에 반영시켰다. 그러나 독립협회는 대한제국 조정의 견제를 받다가 1898년 12월, 강제적인 정부의 해산조처로 해산당하였다. 후속 조치로 헌의 육조에 서명한 대신들이 파면당하였다.
윤치호는 독립협회의 혁파와 헌의 6조에 서명한 대신들을 파면시킨 관보를 보고 고종과 정부, 일본과 러시아를 비난하였다.
| “ | 이것이 국왕이라니! 어떠한 거짓말을 잘 하는 배신적인 겁쟁이라도 이 대한의 대황제보다 더 비열한 짓을 하지 못할 것이다. 정부는 친일 노예 유기환(兪箕煥)과 친러 악당 조병식(趙秉式)의 수중에 있다. 러시아인과 일본인들이 틀림없이 모종의 이권을 위하여 이 사건에 개입하여 그들의 노예들을 지원하고 있다. 저주받을 일본놈들! 나는 그들이 대한의 마지막 희망인 독립협회를 분쇄하는데 러시아인들을 돕는 이유를 민중들이 알게 되기를 진심으로 희망한다. | ” |

독립협회의 해산에는 외국 세력을 등에 업은 자들의 농간이 작용했고 그는 일본의 앞잡이로 유기환, 이완용 등을, 러시아파로는 조병식 등을 비판하며 성토하였다.

##### 외세의 압력과 좌절

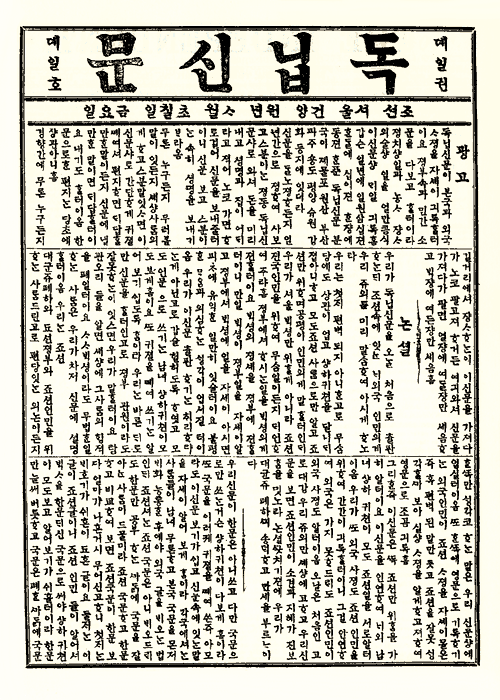
독립신문은 민중의 계몽을 위해 순한글로 발행되었다.

1898년 내내 황국협회는 독립협회가 황제를 제거하고 쿠데타를 기도한다고 무고하였다. 이처럼 그는 독립협회를 분쇄하는데 고종과 수구파, 그리고 러시아와 일본이 결탁되어 있음을 간파하고 고종의 배신적인 비열한 행위를 매도하고, 일본의 탐욕적이고 간교한 행동을 저주했다. 동시에 자신을 황제에 불충하는 역적으로 보는 민중들의 시선에도 크게 실망, 좌절하게 된다. 독립협회는 실패했고, 민중들은 그를 황제에게 불충하는 인물로 보게 되자 실망한 그는 그는 민중을 계몽의 대상에서 개조, 훈련의 대상으로 시각을 바꾸게 된다.
그는 당시 대한제국 조정을 휘젓던 친일파와 친러파 모두를 매국노로 봤다. 그는 국익보다 개인의 이익과 정파의 이권과 이익을 위해 돈과 폭력배, 심지어는 외세까지 끌어들이는 기성 정치인들의 행각에 치를 떨었다고 한다. 또한 그는 독립협회에서 활동하다 친일파로 변절한 이완용에 대해서 시종일관 적개심과 냉담한 태도로 일관하게 된다.
윤치호는 그 해 양력 11월 23일, 12월 15일~22일, 한성 판윤을 역임하였다. 한성 판윤에 임명되었긴 하였으나 뜻이 없던 그는 사직할 의사를 내비쳤고, 12월 17일과 12월 18일 한성 판윤직을 사임하는 상소를 올려 12월 22일, 면직되었다.
1898년(광무 1년) 12월 22일, 윤치호는 의회인 대한제국 중추원 부의장(中樞院副議長) 칙임관 2등(勅任官二等)에 임명되었다. 이 기간 중 윤치호는 여러 번 탄핵과 제거 음모에 시달려야 했다. 1898년 12월 24일, 그를 제거하려는 대신들의 탄핵 상소가 있었다. 1899년(광무 2년) 1월 2일, 심상희(沈相禧) 등이 왕에게 상소를 올려 윤치호와 고영근(高永根) 등에게 역률(역적률)로 다스릴 것을 청하는 상소를 올렸다. 윤치호는 생명의 위험을 피하여 수시로 은신, 숨어 다녀야 했다.
| “ | 이 수치스러운 조선 역사에 대하여 더 알면 알수록 현 왕조하에서는 개혁의 희망이 없음을 확신하게 된다. 정부는 500여년간 국가의 향상을 위하여 아무것도 한 일이 없다. | ” |

그는 조선의 군주들 중에서도 세종대왕이나 정조 같은 인물들은 예외로 보았다. 그러나 세습체제 하에서의 군주와 정치인들은 수준이 저질적인 인물들도 그 자리를 차지할 수 있음을 보고 세습화 되지 않게 하는 것이 중요하다고 보았다. 대를 이어서 정치를 하더라도 자기 실력으로 정계에 진출한 것이 아니라면 위험 요인이 될 수 있다고 전망했다.

#### 독립협회 해산 이후

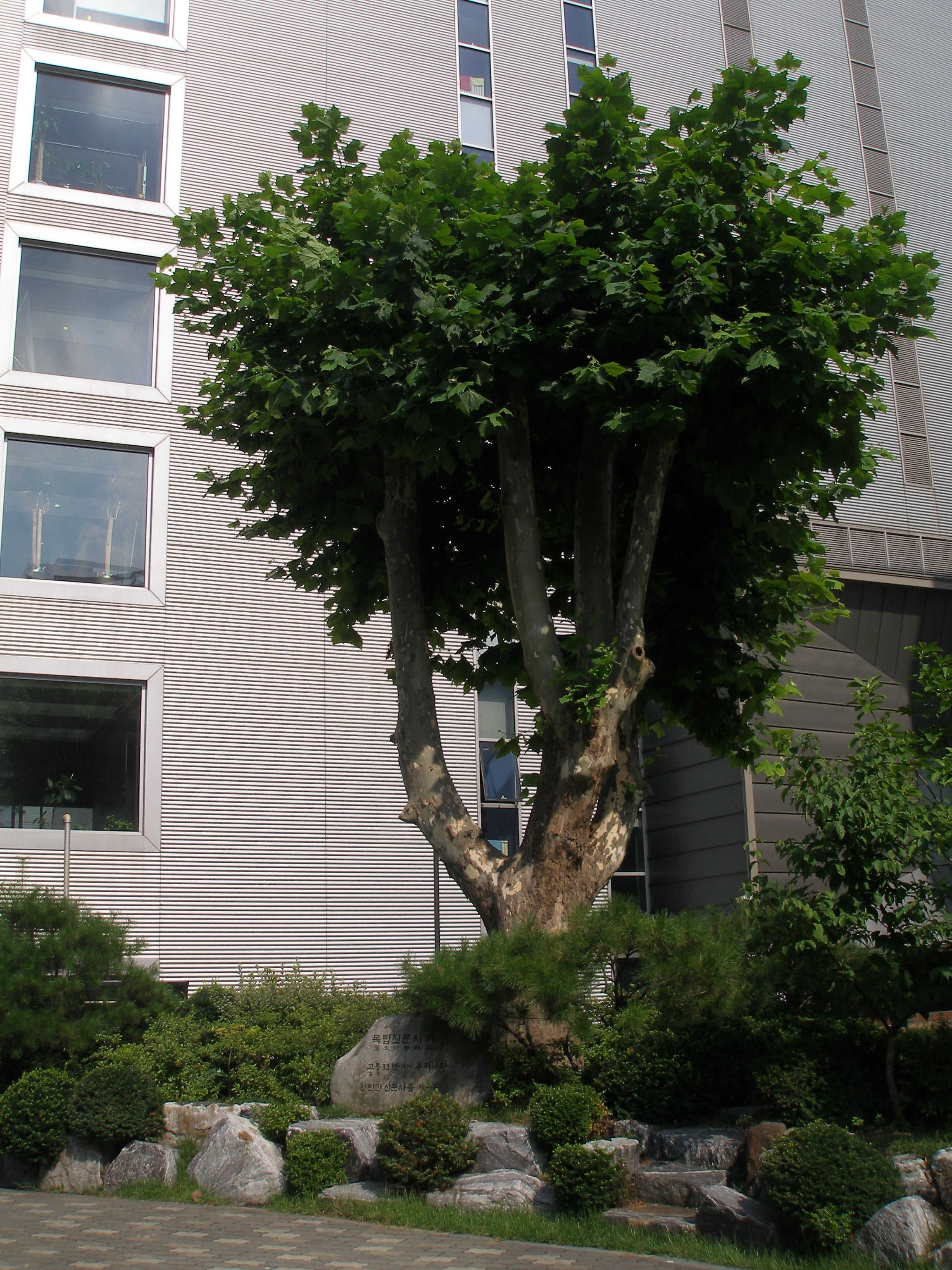
배재학당 앞에 세워진 독립신문사터 표지석.

독립신문의 주필과 발행인을 하던 그는 신문사를 떠맡게 되어 1898년, 독립신문사 제2대 사장이 되었으나 관직에 임용되면서 사퇴하였고, 1899년 이후 독립협회에 대한 탄압은 가중되었다. 윤치호는 독립협회의 탄압·해산 시 외국인의 집에 은신하고 있다가 1899년 1월 7일자로 덕원감리사 겸 덕원부윤에 임명되었고 1899년 2월 2일, 이를 수락하였다. 그는 관직 생활을 하면서도 배재학당에 나가 학생들에게 토론하는 방법을 가르쳤다. 그는 토론회의 소모임을 1899년 2월까지 맡아보았는데, 학생들이 토론에서 패했을 때 감정적으로 발언하는 것을 통제하고 억제하면서 감정을 조절하고 대화, 토론하는 방법을 훈련시켰다.
후에 숭실대학교 사학과 교수 유영렬은 '민중운동의 최고 지도자였던 윤치호에 대한 이같은 조처는 당시 법부대신 윤웅렬의 노력과 윤치호에 대한 고종의 친애감, 그리고 평소 대인관계가 원만했던 윤치호와 일부 관료들과의 친분관계가 크게 작용했던 것'으로 보았다. 한편 윤치호 자신이 개혁 운동을 포기하고 타협한 것에 대해서는 '감리사직의 임명은 중앙 정계로부터의 일종의 회유적 추방이었으며, 윤치호의 수락은 자신과 가족의 안전을 위한 일종의 자구책이었던 것'이라고 보았다. 반(反)정부 민권 운동의 최고지도자가, 그것도 이승만을 비롯한 민중 지도자들이 대거 체포 구금되는 상황에서, 극복의 대상인 수구반동하의 지방관직을 수락한 사실은 일종의 변절적 자세로 보지 않을 수 없으며 전통적 통치체제에 대한 비판의식의 불철저성을 지적하지 않을 수 없다.'고 해석하였다.
1899년 1월, 그에게 함경남도 원산부윤으로 임명되리라는 설이 돌았다. 1월 16일 오후 7시경, 은밀히 일본인 집에 피신한 고영근(高永根)의 행방을 알고 그를 찾아갔다. 윤치호를 만났던 고영근은 그에게 원산부윤직에 나갈 것이냐고 물었고, 윤치호가 대답을 주저하자 그의 아버지 윤웅렬이 법부대신으로 승진한 것은 만민공동회 덕택이며, 윤웅렬이 독립협회와 만민공동회의 해산에 가담했던 척신파 대신 민영기와의 친분관계를 지적하기도 했다. 윤치호는 고영근의 언급에 불쾌했으나 논쟁을 하면 감정 싸움으로 발전할 것이라 보고 언급을 회피하고 헤어졌다.
1899년 1월, 그는 중추원 부의장을 사퇴하였고 1월 초, 그는 함경남도 원산으로 떠났다. 그는 적극적으로 나서지 않고 소극적으로 활동하며, 개화파와 수구파 양쪽과 친분관계를 형성한 아버지 윤웅렬의 중립적인 태도에 실망감을 감추지 못했고 이를 기록에 남기기도 했다.
그는 독립협회 운동의 좌절을 민중의 어리석음의 탓으로 보고, 민중에 대한 증오심을 더욱 증폭시켰다. 이후 민족패배주의적 사고방식에 함몰되어 타협적 개량주의를 지향하였다. 이러한 인식은 한일합방 후, 1915년까지 투옥과 가혹한 고문을 받은 뒤부터 일제의 통치를 기정사실로 받아들이게 하였고 독립불능론 내지 독립무용론으로 변모하는 결과를 낳았다.
독립협회 회원들은 여전히 동요하고 있다. 하지만 나를 가슴 아프게 만드는 것은 일반 대중의 가공할 만한 무관심이다. 대중은 이 투쟁을 독립협회 회원들과 정부의 사적 분쟁으로 간주한다. 몇 백 년 동안 노예 상태에서 억압받아온 이 아이들은 '헌의육조'가 국가와 국민 모두의 이익과 관련된 것이라는 사실을 알아차리지 못한다! 이런 국민한테 희망을 갖다니, 우리가 더 바보였다. 왕이나 국민이나 모두 똑같다! 그들에게 어울리는 것은 노예상태 뿐이다!
 — 윤치호 일기, 1899년 6일 (음력 23일) 일요일
원산에 도착했던 윤치호는 '원산 사람들은 공공정신(에티켓)이 없고 구습과 미신에 강하게 집착하고 있다. 다른 지방의 사람들과 같이 무지하고 게으르다.'라고 하고, '이 인종의 피는 새로운 교육과 새로운 정부 그리고 새로운 종교를 갖고 변화하지 않으면 안 된다'라고 확신했다. 민중을 계몽의 대상에서 철저한 갱생의 대상으로 시각을 바꾸게 되었다. 이처럼 민중을 철저한 갱생의 대상으로 생각하게 된 윤치호는 일본 제국주의에 의한 조선의 망국과 식민지화를 당연한 벌로서 받아들이게 된다.
원산감리 시절, 비서로 먼 일가인 윤직선(尹稷善)을 채용했는데 윤직선은 후일 동화작가 윤극영의 아버지이기도 하다.

##### 외직 발령과 애민태과

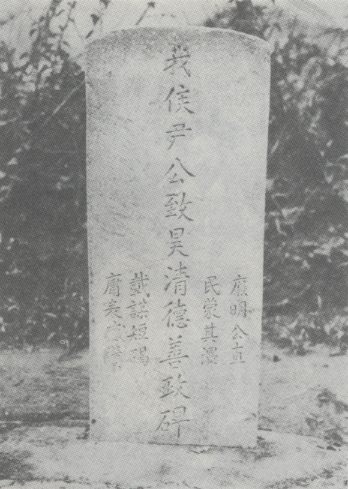
원산 윤치호 선정비.

이후 윤치호는 계몽운동에 진력하며 실력 양성론을 주장하였다. 그의 실력 양성론은 후일 독립운동 세력 내부에 상당한 영향을 주었던 것으로 보인다. 1920년대 독립운동은 김좌진, 홍범도, 박용만 등의 무력 투쟁파와, 이승만을 중심으로 한 외교활동이 큰 축을 이루고 있었고, 양자 사이에서 안창호와 같이 민족의 실력을 키워야 뭐든 해도 된다는 집단이 존재했다. 이들 제3그룹은 주로 만주와 연해주를 중심으로 경제 자립 기반 확보와 교육 활동 및 신흥무관학교와 같은 무관 양성에도 힘썼다.
1899년, 이후 윤치호는 외직에 임명되었다. 1899년 1월 7일, 함경남도 덕원감리사 겸 덕원부윤(德源府尹) 주임관 1등으로 부임하였다. 이후 원산감리로 부임하고 1900년 6월 25일, 삼화감리사 겸 삼화부윤, 1901년 7월 24일에는 다시 함경남도 덕원감리사 겸 덕원부윤으로 재임명되었다. 이어 원산항재판소 판사에 재임명되었다.
좌옹이 처음 덕원 감리가 된 것은 조병식 내각이 그를 중앙 정계에서 몰아내기 위한 것이었으나 의외로 치적이 훌륭하여 좌옹이 명성이 날로 높아가는 것을 보자, 그들은 다시 불안해져서 독립협회 시대의 정적이던 보부상들을 비밀히 파송시켜 좌옹의 동정을 살피게 했다. 나중에는 암행어사까지 출동시켜 '애민태과 손실정체(愛民太過 損失政體)'라는 죄명으로 봉고파직을 시켰다.
1902년 7월, 삼화감리 겸 삼화부윤, 7월 12일, 삼화항재판소 판사(三和港裁判所判事)로 발령되었다. 1902년부터 그는 기독교 남감리회 선교사 조세핀 필 캠벨(Josephine Eaton Peel Campbell)이 경성부 종로방 고간동에 세운 '캐롤라이나 학당'의 후견인의 한사람이 되었다. 1903년(광무 6년) 1월 24일에는 안핵사로 임명되어 함경남도, 함경북도, 간도 일대의 민생을 시찰하였다.

##### 천안, 직산, 무안군수 재직
1903년 1월, 함경도 안핵사로 임명되어 함경남도 함흥에 파견되었고, 그 해 7월엔 천안 군수로 부임하였다. 천안군수로 재직 중에는 광산 채굴을 하며 조선인을 함부로 잡아서 구타하던 백인 사업가를 유창한 영어로 호통쳐서 횡포를 막았다. 1904년(광무 7년) 2월 15일, 전라남도 무안감리(務安監理) 겸 무안군수로 발령받았다가 3월 12일, 다시 외무부협판 겸 칙임관 3등(勅任官三等)에 임명되었다.
지방관으로 있는동안 러·일 양국의 각축을 보면서 안중근과 같이 인종적 차원에서 일본인들의 '동양평화론'과 일맥상통한 '극동 3국 제휴론'을 주장했으며, 일본을 비판하였으나 러일전쟁은 동양과 서양인의 전쟁으로 간주하여 일본의 승리를 축하하기도 했다. 이후 그는 한국의 장래를 비판적, 비관적으로 전망했다.
윤치호는 중앙 정계에서 좌절된 민중을 위한 개혁정치의 이상을 제한된 지방에서나마 실현시키고자 진력하였다. 그러나 실효성은 없었고, 윤치호의 이와 같은 치적도 결과적으로는 독립협회 해체 후에 강화된 보수 반동정치에 협조하는 것이었음을 간과할 수는 없을 것이다. 윤치호 역시 민권사상과 참정권과 교육의 중요성을 역설했던 독립협회와 만민공동회를 황제에 대항하려는 역적 집단으로 보는 민중들에 대한 기대를 포기하고 있었다.
| “ | 무엇보다 슬픈 일은 황제에게서도, 비굴하고 부패한 신하에게서도, 아니면 끔찍하게 생기를 잃은 대중에게서도 조선의 미래에 대한 아무런 희망도 발견하지 못한다는 점이다. | ” |

러일전쟁이 발발하자 1904년 3월, 윤치호는 내각의 외무부협판에 임명되어 다시 중앙 정계로 불림을 받게 되었다. 그러나 윤치호는 여전히 보수적이고 수구적인 기존 정치체제에 대해 적대적이었으며, 그 이념적 지주라 할 수 있는 유교(성리학)에 대해서도 비판적인 자세를 견지하고 있었다. 윤치호는 1904년, 잠시 군부대신 서리를 지내기도 했다.
1904년 3월 15일, 일본의 특파대사 영접단의 단장인 민영환(閔泳煥)의 수행원이 되어 그해 4월까지 일본측의 특파대사를 면담하였다. 그해 8월 20일에는 외무부대신이 공석이 되면서 그는 외무부대신 서리사무에 겸임되었다.

##### 미국에 대한 실망

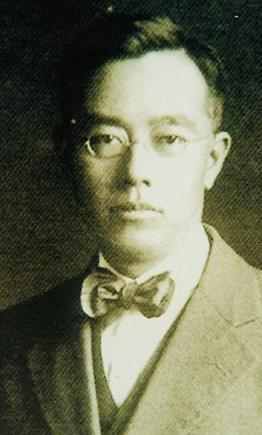
김규식.

1904년(광무 7년) 김규식, 이상재 등과 함께 황성기독교청년회(皇城基督敎靑年會)의 이사로 선출되었다. 그 해 8월 20일, 외무부대신 서리를 겸임하였다. 같은 해 9월, 주러시아 특파대사 이범진(李範晉)에게 귀국하라는 전보를 보냈으나 귀국하지 않자 그를 탄핵하여 면직시켰다. 12월 15일, 정부의 관제개정소의정관(官制改正所議政官)의 1인에 임명되었다.
1905년(광무 8년) 2월 14일, 재혼한 아내 마수진이 아이를 낳다가 자궁외 임신으로 아이와 함께 사망했다. 평소에 중국과 중국인들을 경멸, 야만시하는 윤치호였지만 부인만큼은 거의 끔찍하다 할 정도로 사랑했다고 한다. 마수진이 요절한 뒤에 ‘하늘에 가 계시는 사랑하는 그녀에게’라는 편지 형식의 글을 자신의 영문 일기에 기록해놓았다. 그 해 5월 5일, 외무협판이던 그는 외무부대신 박제순의 사퇴로 외무부대신 서리를 겸임하였다.
서울 전동에 있던 시종무관장 민영환 집에서 미국 대통령 시어도어 루스벨트의 딸 엘리스 루스벨트를 환영하는 이색 만찬이 개최되었다. 윤치호는 이 만찬에 큰 기대를 걸고 참석했다. 주빈은 시어도어 루스벨트의 딸 앨리스이고, 배빈이 앨리스양을 수행한 해군대장 트레인과 앨리스 양의 약혼자 커빈 해군 중장이었다. 한국 조정에서는 민영환 외 이준, 이상재, 이용익, 윤치호, 그리고 미국인으로 서울에 와 항일 필봉을 휘두르고 있던 '코리안 리뷰'사 주간 헐버트(흘법) 여사 등 반일 친미 인사들이 대거 참여했다. 그리고 앨리스 양에게 아버지인 대통령에게 다리놓아줄 것을 부탁했고, 앨리스양은 황제의 국서를 지닌 특사를 파견한다는 조건으로 쾌히 응낙했다.
미국을 정의와 자유의 국가라고 생각한 윤치호는 이번 일로 미국이 일본을 견제하고 한국을 도와주리라고 기대했다. 그러나 7월에 있었던 포츠머스 조약 소식을 알게 되면서 윤치호는 미국에 대한 기대감만큼 큰 실망감을 품게 된다. 이후 그는 세계의 정세는 이상이나 정의에 의해 움직이는 것은 반드시 아니라는 것을 확신한다.

#### 을사조약 직전

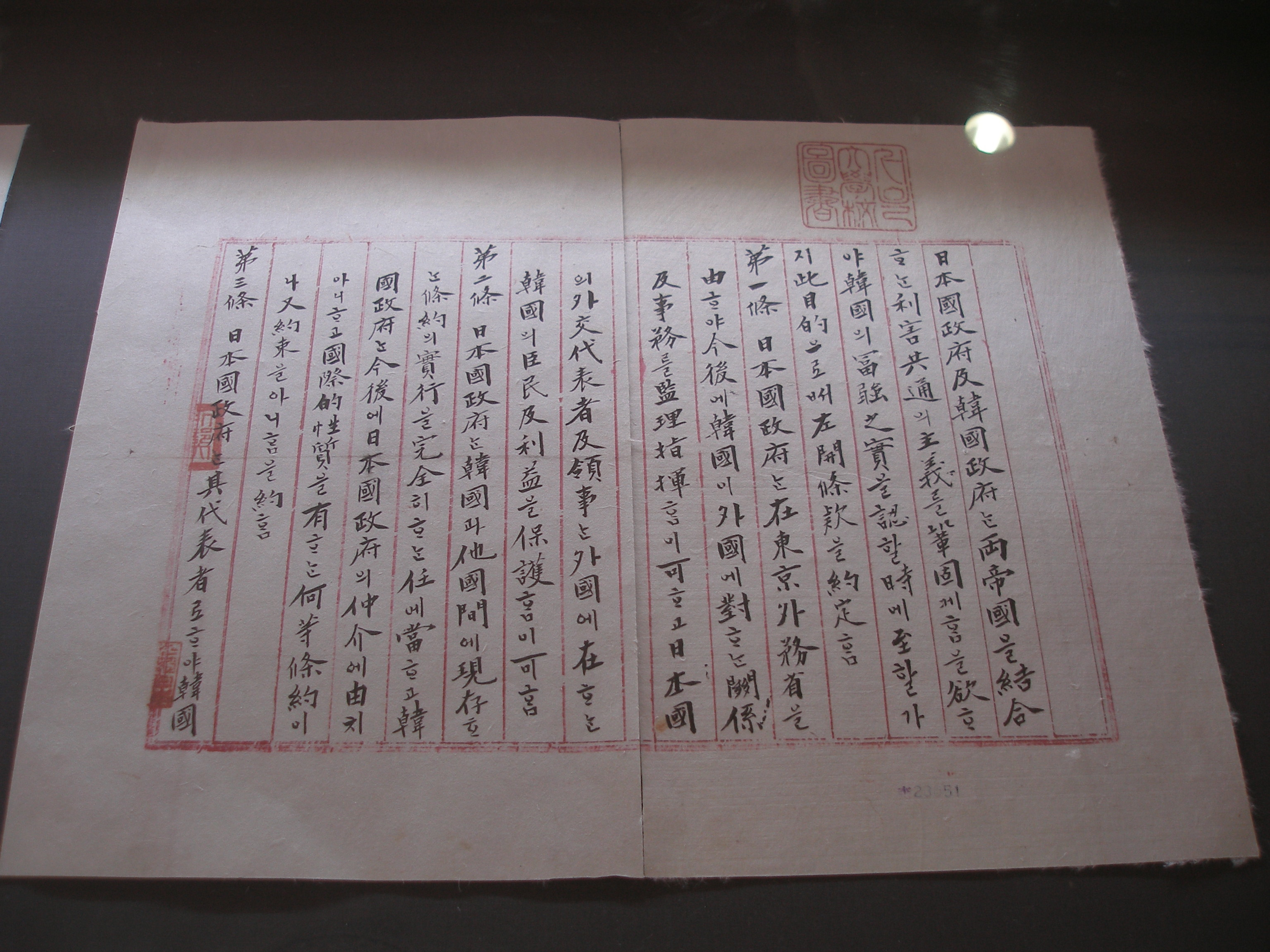
중명전에 전시된 을사조약 체결 문서.

1905년(광무 8년) 9월, 그는 일본이 대한제국의 외교권을 박탈할 것을 예상한다. 그는 '한국인들은 동족 지배자에 의한 폭정이 이민족 지배자에 의한 폭정의 디딤돌이 되었음을 알게 될 것이다.'라며 일본에 의한 압제를 예상했다. 그는 '부패한 그리고 부패하고 있는 소수의 독재 정치로부터 조선 인민을 구하는 유일한 방법은 현 정부와 낡은 체제를 완전히 철폐하는 것이다. 철저히 썩은 정부를 약간의 개혁으로 미봉하는 것은 소용없는 일'이라고 봤다. 또한 그는 민족의 미래는 부패한 유교 사상이나 무속 신앙이 아니라 기독교의 합리주의 정신과 노력한만큼 보상을 받는다는 프로테스탄트 정신에서 찾아야 된다고 역설했다.
1905년(광무 8년), 황성 YMCA 기독교청년회 부회장에 취임하였다.

#### 을사조약 체결과 체념
1905년 11월, 을사조약이 강제로 체결되자 윤치호는 관직을 사퇴했으며 정부로부터 외부대신 서리에 임명되었으나 수락하지 않고 자신에게 굴욕감과 동포들에게 증오감을 줄 것 외에 외무부 본연의 임무는 사라졌다고 하여 취임을 거부했다. 을사조약이 체결된 다음날 그는 "한국의 독립은 오늘 오전 1시 또는 2시경에 조용히 사라졌다"라고 하였다. 그는 을사조약의 체결을 곧 독립권의 상실로 인식했다.
11월 17일, 일본에 의해 을사보호조약이 강제 체결되자 12월 1일, 그는 한성부 저잣거리에서 조약의 무효를 주장하였고 조약에 서명한 대신들을 처벌할 것을 상소하였다.
| “ | 지난 갑오경장(甲午更張) 이후로 자주권과 독립의 기초를 남에게 의지한 적 없이 여유 있게 지켜온 지 이제 10년이 되었습니다. 그런데 내정이 잘 다스려지지 않아 하소연할 데 없는 백성들이 모두 죽음의 구렁텅이에 빠졌고 외교를 잘못하여 조약을 체결한 나라와 동등한 지위에 설 수 없게 되었습니다. 이것은 폐하께서 하찮은 소인들에게 눈이 가리어졌기 때문입니다. 궁실을 꾸미는 데 힘쓰게 되니 토목 공사가 그치지 않았고, 기도하는 일에 미혹되니 무당의 술수가 번성하였습니다. 충실하고 어진 사람들이 벼슬을 내놓고 물러나니 아첨하는 무리들이 염치없이 조정에 가득 찼고, 상하가 잇속만을 추구하니 가렴주구 하는 무리들이 만족할 줄을 모른 채 고을에 널렸습니다. 개인 창고는 차고 넘치는데 국고(國庫)는 고갈되었으며 악화(惡貨)가 함부로 주조되고 민생은 도탄에 빠졌습니다. 그리하여 두 이웃 나라가 전쟁을 일으키고 우리나라에 물자를 자뢰하니 온 나라가 입은 피해는 실로 우리의 탓이었습니다. 심지어 최근 새 조약을 강제로 청한 데 대하여 벼슬자리를 잃을까 걱정하는 무리들이 끝끝내 거절하지 않고 머리를 굽실거리며 따랐기 때문에 조정과 재야에 울분이 끓고 상소들을 올려 누누이 호소하게 되었습니다. 하나로 일치된 충성심과 애국심은 어두운 거리에 빛나는 해나 별과 같고 홍수에 버티는 돌기둥과 같다고 할 것입니다. 지난날의 조약을 도로 회수해 없애버릴 방도가 있다면 누가 죽기를 맹세하고 다투어 나아가지 않겠습니까마는, 지금의 내정과 지금의 외교를 보면 어찌 상심해서 통곡하지 않을 수 있겠습니까? 만일 지금이라도 든든히 가다듬고 실심으로 개혁하지 않는다면 종묘사직과 백성들은 필경 오늘날의 위태로운 정도에 그치지 않을 것입니다. 독립의 길은 자강(自強)에 있고 자강의 길은 내정을 닦고 외교를 미덥게 하는 데 있습니다. 오늘날의 급선무는 일을 그르친 무리들을 내쫓음으로써 민심을 위로하고 공명정대한 사람들을 조정에 불러들여 빨리 치안을 도모하며, 토목 공사를 정지하고 간사한 무당들을 내쫓으며 궁방(宮房)의 사재 축적을 엄하게 징계하고 궁인(宮人)들의 청탁으로 벼슬길에 나서게 되는 일이 없게 할 것입니다. 자강의 방도와 독립의 기초가 여기에 연유하지 않은 것이 없으니, 삼가 바라건대 폐하께서는 힘쓰고 힘쓰소서. | ” |
|   | — 조선왕조실록 고종실록, 대한 광무 9년 양력 12월 1일자 5번째기사 |   |

이어 윤치호는 이완용, 이근택, 이지용, 박제순, 권중현 등을 파면하고 재산을 몰수할 것을 상소하였다. 그러나 고종은 윤치호의 상소에 내심 동의하면서도 관련자들을 처벌하지 않았다. 결국 어쩌지도 못하는 황제를 보고 그는 꼭두각시라고 보고 경멸하게 된다.

#### 미국에 대한 불신과 민중에 대한 반감

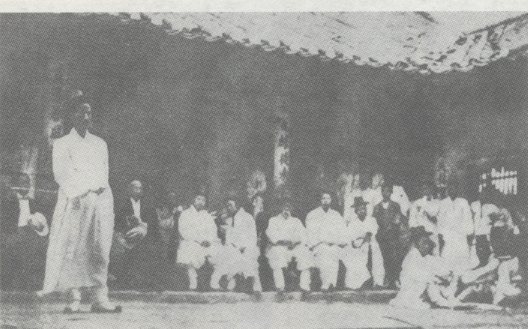
1906년, 성경 연구자 표창식에서 성경 내용 해석자를 표창하는 윤치호.

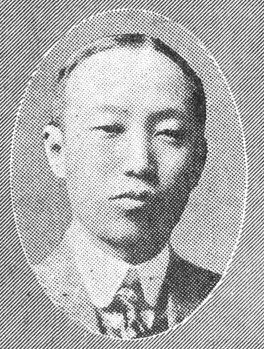
사촌 윤치오(尹致旿)

1905년(광무 8년) 12월, 내내 윤치호는 한성부를 왕래하며 을사조약이 무효임을 선언한 전단지를 배포했다. 그러나 대신들은 역으로 그가 갑신정변 관련자인 김옥균, 홍영식, 서광범, 박영효 등과 친밀했던 점을 들어 윤치호를 비난했다. 윤치호가 을사조약 반대를 핑계로 다른 마음을 먹고 공화제를 획책한다는 것이었다.
윤치호는 민주주의와 참정권의 나라인 미국에 기대를 하였지만 미국은 이미 을사보호조약이 체결되기 전인 1905년 7월 29일, 일본과 가쓰라-태프트 밀약이 성사되었기에 아무런 조치를 취하지 않는 미국에게 실망하게 되었다.
을사조약 체결 후, 그는 체념하고 교육과 YMCA 청년회 활동에 매진했다. 그는 사태가 이렇게까지 이르게 된 것을 외부의 침략 이전에 지배층의 안일한 대응과 타락, 사회 내부의 부정부패와 온갖 비리 행위, 차별 대우, 서자와 중인, 하층민에 대한 비인간적인 처우 등이 결합된 복합된 결과물로 보았다.
| “ | 그 조약은 ...(이하 중략)... 지난 수년 동안에 일어났던 일련의 사건들의 불가피한 결과였다. 나는 한국의 모든 고난을 만든 운명의 여신(the Author and Finisher) 외에 아무도 비난하지 않는다. | ” |

그는 을사조약을 돌발적인 사건으로가 아니고 과거 사건들의 결과로 또는 불가항력적인 현실로 받아들였다. 결국 그는 미구에 닥칠 일본 혹은 제3세력의 침략은 어쩔 수 없는 현실로 보게 된다. 체념한 윤치호는 이후 어떠한 공직 제의도 사양하고, YMCA 청년회 활동과 교육, 강연 활동에만 전념하였다. 윤치호는 독립의 상실을 열강의 침탈경쟁인 러일전쟁의 불가피한 귀결이며, 개혁과 개선을 무조건 외면해온 한국인들에 대한 역사의 심판 또는 신의 심판으로 인식되었다.

##### 도서관 설립 운동
1905년부터 그는 경성부에 설립 예정이던 대한도서관 설립을 위한 자금 모금과 부지 마련에도 참여하였다. 발대 모임부터 시작해서 대한도서관 설립을 위해 각 준비과정에 관여해 온 인물들을 당시 황성신문 기사에서 찾아보면 윤치호, 이봉래, 민형식, 이범구, 백상규, 이근상, 이용화, 민대식, 이병정, 이용문, 김동완, 오한영, 민영기, 이재극, 이완용, 민상호 등 최소 16명이었고, 이 중 오한영이 그 중심적 역할을 맡았다. 그는 대한도서관 개관 기념식 축사 낭독에서 그는 경성은 물론 각 산골과 촌락까지도 도서관이 보급되고 책읽는 문화가 전파되어야 한다고 하였다.
1906년 3월 26일, 도서관 평의회가 소집되어 위원들을 결정하게 되었고 윤치호는 도서관 운영위원 겸 도서관평의회 평의원이 되었다. 도서관장에는 탁지부대신 민영기, 평의회 의장은 궁내부대신 이재극, 서적위원장에는 학부대신 이완용, 그리고 평의원에는 민상호, 윤치호 등 25인을 두고 있다.
1906년 1월, 윤치호가 외무협판 직과 외무대신 사무서리직을 사퇴하자, 서재필은 윤치호에게 전보를 보내어 현직에 있으면서 정세를 바꿔보도록 노력하라고 충고하였다. 윤치호는 "최소한의 양심마저 상실한 매국노들의 소굴에 더 이상 참여하고 싶은 마음이 없다"고 "고위 관리들은 최소한의 양심조차 상실한 매국노들, 중간급 관리들은 세금만 축내는 무책임한 기생충들"이라며 답장을 보냈다.

#### 을사조약 체결 이후

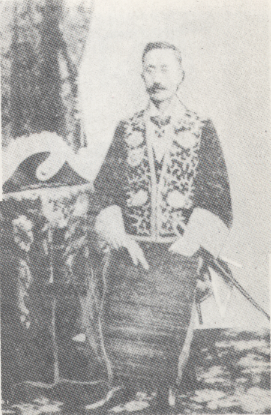
관복 차림의 윤치호, 을사 조약 전후에 찍은 사진이다.

그는 청일전쟁과 러일전쟁을 조선이 영세중립국을 선언하고 정치적 독립을 할 수 있는 절호의 찬스라고 전망했다. 그러나 아무도 그의 말을 듣지 않았고, 움직이지 않았다. 윤치호는 "정치인들이 썩고 부패했다면 백성들이라도 정신을 바로 차려야 되는데, 백성들부터 요령과 잔머리와 사기와 기만, 허위와 술수와 험담에 찌들었다"고 지적하였다. 윤치호는 훗날 1919년 11월 9일, 기독교평신도 주간기념 범기독교대회 강연에서도 이를 드러냈다.
| “ | 내가 신시대(新時代)라는 주제로 강연했다. 내 강연의 요지는 이렇다. ⑴ 지금이 우리가 처음으로 맞이하는 신시대는 아니다. 사실은 조선이 일본과 처음으로 조약을 체결했던 1876년이 첫 번째 신시대가 열렸다. 김옥균 어른이 정부를 근대적으로 개혁하려고 시도했던 1884년에도 신시대가 열렸다. 일본이 중국으로부터 조선을 해방시켰던 1894년에도 신시대가 열렸다. 일본이 러시아를 만주에서 몰아냈던 1905년에도 신시대가 열렸다. 우리는 이렇게 신시대가 찾아왔을 때마다 뭘 했나? ⑵ 신시대가 열리면 어느 민족이든 일본인들처럼 신시대에 발맞춰 전진하든가 아니면 미국의 인디언들처럼 빛 바랜 옛날 과거에 파묻혀 살다가 결국에는 제거되어야 한다. 우리의 모범적인 모델은 어느 쪽인가? | ” |

| “ | 1894년, 조선이 청나라로부터 독립했을 때나 러일전쟁으로 러시아를 몰아냈을 때, 왜 자주국 내지는 중립국 선언을 하거나 국력 배양은 하지 못하고 정부 관리들이 이권을 챙기고, 파벌싸움에만 눈이 멀었느냐?' | ” |

이처럼 윤치호는 조선 민족이 매번 찾아온 기회를 놓쳤다고 맹렬히 질타하였다. 또한 을사조약 체결 이후로 이를 적극적으로 막지 않았던 민중들에 대한 그의 혐오와 경멸은 더욱 강해졌다.
1906년, 그는 황성기독교청년회 부회장으로 재선되었다. 1906년 5월 4일, 대한제국 정부의 일본 유학생 감독(日本留學生監督)에 임명되었다. 10월 15일, 그는 의정부 참정대신(議政府參政大臣) 박제순(朴齊純), 학부 대신(學部大臣) 이완용의 상소로 일본 유학생 감독직에서 해임되어 귀국했다. 후임자는 그의 사촌인 윤치오(尹致旿)가 되었다.

#### 국권회복 운동

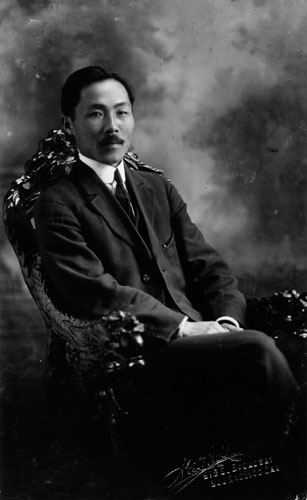
안창호. 독립협회, 만민공동회 활동 중 만났으며, 이후 안창호가 죽을 때까지 계속 서신과 연락을 주고 받았다.

이후 그는 애국계몽운동을 지속하였으며 1906년 3월, 장지연(張志淵)·윤효정(尹孝定) 등과 함께 대한자강회(大韓自強會)를 조직하였고, 회장에 선출되어 지도하기도 했다. 대한자강회 회장으로 활동하며 그는 교육의 확대와 산업 개발로 자강독립을 달성한다는 목표를 표방하고 국민 교육 사업에 노력했다. 그러나 대한자강회는 1907년, 헤이그 밀사사건으로 일본이 고종의 퇴위를 강요하자 이에 반대운동을 펴다 해산되어 그의 뜻은 무산되었다.

1907년, 오른쪽부터 윤치호와 어머니 전주 이씨, 윤치호, 삼취 부인 남포 백씨 백매려.

1906년 10월, 그는 캔들러와 상의하여 개성에 한미서원(韓美書院)을 설립하고 원장이 되어 교육사업에 전념하였다. 당해 12월, 대한제국 중추원 찬의(中樞院贊議)에 임명되었다.
1905년 4월, 어머니 전주 이씨의 권유로 남포 백씨 백동명의 딸 백매려와 중매로 재혼하였다. 당시 윤치호는 41세였고 백매려는 16세였다. 1907년, 국채보상운동이 전국적으로 열리자 그도 국채보상운동에 참여하였다.
1907년, 그는 안창호(安昌浩)·양기탁(梁起鐸)·이동휘(李東輝)·전덕기·김구 등의 주도로 조직된 신민회에 가입하였다. 신민회에서 윤치호는 회장, 안창호는 부회장으로 선출되었으며, 그 밖에 양기탁·전덕기·이동휘·이갑·이승훈과 같은 언론인·군인·산업인 등이 중심이 되었다. 1907년(융희 1년) 7월, 고종 퇴위 압력의 부당함을 지적하는 한편, 고종 양위를 주도한 이완용 등을 성토하였다. 7월 21일, 순종이 즉위하면서 그에게 특별히 외무부협판직을 제수했으나 불민함을 이유로 고사하였다.

#### 대성학교와 한영서원의 교장

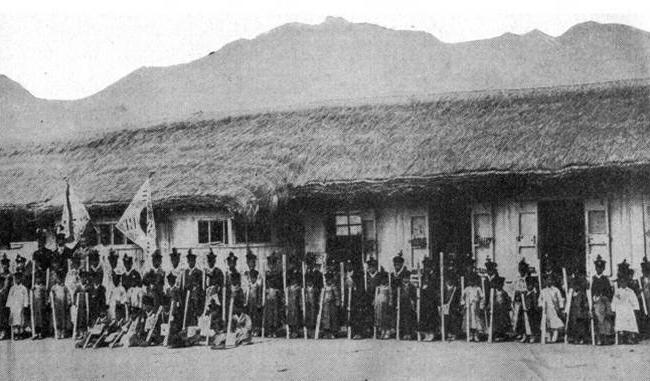
한영서원의 제1회 졸업생.

1906년 5월 8일, 이민설, 이능화, 장지연 등과 함께 경성의 불교 승려들이 세운 명진학교의 교사로 초빙, 출강하였다.
신민회의 회원이자 회장으로 활동하며 명진학교의 교사로도 출강중이던 그는 1908년, 안창호가 설립한 대성학교의 교장으로 취임했다. 1906년(광무 10년) 10월3일, 현재의 송도고등학교와 송도중학교의 전신인 한영서원을 설립하였다.
이때 그는 미국 유학시절에 그를 후원했던 캔들러 박사와 편지 서신을 주고받으며 자문을 구했다. 캔들러 박사는 학교 건립에 필요한 비용을 지원해주었다. 편지에서 캔들러 박사는 기독교 신학 학교, 혹은 기독교 계열 학교 설립을 추천했지만 그는 답장에서 기술과 상업을 가르치는 실업학교의 건립이 먼저 필요하다고 역설하였다. 그는 조선의 젊은이들에게 노동이 수치가 아니라는 것을 가르치게 하고, 자원이 빈약한 한국의 미래는 기술과 노동에 있다는 점과 기독교는 일을 하고 악습과 미신에서 벗어나게 하는 사상, 종교로서 필요한 것이라 했다. 윤치호는 조선인들이 배관열과 관존민비, 문존무비 사상에 빠져있고 땀흘려 일하는 것을 천시한다며 조선인에데 땀흘려 일하는 것의 소중함을 가르쳐야 된다고 하였다.

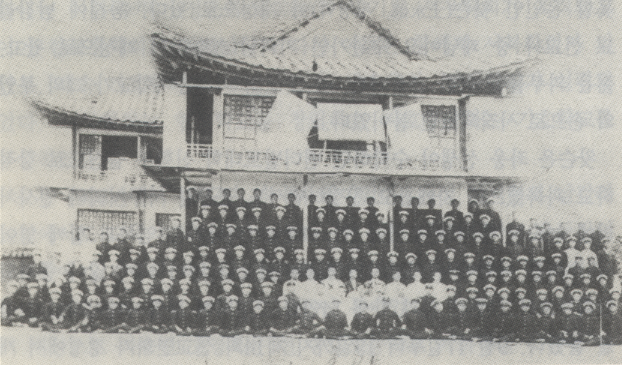
대성학교 졸업식. 가운데 x표가 윤치호.

그의 의견에 공감한 캔들러 박사는 미국인 건축, 기계, 농학 교수와 일본의 간섭에 대비해 기독교 선교사들을 파견해주었다. 한영서원은 처음 14명의 원생으로 출발했으나 1910년에는 원생 수가 400여 명으로 증가했다. 한영서원은 한자와 유교, 영어 외에도 농업, 목공 기술, 측량, 축산법, 직물 등을 가르쳤다. 10월 3일, 그는 한영서원의 초대 원장 겸 이사장에 취임하였으나, 이사장직은 공성학에게 넘기고 원장직도 곧 윌라드 크램(Willard G. Cram, 한국명 기의남)에게 넘겼다. 송도고보는 그 뒤 6·25전쟁 이후에는 인천으로 피난 와서 송도고등학교로 다시 태어났다.
1908년, 모교인 미국 에모리 대학교로부터 명예법학박사 학위수여를 결정했으나 윤치호가 사양해서 유보된 상태였는데, 그로부터 119년이 지난 2017년에 그의 후손에게 명예박사를 추서했다. 그가 윤치호 박사로 불리게 된 사연이다.

#### 교육, 계몽단체 활동
1909년, 안태국(安泰國) 등과 함께 청년학우회를 조직해 청년운동을 적극 지도하였으며, 계몽강연 연사로도 활약하며 신사상과 신문물 수용, 개발 등 실력양성을 역설했다. 그러나 모두 실패하고 말았다. 이후 그는 조선인 학생들에게 일본이 되었든 미국이 되었든 유학하여 선진국의 사상과 문물, 과학 기술을 배워와야 된다고 호소하였다. 유학을 떠나는 학생들의 자세와 소양을 살펴본 후 그는 여비와 식비를 제공하고, 장학금을 송금해준다.

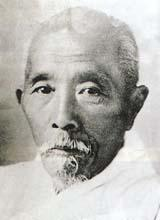
월남 이상재의 사진. 윤치호는 그를 도와 YMCA를 사수하고 기독교 선교 활동을 지도하였다.

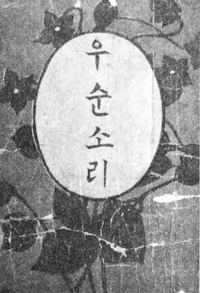
우순소리 표지.

1908년 11월, 평민 출신 의병장 신돌석이 같은 조선인들의 밀고로 체포되었다는 소식을 접하자 처음에는 일제의 조작이라며 의심하였으나, 사실로 드러나자 한국 독립의 가망성에 대한 회의를 품게 됐다. 1909년, 한국의 유머 모음집 《우순소리》를 출간하였으나, 일본이 제정한 내부고시 제27호에 의해 '치안과 풍속을 해친다'는 이유로 금서(禁書) 처분을 받았다. 그는 언론의 자유를 탄압한다며 한국통감부에 항의하였으나 받아들여지지 않았다. 그 해, 자신이 후원하던 캐롤라이나 학당의 새로운 교명을 고민할 때 학교명을 '배화'라고 지어주었다. 1909년, 박제순이 총리대신서리가 되자 그에게 외무대신직 제의가 들어왔지만 이를 거절했다.
1910년, 대한기독교청년회연맹(YMCA)의 조직에 가담한 후 안창호의 제의로 대성학교 교장으로 다시 초빙되었다. 한영서원과 송도학원, 대성학교 외에도 신앙 활동에도 전념했는데, 신앙 활동으로는 기독교청년회(YMCA) 활동에 적극 참여하였고, 청년회 이사와 부회장, 세계주일학교 한국지회 회장 등으로 일했다. 이후 이상재와 함께 기독교청년회를 지도하고 기독교 선교사업과 개척교회 활동을 지원하는데 주력하였다. 1910년 4월, 캐롤라이나 학당이 배화학당으로 개편되자 여성에게도 교육 계몽의 필요성을 주장하며 배화학당의 공식 후원자의 한사람이 되었다.
또 그는 조선이 실생활에 도움이 되는 기술은 멀리하고 공리공담과 관념론적 성리학 사상에 몰입된 사회라며 희망이 없다고 보았다. 윤치호는 미국의 흑인 자립 운동을 추진하는 부커 T. 워싱턴과 수시로 편지를 주고받으며 부커 T. 워싱턴의 공업학교 운영 정책에 대해 수시로 자문하였다.

### 일제 강점기 활동

#### 한일 병합 직후

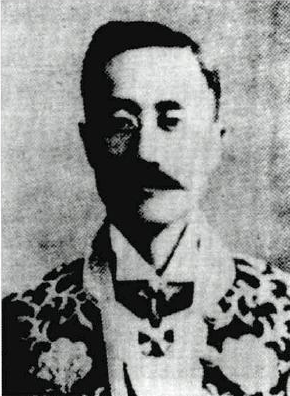
40대 초반 무렵의 윤치호.

1910년(융희 4년) 8월 27일, 종2품에서 정2품 자헌대부(資憲大夫)로 승진했다. 그러나 1910년 10월, 한일병합으로 한국이 일본의 식민지가 되면서 그는 공직을 사퇴했다. 아버지의 사망에 관계 없이 그는 정2품 이상의 고관이었으므로 남작(男爵) 작위가 내려졌다. 그러나 윤치호는 남작 작위를 거절했다. 일본 제국 정부는 윤치호에게 외무대신 직을 제안했지만, 그는 이것도 역시 거부했다. 조선의 왕족과 고관들이 일제에 협력하여 귀족이 되는 것을 보고 실망, 낙심한 그는 이후 조선총독부의 협력 요청을 거절하고 경기도 개성부로 은퇴하였다.
그는 이토 히로부미의 암살이 한일병합을 재촉했다는 결론을 내렸다. 그는 조선의 패망을 안타까워하면서도 부도덕한 민중과 고관들의 탐욕, 무지, 인맥와 담합행위 등 내부적 부패 때문에 발생한 당연한 징벌로 여겼다. 그는 석호필 등과도 연락을 주고받았는데, 석호필이 "하나님은 조선사람에게 나라와 긴 손톱 가운데 하나를 선택하도록 주셨는데 조선사람은 긴 손톱을 택하고 나라를 버렸다."고 한 것을 두고 조선인들의 게으름이 스스로 나라를 멸망시킨 것을 적절하게 표현한 것이라며 감탄하기도 했다.

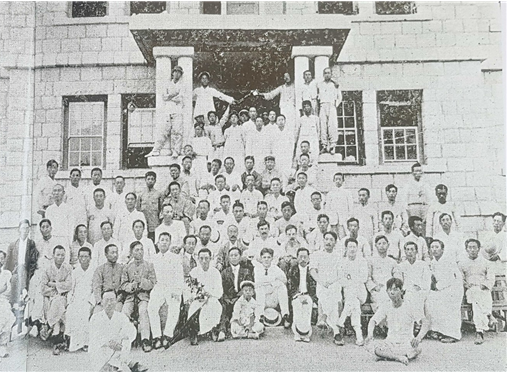
1911년 6월, YMCA 하령회가 열렸던 개성의 한영서원(韓英書院). 맨 아래 가운데 중앙에 앉아있는 어린이 뒤에 검은 양복을 입고있는 사람이 이승만, 그 바로 뒤가 윤치호.

한일병합 조약 직후, 도산 안창호가 거국가를 남긴 후 출국하는 것을 목격하고 윤치호는 갈등하고 방황하였다. 그는 병환중인 아버지와 노모, 아내 그리고 2남 2녀가 있고 서모에게서 어린 이복동생 둘이 있어서 이들을 책임져야 된다는 압박감 때문에 출국을 주저했다. 이상재는 그에게 여러 번 이승만, 안창호의 사례를 들며 미국으로의 망명을 권고하였으나, 그는 거절하였다. 후일 그는 이를 두고두고 통탄해하게 된다.
그 해 10월, YMCA 기독교 청년회 부회장의 한사람으로 피선되었고, 1910년 스콧트랜드 에딘버러에서 열리는 세계선교사대회에 조선대표로 참석하여 「복음전도 사역에 있어서 토착교회의 위치 토착교회의 위치」라는 주제로 연설하였다. 1910년 1월 8일, 출국하여 1910년 7월16일, 귀국하였다. 이후 교육 활동 외에 토지 매입에 힘써 선산군 해평면 금산동(金山東) 산 72번지, 고양군 부암리(付岩里), 경성부 견지동, 아산군 둔포면 신항리 일대의 대농지를 소유하였다.
윤치호는 다양한 책을 두루 독서하며 시름을 달랬는데, 삼국지, 삼국지연의, 손자병법, 서유기, 수호전, 춘추, 한비자 등의 중국 고전에서부터 마키아벨리의 군주론, 니체의 차라투스트라는 이렇게 말했다 등의 서적까지 두루 섭렵하였다.

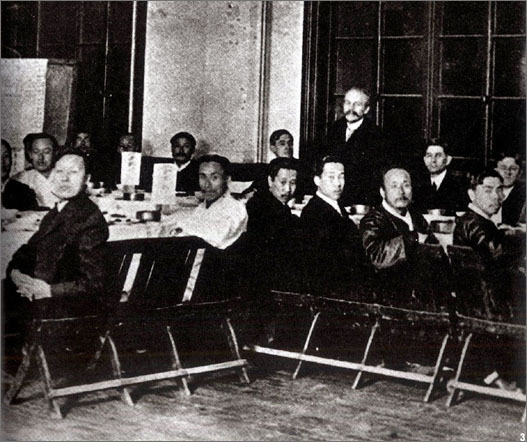
YMCA 회의 석상에서. 뒤에 서있는 사람이 언더우드, 앞 줄 맨 왼편이 학감 이승만, 오른쪽 두번째가 윤치호.

1911년 9월 22일, 아버지 윤웅렬이 병으로 사망했다. 그는 아버지 윤웅렬을 내심 존경하면서도 적극적인 애국심을 갖지 않은 것에 실망, 부정적으로 평하기도 했다. 아버지의 죽음으로 형식적이나마 남작 작위를 다시 수여받게 된다.

#### 일제 강점기 초반

##### 전향선언과 출옥

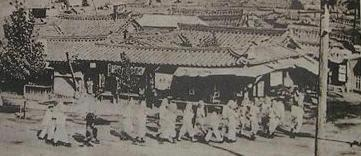
105인 사건 관련자들 체포 장면.

1911년, 105인 사건 때 다른 기독교인 및 민족지도자들과 함께 민족주의자로서 일제에 의해 체포, 재판을 받았다. 105인 사건의 최고 주모자로 지목된 윤치호는 가혹한 고문과 함께 3년간 옥고를 치르게 된다. 1912년 2월 5일, 그는 최종재판에서 징역 10년형을 선고받았다. 수감 초기에 윤치호는 전향을 거절하였고, 1913년 10월에는 아버지 윤웅렬로부터 승계한 자작 작위를 박탈당하였다. 1914년 1월 22일에는 일본 천황의 명의로 하사된 목배(木杯)를 받았지만 거절했다.
그러나 1915년에 윤치호는 전향을 선언했다. 윤치호가 친일 전향을 조건으로 1915년 2월 13일 특사로 출감한 후 매일신보 기자와 가진 인터뷰에서 친일 의사를 내비쳤다. 그러나 친일파로 전향한 것인지, 단지 독립운동을 포기한 것인지는 논란의 여지가 있다. 정운현은 '그가 변절한 직접적인 요인은 가혹한 고문과 일제의 강요였다. 그러나 그 내면에는 그의 오랜 사상적 기반이 모태가 되었다고 볼 수 있다.'고 분석했다.
「개화기의 윤치호 연구」의 저자 유영렬 숭실대 사학과 교수는 “개화기 이후 그의 의식 속에 잠재돼 있던 ‘민족패배주의’와 현실적으로 일본의 조선통치를 인정할 수밖에 없다는 ‘대세순응주의’가 작용한 것으로 보인다”고 분석했다. 곧, 조선총독부는 기독교계의 지도자였던 그를 소환하여 총독부의 시책에 협력하고 애국심을 고취해줄 것을 요청했다. 그러나 윤치호는 자발적이지 않은 애국심, 강요된 애국심은 아무런 의미가 없다며 거절한다.

##### 사회 활동

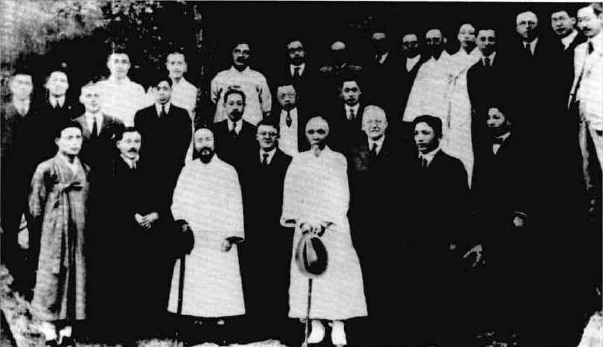
경성부 YMCA에 지원, 파송되어 온 미국인 선교사들과 함께. 앞줄 왼쪽 맨 끝에서 세번째가 윤치호, 다섯번째가 이상재.

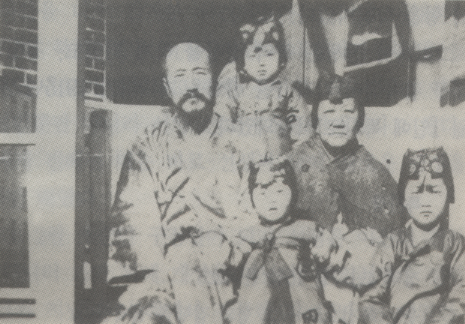
출소 직후, 어머니 및 세 딸과 함께.

출감 후, 경성 YMCA기독교청년회의 총무와 회장에 선출되었고, 연희전문학교 재단이사, 기독연합재단법인 이사로 선임되었다. 1916년 4월, 세브란스의학전문학교가 개교하자 세브란스 의전 재단이사로도 취임했다. 그러나 독립운동에의 참여는 소홀하게 되었다.
이후 여러 학교를 전전하다가 개성의 한영서원에 온 의사이자 의학자인 이만규를 받아들였는데 그는 한영서원에서 생물과 수학 과목을 담당하는 한편, 은밀히 한글과 한국사를 가르쳤다. 삼일운동 때에는 독립선언문을 인쇄, 배포하는 등의 활동으로 4개월간 옥고를 치르기도 했다. 윤치호는 그의 한글과 국사 교육을 묵인했고, 3.1 운동 이후 이만규와 관련되어 윤치호 역시 총독부 경무국에 소환되었지만, 그는 이만규의 일을 모른다며 일체 증언을 하지 않았다.
1918년 11월, 양기탁이 중국 천진(天津)에서 일본 영사관 경찰에게 체포되었다는 소식을 접했다. 그는 양기탁에게 벽돌을 발로 걷어찰 필요가 없으며 담벼락을 머리로 들이받을 필요는 없다. 대화도 통할 인간하고 대화를 하는 법이라며 얼마나 바보스러우냐며 조롱 하였다. 1918년 12월, 양기탁이 상하이에서 한반도로 압송, 전라남도 고흥군 거금도(居金島)에 2년간 유배형에 처해졌다. 양기탁이 거금도에 유폐되자 바로 그를 찾아 면회를 다녀왔다.

##### 1차 대전 종전에 대한 회의론
1916년, 조선총독부는 여러 번 사람을 보내 그에게 당국 시책에 협조해줄 것을 요청한다. 그러나 윤치호는 대답을 회피하거나 거절한다. 1916년, YMCA 기독교 청년회 제4대 총무로 취임한다. 1918년 겨울, 한국의 독립운동가들은 윌슨의 민족자결주의에 고무되어 1919년 1월에 열리는 프랑스 파리강화회의의 대표자를 선발하여 보내려 하였다. 그러나 윤치호는 회의적이었다.
1919년 1월, 하순에 윤치호와 박희도(朴熙道)는 연희전문학교의 학생인 김원벽(金元璧)을 중간에 두고 강기덕(康基德)·주익(朱翼)·한위건(韓偉鍵)·김형기(金炯璣)·이공후(李公厚)·주종선(朱鍾宣) 등 학생들과 독립만세 시위운동을 협의하였다. 1919년 1월 17일에 신흥우가 그에게 파리강화회의에 갈 의향을 타전해 왔다. 그러나 그는 거절했다.
| “ | 신흥우 군이 찾아와 내게 유럽 파리에 갈 의향이 있느냐고 물었다. 그는 계속해서 약소국에 소요가 일어나는 것과 조선에서 소요가 발생하는 것에 대해 어떻게 생각하느냐고 물었다. 나는 이렇게 대답했다. "세계대전과 관련 있는 약소국 문제는 파리강화회의에서 틀림없이 안건으로 상정될 걸세. 그러나 조선은 거론될 기회조차 없을 거야. 파리강화회의에서 조선에 대한 암거래는 제쳐놓고, 직간접적으로 세계대전과 관련 있는 약소국들 문제를 해결하는데 주력할 걸세." | ” |
|   | — 윤치호 일기, 1919년 1월 17일자 |   |

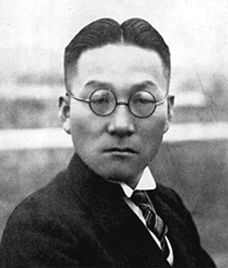
송진우.

그날 송진우(宋鎭禹)가 찾아와 '국제연맹이 창설될 것이며, 약소국에 자결권이 주어지지 않는다면 이 기구는 아무런 의미도 갖지 못할 것'이라고 했다. 그리고 '만일 이러한 이상적인 방안이 거부된다면 미국이 일본에 선전포고를 할 수도 있을 것'이라 주장했다. 송진우가 3·1 운동에 동참해달라고 했을 때 그는 “조선문제는 파리강화회의에서 안건으로 상정되지 않을 것이며, 열강 중 어느 나라도 바보처럼 조선 문제를 거론해서 일본의 비위를 거스르지 않을 것”이라고 말하고, 독립만세 운동참여를 거절했다.

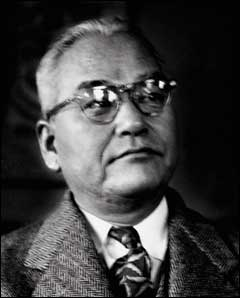
신익희.

윤치호는 파리강화회의에 기대를 거는 송진우를 설득시키려 하였다. 윤치호에 다음 이유등을 들어 강화회의에 기대를 접을 것을 권고했다.

1. 거창한 이상이 모두 그렇듯, 국제연맹이 창설되어 실제 활동에 들어가려면 앞으로도 몇 년은 걸릴 것이다.
2. 조선 문제는 파리강화회의에서 안건으로 상정되지도 않을 것이다.
3. 열강 중 누구도 바보처럼 조선 문제를 거론해 일본의 비위를 거스르지는 않을 것이다.
4. 미국이 단지 조선에 독립을 안겨줄 요량으로 일본과 전쟁을 불사한다는 것은 상상조차 할 수 없는 일이다.

그러나 송진우는 윤치호가 일본인들의 힘을 과대평가한다고 생각했다. 파리강화회의를 부정적으로 평가하고 3.1 만세운동에 서명하지 않았으며 외교독립론 조차 부질없는 것으로 평가절하하는 그의 태도에 대한 청년층의 비난이 빗발쳤다. 1919년 1월에 프랑스 파리에는 파리 강화회의에서 내세운 민족자결주의에 고무된 호찌민이 베트남의 독립을 요구하는 성명서를 들고 나타났다. 그러나 그는 자신이 순진하다는 것을 깨달았다. 베트남 독립운동을 주도하던 호찌민의 활동을 보고 그는 소용없는 행동으로 봤다.
윤치호에게 만세 운동에 적극 나서줄 것을 호소하려는 젊은이들이 수시로 찾아왔다. 그는 정의롭거나 도덕적으로 우월한 국가나 이념이 세계를 지배한 것은 아니라고 봤다. 외관상 평화와 정의를 표방하지만, 현실은 국력과 무력이 세계를 실제적으로 움직인다는 것이었다. 젊은이들은 도덕적 이상은 보편타당한 진리라고 했지만, 윤치호는 도덕적으로 우월한 국가는 존재할 수 없으며, 존재한다고 해도 도덕적으로 우월한 국가나 개인이 반드시 세상을 주도하거나 지배하는 것은 아니라며 반박하여 되돌려보냈다.
이어 종로청년회관으로 신익희가 윤치호를 찾아가 세계 대세와 국내 정형을 설명하며 독립운동에 동참을 권하였다. 그러나 윤치호는 기회가 아니라며 사절하였다. 무참하게 거절당한 신익희는 그를 소인배라며 질타하고 일어섰다.
윤치호는 호찌민과 같은 청년들의 좌절을 이미 예고하고 있었다. 미국이나 다른 강대국들이 자국의 이익이 되지 않는다면 왜 약소국이나 후진국을 도와주겠느냐는 것이었다.
1월 21일, 고종이 갑자기 사망했다. 당시 고종 독살설과 자살설이 시중에 확산되고 있었으나, 그는 시위를 이끌어내기 위해 지식인들이 유포한 루머 정도로 치부했다. 그러나 그는 궁궐에 이미 일본에게 매수당한 내관이나 의원들이 있다는 것도 알고 있었다. 1년 뒤, 사돈인 한진창에게서 고종 독살설의 전말과 고종 시신의 상태에 대한 것을 전해들은 뒤 윤치호는 고종 독살설을 확신하게 된다.

##### 3·1 만세 운동

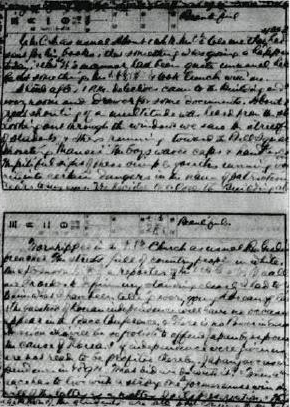
1919년 3월 1일자 윤치호 일기.

1919년 3월 3·1 운동 당시, 독립운동가들로부터 국민 대표로 서명을 권유받았으나 거절했고, 이는 실망한 일부 학생들로부터 비판을 받게 된다. 그는 이 민족적인 거사를 순진한 애국심에 기초한 민족주의자들의 무모한 행동으로 파악했다. 그는 한일병합 이후에도 신문과 방송매체를 통해 선전, 선동을 하는 지식인들을 혐오하고 경멸했다. 윤치호에 의하면 그들은 '자신들은 죽을 용기도 없으면서 다른 순진한 사람들을 죽음의 골짜기로 몰고 가는 저주받을 악마와 같은 존재들'이었다.
| “ | 이번 운동에 반대하는 세 가지 이유는 이렇다. 조선 문제는 파리강화회의에 상정되지 않을 것이다. 어떤 나라도 조선독립을 위해 일본과 싸우는모험을 감행하지는 않을 것이다. 약자가 취할 수 있는 최선의 방책은 강자의 호감을 사는 것이다. | ” |
|   | — 1919년 3월 6일 |   |

그는 젊은이들을 무책임하게 죽음으로 몰고간다며 일부 민족대표와 독립운동가를 무책임한 인사라고 비판했다. 오히려 그는 이러한 선동이 독립을 불러오기는커녕 일본 제국주의자들에게 한국인들을 더욱 가혹하고 엄하게 다룰 구실만 제공할 뿐이라고 내다봤다.

종로구 보신각 앞 만세를 외치고 있는 민중들.

3.1 만세 운동의 실패를 예견한 그는 만세 운동이 한참 진행 중이던 3월 2일자의 일기에서 학생들을 앞세운 뒤, 만세 대열에서 슬그머니 발을 뺀 기독교, 천도교계 인사들을 음모꾼들이라며 규탄했다. 3ㆍ1운동 후 구치소에 수감되는 여학생들의 모습에서는 일제 경찰에 대한 증오와 분노로 밤새워 괴로워했다. 이후 3월 5일~3월 7일 그는 시내를 다니며 만세 시위 직후의 동태를 파악했다. 3월 7일, 기자 회견을 통해 다음과 같은 담화문을 발표하기도 했다.
| “ | 강자와 서로 화합하고 서로 아껴 가는 데에는 약자가 항상 순종해야만 강자에게 애호심을 불러일으키게 해서 평화의 기틀이 마련되는 것입니다마는, 만약 약자가 강자에 대해서 무턱대고 대든다면 강자의 노여움을 사서 결국 약자 자신을 괴롭히는 일이 됩니다. 그런 뜻에서도 조선은 내지에 대해서 그저 덮어 놓고 불온한 언동을 부리는 것은 이로운 일이 못됩니다. | ” |
|   | — 윤치호, 경성일보 1919년 3월 7일 |   |

이 상황에 대해서, 일부 학자는 그 당시에, 윤치호가 '(조선의) 독립은 불가능하며 일제에 저항을 할 필요가 없다고 생각'했다고 주장한다. 자신의 일기에도 “나는 국경일에 일장기를 게양하는 것을 반대하지 않는다. 왜냐하면 우리가 일본의 통치하에 있는 한 우리는 그 통치의 명령에 복종해야 하기 때문이다.”라고 썼다. 이때문에 일부 독립운동 지도자들로부터 비난을 받기도 했다.
한편 3·1 만세 운동을 주도한 민족대표의 1인인 권동진을 만났는데, 윤치호는 그로부터 처음에는 평화적인 선언서 낭독으로 이를 통해 신문 뉴스로 국제사회에 한국의 독립을 알리기로 결정했으나 학생들이 갑자기 감정이 격해져서 감정적인 시위로 변질됐다는 이야기를 듣게 된다. 권동진이 처음 찾아왔을 때 그는 경멸적인 태도로 대하였으나, 그의 이야기를 듣고 다소 감정적인 태도에서 한발 누그러졌다.
호찌민의 실패를 예견한 그는 파리강화회의에 기대를 거는 한국인 독립운동가들의 기대 역시 좌절될 것이라고 내다봤다. 파리강화회의에서 한국 문제는 상정되지 않았고, 이후 김규식, 여운형 등은 소련 등 사회주의세력에, 송진우 등은 실력양성론으로 노선을 전환한다.

##### 3·1 운동 직후
1919년 3월, 서대문에 설립된 경성보육원의 원장에 취임했다. 경성보육원은 1936년 9월, 안양으로 옮겨 현재의 안양보육원이 되었다.
그는 독립에 대한 의지는 당연하지만 단순한 만세운동 만으로는 독립을 달성할 수 없다고 봤다. 기마경찰 앞에서 맨손으로 대한독립 만세를 외치는 것은 무모하고 위험천만한 짓이라고 하였다. 윤치호는 3월 2일자 일기에서 학생들의 소요는 무단통치를 연장시킬 뿐이라고 했다. 그들의 행동처럼 “만약에 거리를 누비며 만세를 외쳐서 독립을 얻을 수 있다면, 이 세상에 남에게 종속된 국가나 민족은 하나도 없을 것”이라고 생각했다.
만세 운동이 계속되자 일본인들은 외국인 선교사들에게 조선에서 벌어지고 있는 시위를 진정시키도록 힘써달라고 촉구했다. 외국인 선교사들은 그들 나라의 공사관이 중립을 지키라고 했기 때문에 어느 편도 들 수 없다는 뜻을 분명히 밝혔다.
| “ | 조선인의 특징은 한 사람이 멍석말이를 당하면 그 사람에 대해서 알아보려고는 하지 않고 다 함께 달려들어 무조건 몰매를 때리고 보는 것입니다. 내가 만약 그런 성명서를 발표하면 시위가 진정되기는커녕 오히려 더 자극을 받아 역효과를 낼 것이오. | ” |

그는 만세 운동으로 조선이 독립되지는 않을 것이라고 보면서도 죽음을 각오하고 독립에 참여하는 학생들의 용기에 경탄했다.
7월 20일에는 교풍회 경성지회 회장에 선출된다. 그러나 그는 "놀랍게도 내가 회장에 뽑혀 기분이 찜찜했다. 최강, 예종석, 민원식 같은 인간들이 당국의 사주를 받아 주도하는 단체가 희망적이거나 대중에게 인기가 있을 리 만무하다."고 지적했다. 그는 교풍회 모임에 소극적으로 참여하다가 회장직에서 물러나게 된다.

##### 임시정부 수립 전후
1919년 4월, 각지에서 임시정부가 설치되자 그에게도 임시정부에 참여해달라는 요청이 들어온다. 그러나 그는 임정 참여를 거절하였다. 이후 윤치호는 개인적으로 미국과 상하이를 오가는 김규식과 수시로 연락을 주고받았는데, 서신과 유선을 통해 그는 국내외의 정세와 임시정부의 활동 등의 정보를 수시로 교류하였다. 상해 임시정부의 초기 재정을 담당했던 이시영과도 연락이 닿았다. 그는 김규식, 이시영, 안창호, 여운형, 이승만 등을 통해 임시정부의 활동도 상세히 접할 수 있었다. 그러나 일제가 패망할 때까지 그는 조선총독부나 일본 제국 당국에 임시정부에 대한 것은 일체 발설하지 않았다.
| “ | 학생들과 시민들이 만세를 외치며 종로 광장 쪽으로 달려가는 모습이 창문을 통해 눈에 들어왔다. 소년들은 모자와 손수건을 흔들었다. 이 순진한 젊은이들이 애국심이라는 미명하에 불을 보듯 뻔한 위험 속으로 달려드는 모습을 보면서 눈물이 핑 돌았다. | ” |

1929년 4월 26일, 대한민국 임시정부 대통령 이승만 명의의 서한이 조선에 살포되었다. 이승만 명의로 된 훈령 중에 조선인들은 절대 조선총독부에 세금을 납부하지 말고, 소송 사건이 발생하더라도 일본인의 법정에 가서는 안 된다는 내용이 있었다. 서한을 본 윤치호는 당치도 않은 소리라고 일축했다.
그는 1940년대까지 일본 정부나 조선총독부가 주최하는 행사에는 불참했다.
그러나 윤치호는 민족운동에 있어 감정론을 폄하하였다. 예를 들어, 그는 3.1 운동 이후 학생들이 천장절 등 천황 일가의 생일 기념일에 교사나 동사무소 직원에게 떡을 받고는 그 떡을 하수구에 던지는 것을 보고 어리석다고 여겼다.
| “ | 천장절 당일에 고등보통학교 여학생들이 교직원들에게서 받은 떡을 (하교길에 또는 교직원들 몰래) 학교 밖 도랑에 던져버렸다는 얘기를 들었다. 그럴 것이라면 여학생들은 왜 그 떡을 받았는가? 일단 받은 것을 내동댕이치는 것은 어리석은 짓이다. | ” |

일본 천황이 싫다면 떡이나 음식을 받지 말지, 왜 아까운 음식을 버리느냐는 것이었다. 시골에서는 가난해서 굶어죽거나 아파도 진료받지 못하는 사람들이 있는데, 왜 아까운 음식을 받아서 하수구에 던져버리느냐고 반문하였다. 그해 5월 31일, 일곱·여덟 명의 젊은이가 종각역 근처에서 태극기를 들고 만세를 외치는 것을 목격했다. 일본 헌병이 들이닥치자 그 중 한명이 주머니칼로 자신의 목을 그었다. 이를 지켜본 윤치호는 그 젊은이들을 안타까워하면서도 자신이 옳다고 확신하는 것을 지키기 위해 '눈을 뜨고 지옥으로 뛰어들수 있는 그 용기에 감격'하였다. 이런 감정적 행동만으로는 독립을 달성할 수 없다고 판단한 것이다.

##### 자치론과 경제적 실력양성론
윤치호는 1919년부터 1920년대 전반기에 걸쳐 전국의 각 지방 농촌을 무대로 '문화정치'라는 주제로 강연활동을 다녔다. 3·1운동 이후 전개된 독립운동에 대해 윤치호는 부정적인 시각을 피력했다. 그는 일본이 조선의 독립을 쉽게 승인해주지 않을 것이라는 일본의 '독립불용인론'을 주장했으며 '독립불용인론'을 전제로 한국인들의 '자치능력결여론'도 주장했다.
기술과 자본과 시장이 없는 조선물산 장려 바자회가 무슨 수로 가난한 사람들을 도울 수 있는지 안타까워 했다. 윤치호는 한국이 독립하려면 실력을 양성해야 하고, 실력 양성을 위한 바탕으로는 경제력과 국민성이 뒷받침되어야 하며, 국민성을 개조하고 경제력을 향상시키기 전까지는 독립은 고사하고 자치능력 조차도 어려울 것이라고 주장했다.
| “ | 외국인을 초청해서 한식을 대접할 때면 창피해서 낯을 붉히게 된다. 버젓한 음식점 하나 운영할 수 없는 사람들이 독립 국가를 경영하길 원하니 나 원 참 기가 막혀서. | ” |
|   | — 1920년 1월 13일 |   |

이후 조선의 당면 문제는 백성들에게 유해한, 맹목적인 독립운동이 아니라 실력을 키워 지적·경제적인 부분의 향상을 하고, 지적·경제적 측면의 향상을 통하여 일본인들에게 받는 민족적 차별을 우선 철폐하는 것이 우선임을 강조했다. 그는 땅을 팔아서 독립운동 자금을 대주는 것보다 농경지를 매입해 그 땅이 일본인들 손에 넘어가는 걸 막는 사람을 더 현명한 애국자라고 평가했다. 토지는 생산력의 근본이었고 토지에서 생산되는 식량과 곡물, 자원, 그 밖에 목축업에도 영향을 줄 수 있다고 보았던 것이다.
토지를 매각하여 독립운동 자금을 대는 것을 예찬하는 것에 대해 스스로 식량의 자급자족도 하지 못하면서 어떻게 독립을 할 수 있느냐며 반문을 제기하였다. 그가 봤을 때, 독립운동 자금 마련을 위해 토지를 팔아 자금을 대주는 것은, 곧 그 토지에서 생산되는 식량과 곡물, 가축의 식량, 석탄과 광물 자원등을 모두 포기하는 매국 행위로 인식되었다.

##### 미 의원단 방한
1920년, 윤치호는 다시 YMCA 회장에 재선출되었다. 그해 8월, 미국 의원단의 동양 3국 순방 소식을 접하고 양기탁과 함께 '미국의원시찰단환영준비위원회'(美國議員視察團歡迎準備委員會)를 조직하였다. 윤치호는 미국 의원 시찰단 환영회의 일원으로 선발되었으며, YMCA 회관에서 미국 의원 헐스맨의 통역을 하기도 했다. 그러나 스스로 그러한 노력들이 모두 "부질없는 짓"이라 여겼다. 미국인들이 한국인들을 동정하더라도 동아일보 등지에서 언급하는 미·일 전쟁과 같은 상황은 일어나지 않을 것이라고 생각했기 때문이다. 이때 양기탁은 윤치호에게 미국 의원들에게 한국의 독립을 역설하는 것이 어떻냐고 권고했지만 윤치호는 미국에서 아무런 이익도 없이 한국의 독립을 위해 자국 젊은이들의 피를 흘리겠느냐며 회의적으로 답하였다.
1920년 8월 14일, 미국의 의원단이 방한하자 양기탁은 미국 의원 일행이 서울역에 내릴 때에 독립공고서(獨立控告書)를 제출하고 이들에게 조선인의 독립 의지를 보여주기 위한 시위를 계획했다가 또다시 체포되었고, 양기탁의 재투옥 소식에 충격을 받은 그의 어머니는 8월 29일 사망했다. 8월 29일, 윤치호는 조선총독부에 보석금을 제출, 인도적 차원의 석방을 탄원했고, 양기탁 역시 장례식을 이유로 보석금을 내고 일시 석방되었다. 그러나 양기탁은 바로 열차편을 이용하여 만주로 탈출했고, 양기탁의 일시 석방을 주도한 그의 입장은 난처해졌다.

##### 민립대학 설립운동

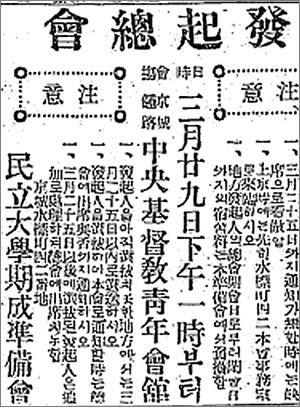
1923년 3월 20일자 동아일보에 게재된 민립대학설립운동 홍보 광고.

1921년 1월, 이상재, 이승훈, 김성수, 송진우, 유진태, 오세창 등과 함께 윤치호는 조선민립대학설립기성준비회를 발족하고 전국적으로 발기인 모집에 나서기도 했다. 그러나 이 운동은 1924년 중반을 기점으로 동력을 잃기 시작했다. 총독부는 ‘불온사상을 퍼뜨린다’는 이유로 기성회 임원을 미행하고 강연을 막았다. 1923년, 관동대지진으로 경제가 불황에 빠지고 1923년∼1924년 잇따른 가뭄과 홍수로 이재민 구호가 시급해지자 민립대학 모금은 지지부진해졌다. 그는 자신의 사재를 투자하는 한편, 홍보활동을 전개하자고 호소하였다.
1921년 6월, 조선인산업대회 연사, 범태평양협회 부회장 등으로 활동했다. 1922년, 이상재, 이승훈, 김병로, 김성수 등과 함께 주동이 되고 발기인 1,170 명을 확보하여 다시한번 민립대학기성회를 출범시키고 모금활동을 했다. 그러나 일제의 탄압으로 좌절하고 말았다.

##### 독립운동에 대한 회의
이승만과 임시정부 인사들은 1919년, 파리 강화회의에서 한국의 독립을 청원하는 것이 실패로 돌아간 후, 1922년의 워싱턴 군축회의에서 다시 한국의 독립을 청원할 희망을 가졌다. 그러나 윤치호는 또 같은 방법으로 한국의 독립을 청원한다는 이승만 등의 민족 지도자들의 기대를 "터무니 없는 생각"이라 여겼다. 그가 외교독립론 마저도 터무니 없는 생각이라 여긴 이유는 미국이 자국의 이익이 되지 않을 미일전쟁은 하지 않을 것이라는 판단에서였다. '미국보다 일본이 힘이 약하다고 하더라도 그것이 단순히 힘의 관계인 것만이 아니라, 전후의 국제사회 질서를 재편할 주도권과 부담을 갖고 있는 미국이 자국민과 자원의 손실을 입으면서까지 전쟁을 불사할 정도로 어리석지도 않고, 국제관계가 감정적으로 이루어지는 것도 아니고, 한국이 미국의 이익에 그리 중요하지도 않다'는 것을 인지하고 있었다. 미국이 자국의 국익이 되지 않는다면 왜 한국의 독립을 도와주거나, 후원하겠는가 라는 것이었다.
워싱턴 회의 직전에 그는 한국인 대표의 한사람으로 추천되었다. 그러나 그는 한국의 대표가 될 것을 권하는데 대해서 "한국 대표들이 파리 강화회의에서 뭘 얻었냐?"고 반문하였다. 그가 참여를 거절하자 상하이의 대한민국 임시정부에서는 사람을 보내 워싱턴 D.C.에 다녀오라고 여러번 권고하였으나 윤치호는 "일본은 조선을 포기하지 않을 것이며 워싱턴에서도 파리 강화회의 때처럼 어느나라도 한국의 문제에 무관심할 것"이라며 그런 권유를 모두 일축했다. 또한 "대중목욕탕 하나 제대로 운영하지 못하는 우리가 현대 국가를 다스리겠다고" 하느냐며 독립운동에 대한 부정적인 시각을 피력하기도 했다.
그는 대신 토지의 중요성을 역설하였다. 땅을 지키는 것이 일제에게 구속되지 않는 것이라고 주장한 것이다. 땅을 팔아 독립자금으로 주고 자신과 자손들은 굶어 죽는 자보다 조상 대대로 물려 온 자기 땅을 일본인들로부터 지키고 젊은이들의 교육에 헌신하는 것이 애국이라는 것이다. 또한 과거 조선왕조의 사농공상을 비판, 직업에는 귀천이 없으며 인문 교육 외에 실생활에 필요한 실업 교육의 필요성을 역설했다.

#### 실업 교육 및 잡지 보급

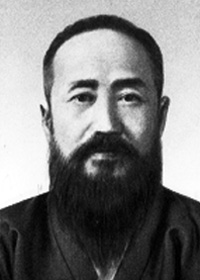
1910년대 후반 무렵의 윤치호.

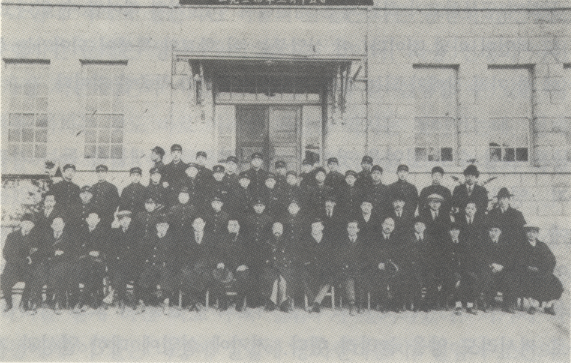
1923년, 송도고등학교 졸업생과 함께.

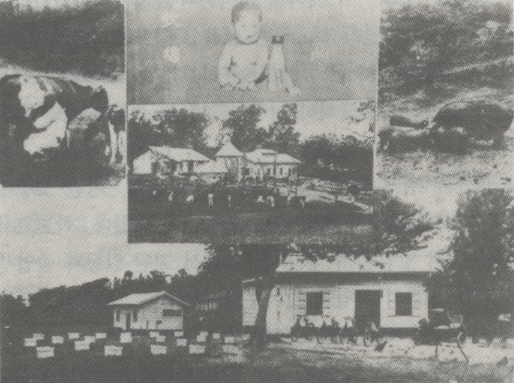
윤치호가 설치한 송도고등학교 부설 시설들. 우측, 중앙 상단에 송도목장, 좌측 상단에 송도농장, 중앙 하단에 고등학교 실습동.

3.1 운동의 실패 이후 그는 교육 사업과 장학금 지급, 학교, 보육단체에 기탁금 지급과 자선 기금마련 활동, 봉사활동, 강연 활동을 다녔다. 1920년 12월 31일, 금요일의 일기에서 1920년 한해에 자선사업과 공익성 기부금으로 6,500엔을 기부했다 한다.
조선총독부는 일본이 한국을 병합한 이후 한국을 근대화·문명화시켰다고 주장했다. 그러나 윤치호는 이를 반박, 이는 어디까지나 일본을 위한 것이며, 철거하거나 없앴을 경우 일본이 조선보다 100배 이상은 타격을 받을 것이라고 주장했다. 일본이 육성한 조선인 엘리트들의 존재 역시 그들이 사라졌을 때, 조선이 손해를 보는 것이 아니라 일본이 손해를 본다며 응수했다.
1921년 10월에는 이상재, 이승훈, 박승봉, 유성준 등 기독교인 유지들과 함께 기독교창문사(基督敎彰文社)를 설립하고, 잡지 『신생명』을 통하여 문서로 한글 보급에 나섰다.
윤치호는 1922년 11월 1일, 송도고등보통학교 제4대 교장(敎長)에 취임하였다. 송도고보를 맡게 되면서 그는 영어 교육과 신앙 교육 외에 국내에서 사용하는 물품은 국내에서 생산할 수 있어야 된다고 봤다. 미국의 흑인교육자 부커 T. 워싱턴의 터스키기 기술학교를 모방하여 실업계 과목 교육에도 역점을 두었다.
송도고등보통학교 농과에서 운영하는 목장과 실을 생산하는 공장을 두었는데, 학교 부설 공장에서 생산된 송고직(松高織)은 질기고 물이 빠지지 않는 옷감으로 중국과 유럽에까지 수출되었다. 실업계 학생들 중 낮에는 목장과 방직공장에서 근무하며 밤에 야간반으로 활동하는 학생들은 반공생(半工生)이라 하였는데 이는 훗날 실업계 고등학교에서 전공생을 두는 제도의 효시가 된다. 이어 윤치호는 졸업한 학생들 중 숙련된 학생들 중 일부는 학교 부설 공장과 목장에 두어 후배 학생들을 지도하는 것을 돕게 했다.
그 해 가을 만주의 한국인 교민학교인 간도영신학교가 경영난에 처했다는 소식을 듣고, 11월 21일에 재정난에 처한 이 학교에 현금 삼만원을 기부하였다.
1923년 1월, 장남 윤영선이 개성의 일본 경찰서에 목장사업을 인가해달라는 신청서를 냈다. 그러나 일본 경찰은 이 핑계, 저 핑계를 대며 인가를 내주지 않았다. 윤치호는 그들은 일본인 목장을 보호해 주고 싶었던 것이라 봤다.
윤치호는 일본이 식민지 한국을 통치하면서 공정하고 관대하게 처리한다는 주장에 회의적이었다. '서울에서 조선인이 집을 지으려면 먼저 인가를 받아야 한다. 그러나 일본인들은 먼저 집을 짓고 나서 인가를 신청한다. 그런데도 일본인들은 조선인들이 자기들의 공평무사함에 대해 고마워하지 않는 까닭을 모르겠다며 고개를 설레설레 젓는다'는 것이다.
1924년, 송도고등보통학교의 부교장인 임두화(林斗華), 일본인 교사인 이노우에(井上), 마루키(丸木), 다까마츠(高松)에 대한 불만이 폭발, 그 해 6월부터 교감과 세 일본인 교사를 축출해달라는 학생들의 동맹휴학 시위가 있었다. 학교측에서는 학생들의 요구조건을 들어줄 수 없다며 기숙사에 재학 중인 시위참여 학생들을 기숙사에서 내쫓았고, 동맹휴학 학생들은 기숙사에서 쫓겨난 학생들의 생활비를 댄다고 모금 운동을 하다가 시위에 동참했다. 일본인 교사들에 대한 반감에서 비롯된 시위는 송도고보 2학년생들이 시작하였으나 5학년생들도 동참하고 이어 전교생으로 확대되었다. 시위가 확대되자 조선총독부 학무국은 반일시위로 의심했고, 1924년 9월, 윤치호는 학생들의 요구조건을 들어줄 수는 없되 기숙사에서 추방당한 학생들은 모두 복귀시키고 학생들에게 일체 징계를 가하지 않는다는 조건으로 학생들의 시위를 진정시켰다. 9월 말, 총독부 학무국에 불려가 교사의 훈육에 대한 학생들의 반항심리라며 총독부 당국을 설득하여 사태를 진정시켰다.

#### 일제 강점기 중반

##### 소극적 저항과 일선동조론 부정
일제는 1890년대부터 일선동조론을 주장했다. 일본이 단군 조선과 삼국 시대에 한반도에서 건너간 이주민이 이룩한 사회라고 보면서도, 일선 동조론을 근거로 일본에 대한 애국심을 호소하는 주장에도 회의적이었다. 1923년 1월 9일의 메이지 천황과 노기 마레스케를 추모하는 환등회에 참석하였으나 그는 이를 부정적으로 인식했다.
칙어실천회는 감수성이 예민한 조선 청년들에게 충성심과 애국심을 고취한다는 취지로 조선 각지에서 이 환등회를 거행하고 있다. '이 프로그램은 일본인들에게는 유용할 것이다. 하지만 조선인들에게는 아무런 의미가 없다.'고 봤다. 그는 억지로 강요하는 애국심은 무의미하다는 논지를 내세우며 일본과 조선총독부 측에서 개최하는 어떠한 행사에도 참석하지 않았다.
1923년 6월 이후 산사에서 벌인 박중양의 휴양, 유흥행위를 비난하던 동아일보를 적극 비호, 감싸주었다. 1923년부터 충청북도 도지사 박중양이 보은군 속리산 법주사에 휴양을 다녀온 뒤 계속 자신의 휴양지, 유흥지로 사적으로 남용하였다. 동아일보가 이를 꾸준히 비난하고 기사화하여 비난하면서 박중양이 압력을 행사했는데, 이 때 윤치호는 조선총독부 당국에 설득하여 사실대로 보도한 민족의 정론인 동아일보를 처벌해서는 안 된다며 동아일보를 적극 비호하였다.
1923년 7월, 조선부업품공진회(朝鮮副業品共進會) 평의원에 추대되었다.
1924년 1월, 이상재가 그에게 미국으로 건너가 조선의 독립을 탄원해보는 것이 어떻냐고 권고하였다. 그는 미국인들이 과연 한국의 독립을 위해 자신들의 피를 흘리겠느냐며 대답하였다. 한국내 미국인 선교사들의 한국인을 무시하는 행동을 눈여겨보던 이상재도 더 이상 미국으로 가라는 말을 그에게 권하지 않았다.

##### 야구단을 통한 독립운동 자금조달 (1922~1923)
1923년 초여름, 경성 YMCA에서는 1년 전부터 김일선 장로와 종교부 총무였던 이상재의 건의로 '하와이 교포 모국방문단' 방한에 대한 답방 형식으로 야구단을 파견하는 일이 진행중이었다. 일전에 이승만 주도로 하와이에 설립될 기독학원 건립기금 모집을 위해 당시 하와이 한인기독교연합회 총회장이던 민찬호 목사를 단장으로한 스포츠팀과 합창단의 혼성 방문단이 방한하였는데, 실제로는 해당 명분을 내세워 일제의 감시를 피해 해외 독립운동 자금을 조달하려는 것이 주 목적이었다. 따라서 이에 대한 답방 형식의 미국 방문도 자연스럽게 진행되었던 것이다.
이 때 조선 장로교 총회의 재무를 맡아보던 겐소 장로를 통해 윤치호, 윤치소, 민대식, 김일선, 김성수, 이병묵, 윤상은 등 유지들이 모아준 상당 액수의 돈을 비밀리에 이승만에게 전하게 하였다. 이 돈은 명목상 교회 기금으로 되어있지만, 사실은 독립운동 자금으로 사용할 목적으로 조성되었다. 윤치호는 야구단 주장인 윤치영을 통해 "하와이에 가면 이승만이 적수공권으로 독립운동을 하고 있으니 그를 어떻게든 적극 도와야 한다"고 말하면서 "너는 학생 신분이기 때문에 만일에라도 발각이 되면 불리하니 학비 명목으로 이 정도만 가지고 가고, 겐소 장로처럼 이승만을 찾아 그 돈을 전하여라"고 일러주었다.

##### 교육, 사회 활동

1928년 5월, 야구 대회에서 시구하는 윤치호.

1925년 봄, 그는 송도고등보통학교의 업무를 더 이상 볼 수 없게 되었다며 사퇴하려 하였다. 그러나 학교 학생들과 동문들이 윤 교장 유임운동을 벌이자 마지못해 승낙하고 동년 가을까지만 교장직에 있겠다 하였다. 그는 1913년부터 송도고보의 국어 교사로 근무하던 한글학자 이만규(李萬珪)를 교장대리로 임명하여 교장직을 대신 수행하게 하였다. 야자 이만규는 한영서원 시절부터 생물과 수학 과목을 담당하는 한편, 은밀히 한글과 한국사를 가르쳤다. 삼일운동 때에는 독립선언문을 인쇄, 배포하는 등의 활동으로 4개월간 옥고를 치르기도 했다. 그러나 이만규의 사람 됨됨이를 신뢰했던 윤치호는 이만규에게 학교 교장대리 직을 맡겼다.
그 해 4월 30일, 배화학당이 배화여자전문학교로 변경되자 재단이사의 한사람이 되었다. 그 뒤 차미리사의 근화학당(근화여학교)를 후원하였고, 감리교회 선교사 메리 플래처 스크랜튼(Mary Fletcher Scranton)이 서울 황화방(皇華坊)에 세운 이화학당의 후원자가 되기도 했다. 그는 처음에 여성에게도 평등한 교육의 기회가 부여되어야 함을 역설했다. 그러나 나중에 자신의 딸이 말대꾸를 했고, 재혼한 아내 백매려와 갈등했으며, 이복 동생 윤치창의 처 손진실과 갈등하게 되면서 여성에게 교육이 필요한가에 대한 회의감을 품게 되었고 이후 총체적인 회의론자가 된다.
1925년 8월, 강원도 철원군의 서석공립보통학교(瑞石公立補通學敎)의 신축 공사에 돈 1천원을 기부하였다. 그밖에 송도고등보통학교와 오산학교에도 1천원의 기부금을 기탁했다.
1925년 9월, 송도고등보통학교 교장직을 사퇴하였다. 1925년에는 조선인 산업대회에도 참여했다. 각도인민대표자대회, 조선인대회와 조선양성운동소 등 일제의 통치정책에 이용된 각종 친일 어용 단체와 모임에도 적극적으로 참여하여 활동했다. 1925년 11월, 태평양문제연구회의 조선지회 회장으로 취임하였다. 1928년, 계명구락부의 회원으로 가입하였다. 그해 2월 2일의 계명구락부 회의에 참석하여 1. 음력을 폐지하고 양력을 실행할 것, 2. 족보를 폐지할 것을 의결하였으며, 이날 회의에서 그는 계명구락부 이사로 선출되었다.

##### 민족단체 단결 운동

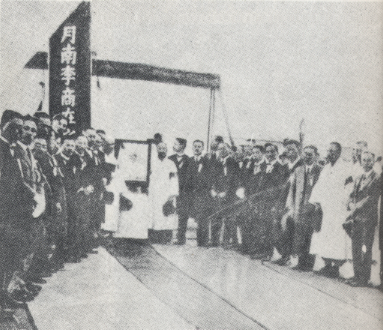
1927년, 월남 이상재의 사회장.

1926년 7월, 광주에서 벌어진 6.10 만세 운동의 배후로 지목되어 조선총독부 경무국에 소환되어 조사를 받았다가 총독부에서 그가 시위를 주도한 학생 대표자들과 연결되었다는 증거를 제시하지 못하면서 그는 바로 풀려났다.
1927년, 월남 이상재의 사회장 장의위원회 위원장이 되어 이상재의 장례식을 주관하였다. 그해에 이상재와 최병헌이 병으로 고통받다가 세상을 떠나자 윤치호는 이를 애도했고, 그의 몇안되는 지인이 사라지면서 고독과 상실감에 빠지게 된다. 1928년 5월, 제2회 야구구락부 리그의 대회회장에 선출되었다. 1928년 11월부터 1937년까지는 제9대 조선체육회(대한체육회의 전신) 회장을 지냈다.
1927년, 신간회의 결성에 참여하였다. 송진우를 신간회 회장으로 추대하는데 실패한 김성수는 윤치호를 신간회 회장으로 추대하려는 움직임을 기도한다. 김성수는 신간회의 조병옥, 허헌, 김병로, 이인 등을 통해 윤치호를 회장으로 추대해줄 것을 부탁하였다. 김성수측은 신간회의 세력 확대에 수수방관할 수 없다고 판단하여 1927년 12월, 신간회 평양지회 창립에 작용하였고, 박영효와 함께 1927년 12월, 민족개량주의의 대부인 윤치호를 신간회 회장으로 옹립하려고 노력하였으며, 1928년 초에는 송진우가 경성지회에 입회하였다.
한편 윤치호는 신간회에 가입하였으면서도 별도의 조직을 결성한다. 윤치호는 박희도와 함께 별도로 신우회(信友會)를 조직하였다. 윤치호, 박희도 등은 신우회를 표현단체로 하여 각파 합동전선을 전개하였다. 윤치호와 박희도는 신우회를 중심으로 내분에 휩싸인 신간회를 흡수하려 했다. 그러나 이들의 흡수 노력은 사회주의자들의 반발로 실패로 돌아가고 만다.

##### 사회단체 활동

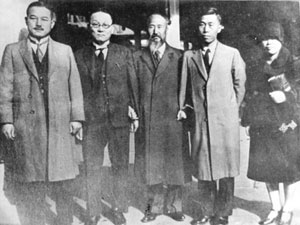
1929년, 교토(京都)에서 열린 제3회 범태평양회의에 참가한 한민족 대표단. 좌로부터 백관수, 송진우, 윤치호, 유억겸, 김활란

1929년 초 출국, 일본 교토(京都)에서 열린 제3회 범태평양회의에 참석차 둘째 아들 윤광선을 대동하고 출국, 백관수(白寬洙), 송진우, 유억겸(兪億兼), 김활란 등과 함께 한민족 대표의 한사람으로 참가하고 귀국하였다. 그 해, 전라북도 진안군 부귀면의 자신의 사유지를 오룡리·봉암리·방각리(현 황금리) 세 마을의 농민들에게 땅을 빌려주었다.
그는 조선총독부를 향해 참정권을 어느 정도 인정할 것을 요구했지만 번번히 거절당했다. 1929년 1월 16일의 일기에서 그런 조선총독부가 영화 벤허의 상영을 허락한 것을 놀라워하기도 했다. "오후 3시, 아들 장선과 기선을 데리고 단성사(團成社)에 가서 벤허라는 영화를 보았다. 변사는 팔레스타인의 로마인 총독을 가리켜 감사(監司)라고 지칭했다." 내용을 알텐데도 경찰이 조선에서 이 영화를 온전히 상영하도록 허가한 게 신기하기만 하다는 것이다.
1931년, 조선총독부는 그에게 사람을 보내 조선총독부 중추원 의원직을 제의하였으나 거절하였다. 1931년, 재만주한인동포위문사절단의 한사람으로 만주를 방문하고 돌아왔다.
1931년, 그는 전라북도 진안군 부귀면에 있는 자신의 사유지를 부귀초등학교 건립 부지로 기증하고, 부귀소학교 건립 기금으로 2000원을 내놓았다. 그의 업적을 기리는 기념으로 마을 주민들과 부귀면장이 감사의 의미로 1931년에 영세불망비를 세웠다. 진안군 부귀면에 세워진 영세불망비 중 2기는 2009년 7월, 민족문제연구소 전라북도 지부에 의해 발견된 뒤 강제 철거되어 박물관으로 옮겨졌다.

##### 충무공 유적지 보존과 이순신 후손의 빚 청산

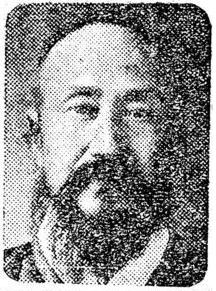
1931년 초의 윤치호.

1930년 초, 충무공 이순신(李舜臣) 가문의 개인적인 빚으로 이순신 사당의 위토가 일본인 투기꾼에게 넘어가게 됐다는 소식을 접하자, 그는 즉각 이순신 사당 위토 매입을 위한 모금운동을 선언한다. 이순신 후손의 빚을 대신 갚아주겠다고 나서자 남궁 억, 한용운, 김성수, 정인보, 김병로, 조만식, 송진우, 안재홍, 홍명희, 허헌 등이 즉각 동참을 선언했다.
충무공 종손가의 살림이 점점 영세해지면서 돈을 빌려 쓰다가 1300원의 빚을 지게 됐고 그 이자까지 총 2100원에 이르게 됐다. 1930년 9월, 채권자였던 동일은행은 여러 번 빚 갚을 것을 독촉하고 그 해 5월 말일까지 갚지 않으면 위토 60두락(斗落)을 경매에 처분하겠다고 나선 것이다. 일본인 경매자가 가장 비싼 돈을 제기했고, 이순신 유적지가 일본인의 손에 넘어갈 위기에 처하자 그는 송진우, 정인보, 김성수, 최남선 등에게 연락하여 이 일만큼은 막아야 된다고 호소하였다.
이같은 사실이 언론에 의해 국민에 알려지면서 1931년 5월 26일, 충무공유적보존회가 결성됐고 윤치호는 충무공유적보존회 위원장에 선임되었다. 전국 각지에서 2만 여명이 모금운동에 참여해 1만6021원의 성금이 모아졌다. 윤치호 위원장을 포함해 남궁억, 한용운, 정인보 등 15명의 위원으로 구성된 충무공유적보존회는 성금으로 종손가의 채무 청산과 함께 현충사를 중건하고 위토를 추가 매입했다. 이순신 유적지와 현충사의 위토가 일본인의 손에 들어가는 것은 가까스로 막아낼 수 있었다. 그러나 이순신 유족의 빚을 대신 갚는 일을 주도한 혐의로 그는 불령선인의 거두로 지목되어 내사를 당하게 된다.

##### 일제의 협력 제의와 거절

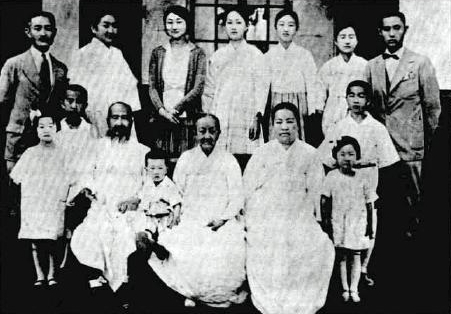
1930년, 윤치호 가족 사진. 앞줄 왼쪽에 앉은 이가 윤치호, 가운데가 어머니 이정무 여사, 오른쪽은 셋째 부인 백매려, 뒷줄 맨 왼쪽은 장남 윤영선.

1931년, 친일 단체인 토요회에 관여하게 되었다. 그러자 송진우는 그가 토요회에 관여하는 것에 대해서도 따끔하게 비판해 주었다. 송진우와의 언쟁 끝에 송진우는 그를 변절한 소인배라며 질타했다. 그러자 윤치호는 자신의 일기에서 “송진우 같은 이는 내가 토요회와 같은 모임에 관여하는 것에 반대한다. 물론 나도 그런 회의 멤버가 되고 싶지 않다”라며 불가피성을 역설하였다.
이후 각종 강연에 억지로 참여하였지만 그는 일부러 자신이 연장자라는 점을 이용, 맨 끝으로 순위를 미룬다음 "이미 훌륭한 연설은 앞의 연사들이 다 했으니 따로 할말이 없다"거나 "오늘의 좋은 말씀은 먼저 연사들이 다 말씀하셨다"며 강연을 우회적으로 회피하였다.
1932년, 일제는 다시 그에게 사람을 보내 조선총독부 중추원 의원직을 제의하였으나 거절하였다. 윤봉길, 이봉창 사건으로 이반된 한국인의 민심을 끌어들이려는 일제의 술책임을 간파하였기 때문이다.
일제는 끊임없이 조선인들에게 천황 폐하의 은혜를 역설했다. 그러나 윤치호는 '조선에 충만한 것은 천황의 은혜가 아니라 천황의 악의일 뿐이다.'며 반박했다. 조선총독부와 일제는 일제가 한일병합 이후 조선에 철도, 도로, 항만 등과 공장 등 산업자본을 건설한 것을 홍보하며 일제가 조선을 근대화시켰다고 주장했다. 그러자 윤치호는 일본의 은혜 주장은 당치도 않다며 반박했다. '일본이 조선을 개발하는 것은 어디까지나 수탈을 쉽게 하기 위한 것이며, 그 도로와 철도와 교량, 항만이 파괴되었을 때 손해를 입는 것은 조선인이 아니라, 일본인'이라는 것이다.

##### 내선일체론에 대한 저항

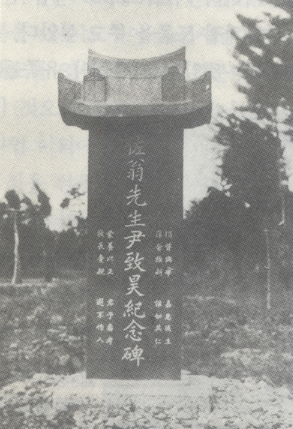
1935년, 음봉면 음봉초등학교 신교사 부지 기탁 기념비.

그는 조선총독부가 1930년대부터 내세운 내선일체론에 반발했다. 다만 일본인과 똑같은 권리를 주되, 조선인은 조선인대로, 일본인은 일본인대로 개별적인 민족, 인종으로 존재하면 된다는 것이었다. 일본이 대제국이 되고 싶거든 다민족 대국가로 생각의 폭을 넓힐 것과, 조선인들에게 일본식으로 강요하지 말고 조선인들 나름대로의 특징은 존중하라고 요구했다.
1933년, 그는 예종석의 대아세아 운동과 1934년, 동아민족문화협회의 대아세아 운동에 대해 반대 의사를 분명히 나타냈다. 또 1934년, 최남선이 일선동조론을 주장하자, 그가 일본의 국수주의에 영합하려는 것이 아닌가 하고 의혹의 눈초리를 보냈다. 그러나 결국 1934년 3월, 결성된 조선 대아세아협회에 가입했다.

##### 교육 사업을 위해 재산 기부
1933년에는 아산 음봉면의 음봉보통학교에 토지를 기부하였다. 이는 음봉보통학교가 이전할 부지를 찾지 못하자 윤치호는 자신의 신항리 땅을 기부하였다. 이 기념으로 음봉초등학교 앞에는 윤치호의 기념비가 세워졌다.
1933년 2월 19일, 이화여자전문학교 후원회에 참여하였다. 1933년 2월 19일자 동아일보는 "각 방면의 유지 회합, 이전 후원회 창립"이라는 기사를 내보내면서 25명의 위원도 선정했다고 보도했다. 윤치호는 이화여전후원회 위원의 한사람에 선정되었다. 창립총회에 이어 열린 위원회에서는 회장에 윤치호, 부회장에 김일선을 선출하였다.
그밖에도 윤치호는 숙명여자전문학교, 배재고등보통학교와 연희전문학교, 세브란스의학전문학교 등에도 기탁금을 헌납하고, 재단을 후견하였다. 윤치호는 교육의 힘이 나라를 암흑에서 구원할 수 있다며, 학생들은 학생의 본분인 공부를 열심히 할 것과 선택받은 위치에 서 있음을 감사히 여길 것, 교사는 학생에게 지식을 알기 쉽게 실무에서 응용할 수 있도록 가르칠 것을 당부하였다.
1934년, 근화여고보의 교장이자 재단법인 근화학원(槿花學園)의 재단 이사장인 차미리사의 부탁으로 근화학원 재단 이사의 한사람으로 위촉되었다. 한편 1924년과 1935년 두차례에 걸쳐 보성전문학교 교장을 맡아달라는 요청을 받았으나 능력부족을 이유로 사양하였다.

##### 수연 거부와 고희연

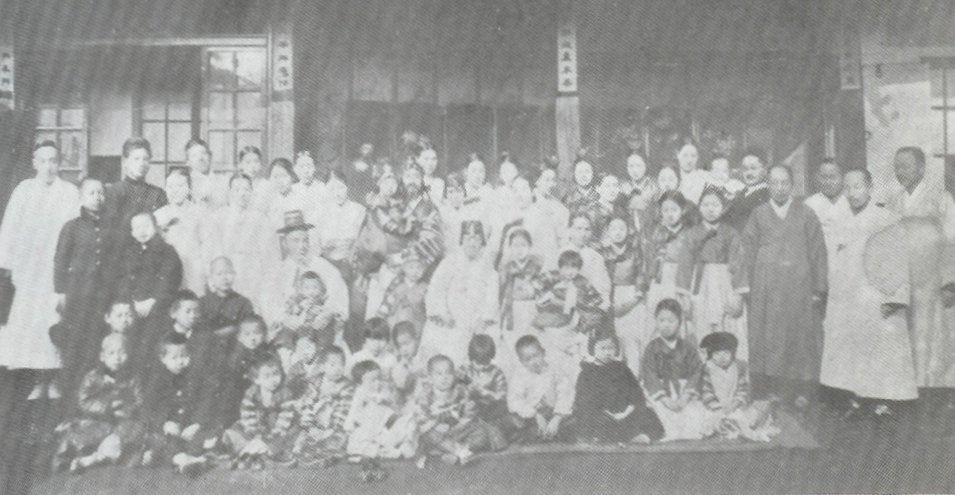
윤치호 회갑 때의 단체 사진.

1925년, 윤치호 육순 때의 생일 잔치를 성대하게 할 것을 누군가 권고했지만 "내가 환갑상을 받을 사람이 아니다."라면서 거절했다. 이듬해 회갑 때에는 생모 이정무가 살아있었으므로 억지로 회갑 잔치를 하였으나, 조촐하게 가족 친지들만 불렀다. 그러나 문장(종친회장)이었던 숙부 윤영렬의 후광 덕에 많은 일가 친족이 참여하게 되었다.

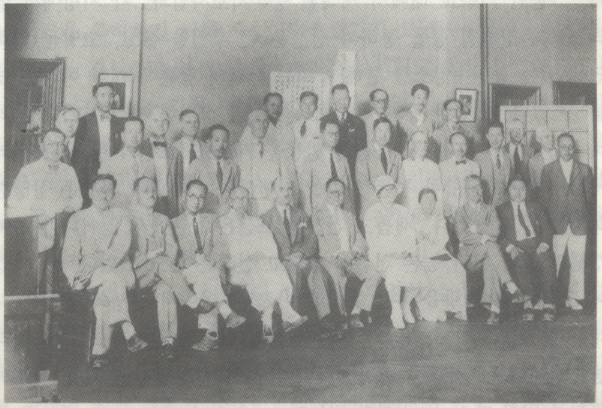
좌옹 윤치호 칠순 축하기념회 발기회.

1935년의 그의 칠순 생일도 그는 간략하게 추진하려 했다. 칠순 때의 생일 잔치는 인생칠십 고래희라 하여 흔치 않음을 들어 성대하게 할 것을 누군가 권고했지만 그는 큰 바위 얼굴의 이야기를 사례로 들며, 자신이 사회적으로 생일축하를 받을 만큼 덕망 높은 사람이 아님을 들어 사양하였다. 그러나 양주삼, 김창제, 허정, 권동진, 신흥우, 조만식, 앨리스 아펜젤러 등이 특별히 좌옹선생 칠순 기념위원회가 조직하여 그의 칠순 잔치를 준비하였다.
1935년, 서울 종로에서 그의 칠순 잔치가 성대하게 진행되었다.

##### 총독부와의 갈등, 교육 지원 활동

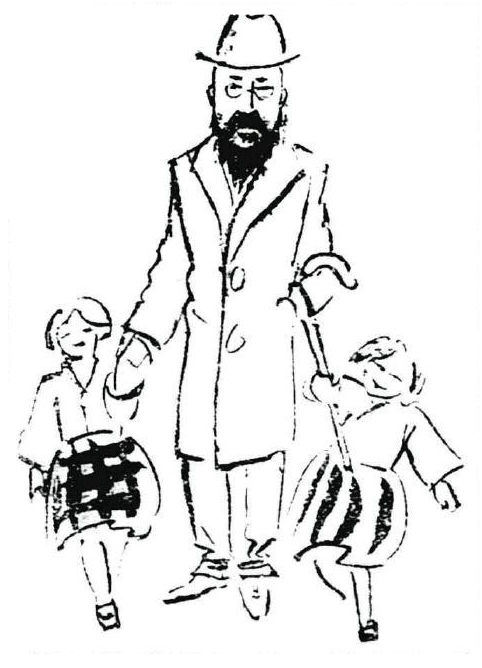
1931년작 윤치호 풍자 만화.

1935년 조만식, 김성수의 주도로 고희연이 성대히 개최되었다. 이광수 등이 참석했고, 총독부는 특별히 그의 고희연을 감시하였다. 같은 해 12월, 차미리사의 부탁으로 근화여학교(덕성여자대학교의 전신)의 재단이사의 한사람으로 취임하였다.
1935년 10월, 일왕의 국민정신 작흥조서(作興調書)에 바탕한 내선일체를 목적으로 조직된 조선교화단체연합회 등에 가입 활동하였다. 동년 조선총독부는 그에게 일본이 조선을 식민지로 삼았지만 조선인을 차별하지 않는다는 점을 들며 중추원 의원직을 다시 제안하였으나 '내가 취임하는 동시에 그대들이 원하는 영향력이 사라질 것'이라며 그는 이를 거절하였다. 일본은 자신들이 조선의 왕실을 핍박하지 않고 살려두었으며, 조선을 위해 도로와 철도를 놓아주었다고 주장했다. 그러나 윤치호는 무책임하게 일본 정부가 주는 공위를 받은 조선 왕실을 규탄했고, 일본을 위한 도로 철도와 일본의 체면을 위한 조선 왕실 보호라며 냉소적인 반응을 보였다.
1935년 12월, 크리스마스 준비를 이유로 연말 신사참배를 거부했다.

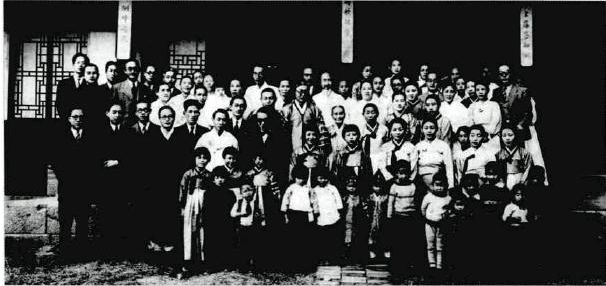
1936년, 사촌 제수 이범숙의 회갑연. 넷째 줄 가운데 색동옷을 입은 윤치소의 뒤측 오른편, 한진숙의 바로 뒷쪽열이 윤치호, 둘째 줄 왼쪽에서 일곱번째는 조카 윤보선, 셋째 줄 가운데는 사촌동생 윤치소, 그 옆은 숙모 한진숙, 넷째 줄 왼쪽에서 세 번째가 이범숙, 다섯째 줄 왼쪽에서 세 번째는 윤치호의 장남 윤영선, 오른쪽 끝은 사촌 동생 윤치영.

1936년 2월, 어머니 전주 이씨 이정무가 사망했다. 모친상 기간 중 그는 흰 옷을 입고 다녔다. 총독부는 그에게 신사에 참배할 것을 권고했지만 그는 신앙상의 이유와 모친상중임을 들어 신사 참배를 거절하였다. 모친상을 치루는 동안 그는 노부모의 존재 때문에 1910년, 당시 조선 땅을 떠나지 못했던 것을 통탄해하였다.
1936년, 윤치호는 이화여전 재단이사로 선임되었다. 이화여전 재단이사로 재직 당시 그는 학교내 문제를 주도적으로 해결 하기도 했다. 자신이 설립한 송도고보에도 운영 비용과 시설 비용을 지원하고 토지를 기부하여 운동장을 확장하고 체육관을 설립했다. 일본 와세다 대학보다 크다는 소문을 듣고 찾아온 일본인들은 송도고보의 크고 넓은 건물과 시설물, 넓은 운동장을 보고 질리기도 했다.

##### 독서와 사색

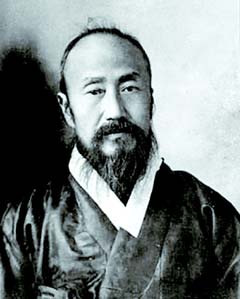
일제 강점기 후반의 윤치호.

혹자는 윤치호의 직계선조인 윤근수, 윤두수로 그의 문중은 당색으로는 서인 소론 계열 출신이었지만 당색에 구애됨없이 정약용의 《목민심서》, 《흠흠신서》, 유형원의 《반계수록》 등 남인계 실학자들이 쓴 저서들도 사서 탐독한 점을 높게 평가한다.
잠이 적었던 그는 새벽에 비교적 많은 시간을 독서와 사색을 할 수 있었고, 나이가 들면서는 더욱 잠이 줄어들어 시간적인 여유가 많아졌다. 1894년, 이후 조선에 수입된 커피 역시 그의 피로를 일시적으로 덜어주어 정력적인 독서와 사색의 시간을 돕는 역할을 한다.
| “ | 어젯밤 추도식을 지낸 다산 정약용이야말로 이조가 배출한, 아니 박해한 위대한 학자다. 그는 천주교로 개종했다는 의심을 받았다. 그의 정적들은 그를 비참하게 만들기 위해 수단과 방법을 가리지 않았다. 이 학자의 진가를 알고 있었던 정조(正祖)가 그를 어여삐 보지 않았더라면, 그는 아마 처형되고 말았을 것이다. 그는 16년 동안 유배생활을 하면서 매우 광범위한 주제를 다룬 70여 권의 귀중한 원고를 남겼다. 그런데 요즘에도 노론계에 속하는 인사들은 그가 남인이었다는 이유 하나만으로 그의 책을 읽지도, 사지도 않는다. | ” |

윤치호는 다산 정약용을 가리켜 조선 왕조가 낳은 위대한 천재라며 격찬했다.

##### 일본의 감시와 충격

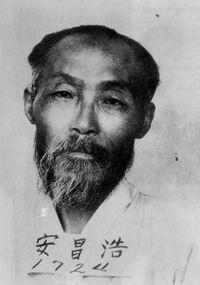
1937년, 출감후의 안창호.

일제로부터 협력 제의가 들어오자 그는 교육, 사회활동으로 만족한다며 일단 거절하였다. 그러나 1937년 7월, 중일전쟁이 일어나자 국민조선총독력연맹에 참가하고 미나미 지로(南次郎) 총독의 정책에 찬성하였고 1937년 7월, 총독부 학무국 주최의 시국강연회에 이어 2차 전선순회 시국강연반 강사에 명단이 올라 있었다. 그러나 그는 참여 동기를 묻는 지인들에게 간단하게 언급하거나 아니면 언급을 회피하였다. 1938년, 일제가 조선인의 병력자원화를 위한 제1차적인 조치로 '육군특별지원병제' 실시를 결정했을 때 이것을 내선일체의 합당한 조치로 보고 환영하였다.
한편 그는 안창호의 석방을 탄원했으나 받아들여지지 않았다. 그 뒤 안창호가 쇄약해지자 보석 탄원을 냈고 1935년 3월 11일, 안창호는 출감하여 경성제국대학 부속 병원에 입원한다. 그러나 안창호는 간경화, 폐렴, 만성기관지염, 위하수증, 복막염, 피부염, 소화불량 등의 합병증으로 고생했고 막대한 병원비가 들어갔다. 병원에 입원한 안창호의 치료비를 윤치호는 김성수와 함께 부담하고 있었다. 그러나 윤치호와 김성수의 비용 조달에도 고문으로 쇠약해진 안창호는 3월 10일, 경성제국대학 병원에서 생을 마감한다. 그는 안창호의 장례식에 참석하고 돌아왔다. 안창호의 장례식날 그는 대성 통곡하였다. 안창호의 죽음에 감정이 북받친 그는 일주일 이상 밤낮으로 통곡하다가 청년들과 가족의 만류로 겨우 진정한다.

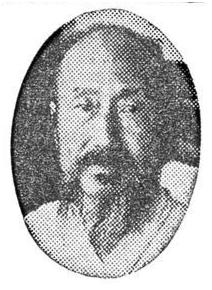
1930년대 중반의 윤치호.

1938년 초, 국민정신총동원 조선연맹이 조직중이라고 연락이 왔으나 그는 참여를 거부하였다. 1938년 6월, 국민정신총동원 조선연맹이 경성부에서 결성되었으나 불참했다. 이때 그는 "내가 회장으로 지명되지 않아서 다행이다. 그 후에도 직책을 맡게 되지 않기만을 바란다"고 하였다.
1930년대 후반, 그는 조선총독부 경무국장 미하시 코이치로(三橋孝日郞)에게 불려가 협박을 당했다. 미하시 코이치로는 자신이 윤치호를 공갈, 협박한 것에 대한 회고를 남겼다.
| “ | 윤치호를 집으로 불렀다. 당신도 스스로의 신앙이 있으니 확신이 있겠지만 자계(자숙)하지 않으면 곤란하다. 그러면(자계하면) 우리 쪽에서도 세상의 말에 편승하지 않고 충분히 당신 쪽과 협력해 우선 조선을 위해 할 수 있는 일을 하겠다. 집에서 수시간에 걸쳐 설득했다. 그랬더니 매우 쾌히 승낙해주었다. 아주 무서웠을지도 모른다. 그리고 윤치호는 다양한 단체(국민정신총동원 조선연맹)에도 스스로 머리를 내밀게 됐다. 세상으로부터 다양한 비판을 받았지만 잘되주어서 결국은 매일신보의 사장도 했다. | ” |

1938년까지 그는 일본 천황과 일본 왕족의 생일과 결혼식 등의 행사를 기념하는 공 · 사적 파티나 모임에 한번도 참석한 적이 없었다. 1938년 3월 18일, 공익에 기여한 이에게 상훈을 수여할 때 그에게 포장(褒狀)이 수여되었지만 역시 불참하였다. 조선총독부는 이러한 사실을 모두 파악하며 기록해 놓았고, 그 해 5월, 조선총독부 경무국의 경찰관 등으로부터 1938년 4월 29일, 조선총독부에서 주관한 천황 히로히토의 탄신일 파티에 참석하지 않은 것을 놓고 추궁당했다.
그의 일본인 친지였던 야마가타 데이사부로(山縣悌三郞) 역시 그가 총독부에서 주최한 천황 탄신 파티에 참석하지 않은 것을 질문하며, 과거 일본 천황과 천황가의 경조사 기념 모임에 참석하지 않은 점, 총독부에서 그의 행적을 파악한다는 것을 귀띔해주었다. 일본이 자신의 일거수일투족을 유심히 미행, 정탐했다는 것을 깨닭게 되자 그는 경악한다.
1930년대 후반, 일본 당국과 조선총독부는 조선과 타이완 등의 식민지인에 대한 징집, 차출, 공출량을 늘렸으며 황국신민 교육을 한층 강화했다. 동시에 무장단체들의 활동도 격해져 갔다. 윤치호는 사회가 미쳐돌아가고 있다며 일본과 조선인 간에 벌어지는 광기와 적개심을 비판하였다.

##### 흥업구락부, 수양동우회 사건 전후

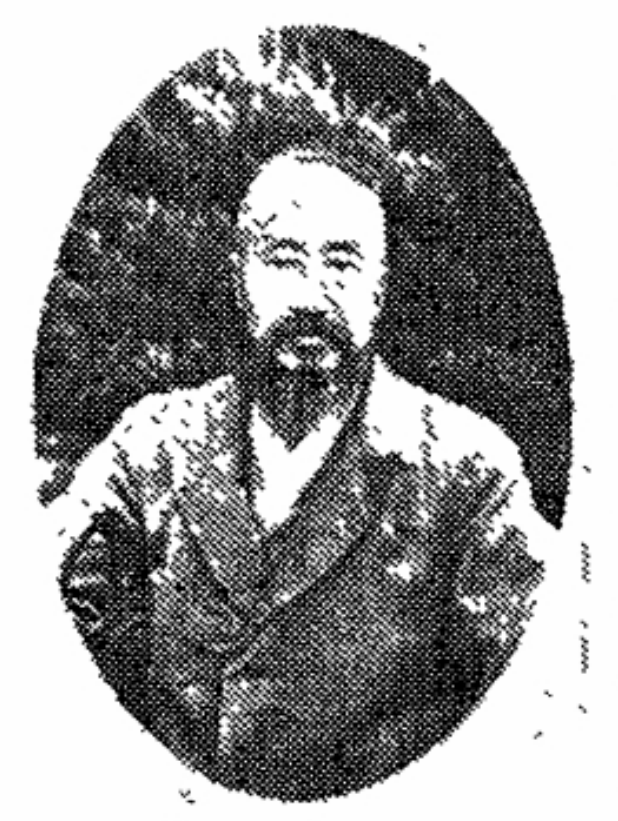
일제 말의 윤치호.

일제는 중일 전쟁 발발 후 강압적인 사회 체제를 조성하면서 1938년 5월 경, 흥업구락부 사건을 일으켜 이 단체 관계자들과 교회 지도자 및 연희전문 교수들을 대대적으로 검거했다. 이는 전쟁 수행을 위해 사회 불안 요소를 제거함과 동시에, 이들 기독교 지식인 세력과 밀접한 관련이 있던 미국과의 전쟁을 대비하는 다목적 포석이었다.
일제 당국은 73세의 윤치호를 중추원 참의로 끌어들이려 했으나 거절했다. 흥업구락부 사건으로 검거된 회원들은 강제로 전향해야 했고 흥업구락부도 해체되었다. 이 사건 이후 흥업구락부의 핵심 인물이던 윤치호와 신흥우, 유억겸, 정춘수 등은 전쟁 기간 중 일제에 협력했다.
이 사건에는 그의 사촌 동생인 윤치영도 연루되었는데, 윤치영은 서대문 형무소에서 전기 고문과 팔다리를 옭죄는 고문을 당하였다. 윤치영의 면회를 왔다가 고문 장면을 본 동아일보 기자 서정억이 일본 경찰에 항의했다가 구타당하여 뼈가 부러지는 사건이 발생했다. 윤치호는 윤치영 등의 신원 보증과 다시는 문제를 일으키지 않겠다는 서명을 받고, 탄원서를 제출하여 흥업구락부 관련자들을 모두 석방시켰다. 이러한 일련의 사건은 언론인을 구타했다는데 대한 일본 언론계의 항의와 기독교대회 참석차 방문했던 일본의 기독교 YMCA 청년회 인사들의 협력도 작용하였다.
일제는 민족주의 인사들을 일망타진할 목적으로 1937년 8월부터 1938년 3월 수양동우회 사건을 날조하여 민족인사를 검거한다. 윤치호는 수양동우회 사건 관련자들의 신원 보증을 하거나 탄원서를 작성하여 석방케 하였다.
1938년 5월 23일, 오후 2~3시 조선총독부를 방문하여 총독과 정무총감, 경무국장을 상대로 자신이 중추원에 들어가는 것을 고사하는 이유를 해명하고 되돌아왔다.

##### 일제와의 협력
동년 7월, 중일전쟁을 전후하여 일제가 전시체제를 강화하기 위해 내세운 '내선일체'의 실천기구이자, 황국신민화 실천운동의 조직체인 국민정신총동원 조선연맹 창립총회 준비위원 및 상임이사로 선정된 윤치호는 강연회에서 '반도민중의 협력'을 강조했다. 황민화 운동을 거쳐 농촌 계몽 운동과 사회주의, 광복군, 독립군, 임시정부, 경학사, 동제사 등의 해산을 주장하고 창조파, 개조파도 해산하자는 주장을 하는 조선총독대회와 조선력강연대회에 참가하였다. 국민참가조선참가대회 사장을 거쳐 국민조선총독력대회에 가담했으나, 동시에 조선어학회 사건, 수양동우회 사건, 흥업구락부 사건 관련자의 석방, 탄원을 맡기도 하였다.
1939년 1월, 박희도가 창간한 잡지 《동양지광》의 고문으로 위촉되었다. 그 해 2월 7일, 배영동지회 회장과 지원병후원회 회장이 되었다. 그러나 그는 "봉급을 주지 않는 자리라서 내가 선출되었을 뿐이다"라며 냉소적인 시각을 보였다. 1939년 2월 9일, 동양지광사 창간기념 시국강연회에 참석, '내선일체에 대한 소신'이라는 주제로 강연하였고 3월, 조선총독부로부터 중추원 참의직을 다시 제안받았다. 그러나 그는 참의직 취임을 거절했다.
1939년 6월, 일선장병 휼병금 2000원을 조선군 제20사단 사령부에 납부했다. 같은 해 8월, 30여개의 지방 배영동지회가 연합한 배영동지회연맹 회장에 선출되었다. 1939년 12월 18일, 정동의 이화여전 강당에서 80여명의 관계자들이 모인 가운데 후원회 창립총회가 개최되었다. 여기에서 12개조의 후원회 장정을 통과시키고 25명의 위원을 선출했다. 윤치호도 이화여전 후원회 위원의 한사람으로 선출되었다.

#### 반영, 반미 활동과 소극적 저항
1930년대 중반부터 그는 영국과 영미권 국가들에 대한 실망을 품게 되었다. 1920년, 인도의 마하트마 간디가 김성수와 조만식의 물산장려운동에 호의적이고, 그들을 격려하는 편지를 보낸 것을 계기로 인도의 독립운동가인 수바스 찬드라 보세, 마하트마 간디, 자와할랄 네루 등의 책과 칼럼을 구해서 읽어보았다. 1934년에는 인도의 독립운동가 찬드라 보세가 망명 중 한반도를 방문했는데, 그 때 그를 직접 찾아가 면담을 하였다. 이후 윤치호는 찬드라 보세의 저서 '질곡의 인디아(Fettered India)'를 구해서 탐독했다. 이 책을 읽은 뒤 윤치호는 영국이 인도를 잔인하게 학대, 억압으로 통치한다는 사실을 접한다. 한때 일본의 통치가 지나치게 폭력적이고 강압적이며 영국의 식민통치를 본받아야 된다고 봤던 그는 영국에 대해 실망하게 된다.
1934년, 윤치호는 조선물산장려회 고문에 추대되었다.
1937년부터 일본 정부와 조선총독부에서는 반미, 반영 활동을 강요하였다. 1939년 7월 23일, 그는 경성부에서 인파 4만 명이 모인 전 조선 배영궐기대회 회장에 추대되어 회의에 참석하였다. 여기에서 장덕수 등은 영국을 흡혈귀라고 맹비난했으나 그는 흡혈귀는 아니라고 부인했다. 어쩔수 없이 참석한 그는 형식적인 인사말만 하고 내빈석에 앉아있었다. 윤치호는 참석자들이 영국, 미국을 동아시아를 가로챌 강도 혹은 흡혈귀라고 비난하였으나 호응하지 않았다. 이 대회에 참석을 하고 싶지 않았던 그는 단지 자신은 '회장 자격이라서 어쩔수 없이 참여해야 한다.'고 하였다.
조선총독부에서 각종 반영 시위, 반미 시위를 기획하고 그에게 초청장을 보냈을 때에도, 초청장만 받거나 참석을 거부하였다. 오히려 윤치호는 영국이 제국주의 국가들 중에서는 나름대로 관대함을 베푼다고 보고 있었다.
| “ | 마하트마 간디가 위대한 인물이기는 하나 영국 정부가 마하트마 간디를 위대해지도록 내버려두었다는 점에서 위대하다. 만약 스페인, 일본, 독일, 프랑스 조차 그런 인물은 30년 전에 죽여버렸을 것이다. ㅡ 윤치호일기 1939년 4월 1일자. | ” |

영국의 인도 식민 통치로 실망했으면서도 그가 영국이 그래도 관용을 베푼다고 확신한 것은 마하트마 간디같은 인물들이 죽임당하거나 박해당하거나, 국외로 출국하지 않고도 국내에서 자유롭게 민족 독립운동을 하도록 방관했다는 것 때문이었다.

#### 일제 강점기 후반

##### 창씨개명

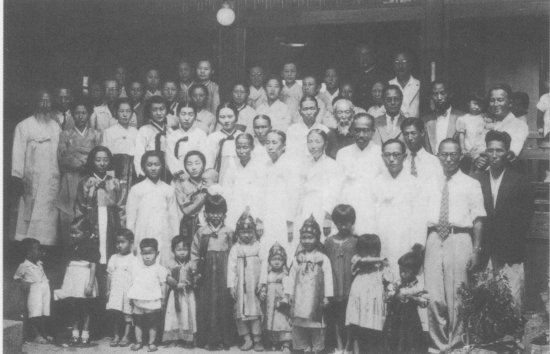
1943년, 문중 회의에 참석한 윤치호와 조카 윤보선. 세번째 줄 왼쪽 끝 도포를 입은 이가 윤치호, 윤치호와 여성 사이로 보이는 네번째 줄 왼쪽 끝 양복을 입은 남자가 윤보선.

1940년 1월부터 조선총독부 미나미 지로 총독은 창씨개명을 하는 것이 어떻겠느냐는 주제의 담화문을 발표했고 이는 조선 사회에 논란이 되었다. 1월 4일, 미나미 지로 총독은 조선인들에게 창씨개명을 강요할 생각이 없다고 천명했다. 그런데 그가 뒤이어 조선인들이 창씨개명하면 흐뭇하게 생각할 것이라는 점을 분명하게 시사하는 바람에 상황이 더욱 복잡해졌다. 총독에게 아부하는 조선인 지식인들은 당연한 것이라며 총독을 추켜세웠다.
1월 7일, 그는 사촌 동생 윤치오의 집으로 형제와 사촌들을 소집했다. 그날 오후 3시 30분 윤치소, 윤치영, 윤치왕, 윤치창 등과 함께 윤치오 집에 모여 창씨개명 문제를 논의했다. 윤치창, 윤치왕, 윤치오는 아이들을 위해 창씨개명해야 한다는 입장이었다. 반면에 윤치영은 창씨개명을 완강히 반대했다. 윤치소는 아직 그 문제에 대한 입장을 정하지 못했다. 결정된 것은 없었고 윤치호는 고민하였다.
1940년 4월, 그의 집에서 해평 윤씨 종친회가 열렸다. 숙부 윤영렬이 사망하고 공석인 후임 문장(門長, 종친회장)을 선출하기 위한 모임이었는데, 이때 그는 연령으로 최연장자였고 항렬 역시 가장 높았으므로 문장 후보자로 지명되었으나, 그는 문장 자리를 사촌 동생 윤치소에게 양보했다.

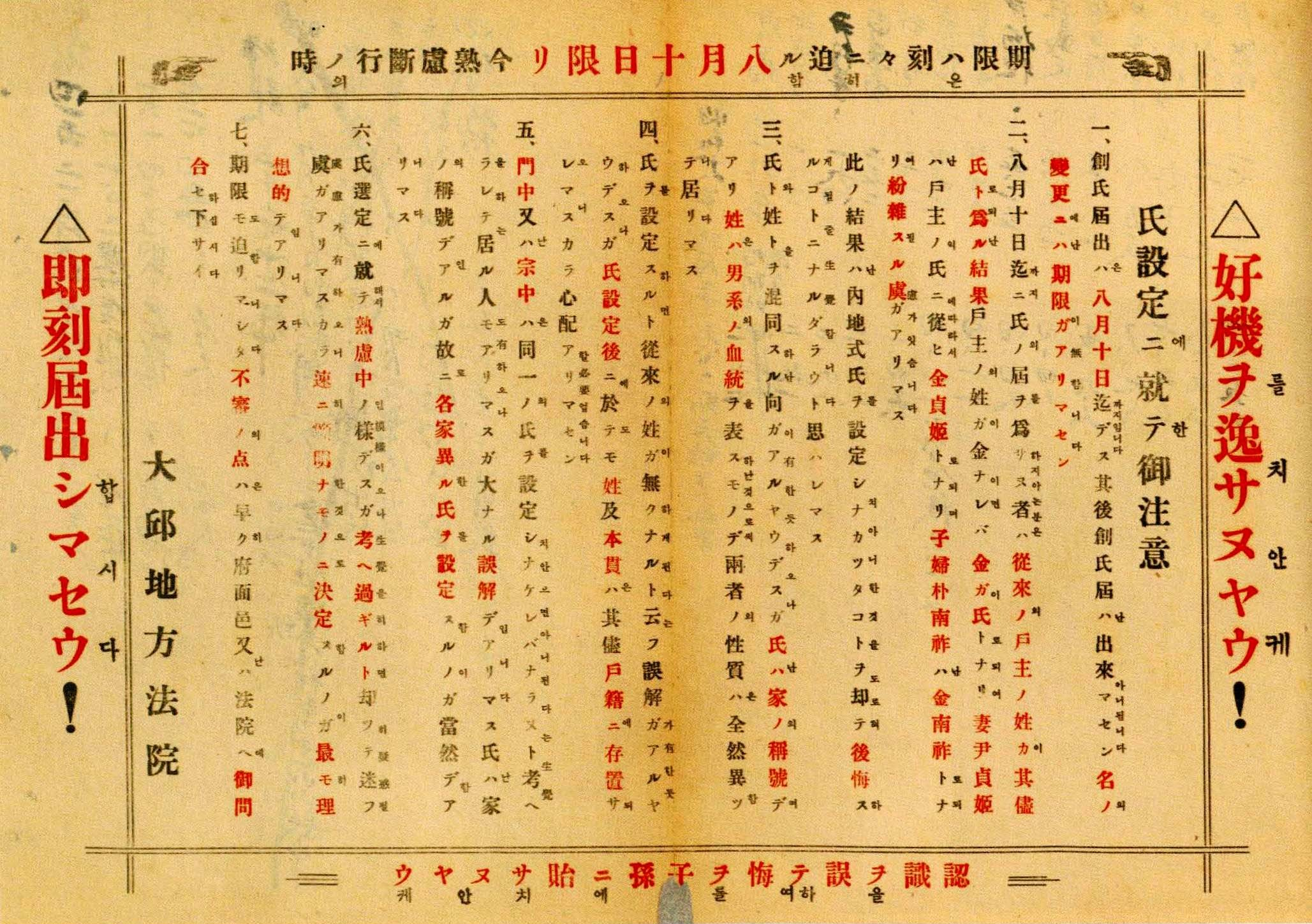
창씨개명의 대구지방법원 공고문. 가나와 한글이 혼용되어 있다.

조선총독부에서 창씨개명을 요구하자 처음에는 거절하였으나 계속 압력이 들어오자 창씨개명을 고민한다. 가족들과의 논의 끝에 창씨개명을 다짐하고 성을 윤(尹)의 파자인 이토(伊東)로 정하였다. 창씨개명 직전에 윤덕영 등이 반대하여 장내가 소란해지기도 했었다. 그가 문중 결정에 따라 창씨개명을 단행하자 실망한 학생들이 그의 집앞에 와서 연좌농성을 벌이기도 했다. 그러나 1940년 5월 당시 창씨개명은 그의 자의에 의한 창씨개명은 아니었다. 1940년 4월에 열린 해평 윤씨 문중의 문중 회의 결과 창씨개명을 하기로 결의되었고 창씨 성을 이토(伊東)로 하기로 정해지자 그는 이토 치코로 개명했다.
1940년 4월 29일자 일기에서 그는 문장(門長, 종친회장) 선출보다 중요한 안건은 '창씨개명 문제에 대한 윤씨 문중의 거취문제'라고 기록했다. 이때 윤덕영은 창씨개명을 결사적으로 반대하고 나섰다. 윤치호에 의하면 그는 이런 모임에 참가하기에는 너무 자존심이 강했던 나머지, 추종자들을 동원해 이 문제(창씨개명)가 아예 거론되지 못하도록 봉쇄하려 했다. 그러나 참석자의 절대 다수는 이 문제를 안건으로 채택한 후, 만장일치로 창씨개명하기로 결정했다는 것이다. 한편 윤치호는 창씨개명에 부정적이었다는 이유로 5월 1일, 조선총독부 경무국으로 소환되었다가 풀려났다.

##### 창씨개명 사태 중재
1940년 5월 1일, 오전 창씨개명에 비협조적이라는 이유로 조선총독부 경무국에서 소환조사를 받고 풀려났다. 한편 창씨개명령이 떨어지자 독립운동단체에서는 성과 이름을 바꿔서 민족혼을 말살하려 한다며 조선총독부를 규탄했다. 5월 1일 오전 11시, 미나미 지로 총독과의 면담에서 그는 사회적 갈등 완화를 위해 창씨개명 기일을 연기해 달라고 부탁했다.
| “ | 저는 내선일체를 완성하는 수단으로 조선인들의 창씨개명을 찬성하는 사람입니다. 그런데 이 정책에 반대하는 사람들이 개진하는 세 가지 이유를 총독 각하께 말씀드리고 싶습니다. 1. 창씨개명을 반대하는 이들은 도쿄에서 창씨개명을 반대하고 있다는 이유를 듭니다. 전 이것이 합당한 사유는 될 수 없다고 생각합니다. 총독부가 도쿄에 있는 특정 인사들의 의견을 추종해서 조선의 세부정책을 입안해 실행하지는 않을 거라는 사실 때문이지요. 2. 창씨개명을 반대하는 이들은 조선에 거주하고 있는 일본인들이 창씨개명을 반대한다는 이유를 듭니다. 창씨개명으로 일본인과 조선인의 구별이 사라지게 될까봐 그렇다는 겁니다. 다시 말해서 조선인 모두가 일본식 이름을 갖게 되면 자기들의 우월감이 사라지게 될까봐 우려하는 일본인들이 있다는 겁니다. 저는 특정 부류의 일본인들이 가지고 있는 이 우월감을 타파하기 위해 전력을 기울이고 있는 총독 각하께 우리 조선인이 고마움을 느껴야 한다고 생각합니다. 3. 창씨개명을 반대하는 조선인들은 지난 수백 년 동안 조선인 이름을 간직해온 우리 조선인들이 지금처럼 김씨, 이씨 등으로 살면서도 충량한 일본 신민이 되지 말라는 법이 어디 있느냐고 말합니다. 전 이 주장에 꽤 설득력이 있다고 생각합니다. 조선인들이 충분한 시간을 갖고 이 문제를 결정할 수 있게 마감시한을 오는 8월 11일로부터 6~10개월 정도 늦추면 어떨까 싶습니다. | ” |

윤치호는 거듭 창씨개명 기일을 연기해달라고 청했고, 그 뒤 윤치호의 청을 받아들인 미나미 지로 총독은 창씨개명령 시한을 늦춰 1941년 1월부터 창씨개명이 대대적으로 단행된다.
창씨개명을 한 문중의 결의와 관계 없이 그는 창씨개명을 하지 않을 수 있었다. 조카 윤보선이나 윤치영은 끝까지 창씨개명을 거부했다. 그러나 그는 자신이 창씨개명하지 않으면 일본인들이 자신을 감시할 것이라고 봤다.
| “ | 당국이 이미 창씨개명하기로 결정한 이상, 그들은 조선인들이 창씨개명 하도록 조치를 취할 것이다. 그들은 창씨개명을 거부하는 저명한 조선인들을 반일분자로 블랙리스트에 올릴 것이다. 난 차마 우리 아이들 이름이 블랙리스트에 오르게 만들 수는 없다. 그래서 창씨개명을 결정한 것이다. | ” |

그는 창씨개명을 조선인에게 일본 시민권을 준 것이라는 찬양과는 달리 일본이 조선인의 일본인화를 위한 작업이라고 봤다. 그는 "내선일체를 달성하기 위해 수단과 방법을 가리지 않고 있다. 조선인들에게 창씨개명을 하라고 격려하거나, 심지어 강요하는 것도 따지고 보면 조선민족을 일본의 근간이 되는 민족으로 틀어쥐기 위한 방법중의 하나라고 할 수 있다."라며 부정적으로 평가하였다.
1940년 7월 16일, 일본 도쿄에서 열린 동양문화학회(東洋文化學會) 주최 동양정사(東洋事情) 강좌에 연사로 참석하였다.
1940년 10월 4일, 송도고등보통학교 재단법인을 등록하고 송도고등보통학교 재단(재단법인 송도학원) 이사장이 되었다. 동해 10월부터 연희전문학교에서 교장직에 취임해줄 것을 청하는 부탁이 계속 들어왔다. 여러번 고사하던 그는 그 해 12월, 연희전문학교 교장직을 수락하고 취임하였다. 그러나 그는 연희전문학교 교장직 역시 번거로운 자리라며 달가워하지 않았다.
| “ | 교장직을 수락해서 속을 끓이게 될 게 뻔하다. 만족시켜야 할 사람들이 너무나 많다. 군당국, 경찰당국, 도청 및 총독부 당국자들이 바로 그들이다. 그런가 하면 연희전문 내부에도 달래기가 쉽지 않은 파벌들이 도사리고 있다. | ” |
|   | — 윤치호일기 1940년 12월 9일자 |   |

##### 태평양 전쟁 이후

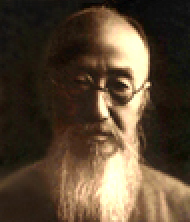
연희전문학교 교장 시절의 윤치호.

1941년 2월, 제4대 연희전문학교 교장에 취임하였다. 언더우드 2세 교장이 조선총독부 학무국으로부터 반일 선동을 한다는 이유로 추방된 뒤, 연전 이사회는 재단 이사의 한 사람인 그를 천거했다. 미국에 유학한 일이 있는 그는 연희전문학교의 실정을 동정하고 있었고 총독부에서도 명사 대우를 하는 터이므로 학교를 지키는데 다시 없는 적임자로 보여 이사회가 천거한 것이었다. 사람들은 조선총독부가 연전을 빼앗기 위해 그 다리로 그를 사용하는 것으로 판단했다. 윤치호는 거부하였지만 이사회의 무기명 투표 결과 윤치호가 교장으로 선임되었다.
1941년부터 3년간 연희전문학교 교장을 지냈다. 태평양 전쟁 이후 그는 1941년 5월 12일, 조선총독부 중추원 고문(中樞院顧問)에 임명되자 이를 받아들였지만 3개월만에 사직서를 제출했다. 그해 5월 27일, 사립연희전문학교 기독교재단법인(私立延禧專門學校基督敎聯合財團法人)의 재단이사장이 되었다. 이후 사망 직전까지 연희전문학교 재단법인이사장의 직위를 보유했다.

##### 관변단체 선임과 회피

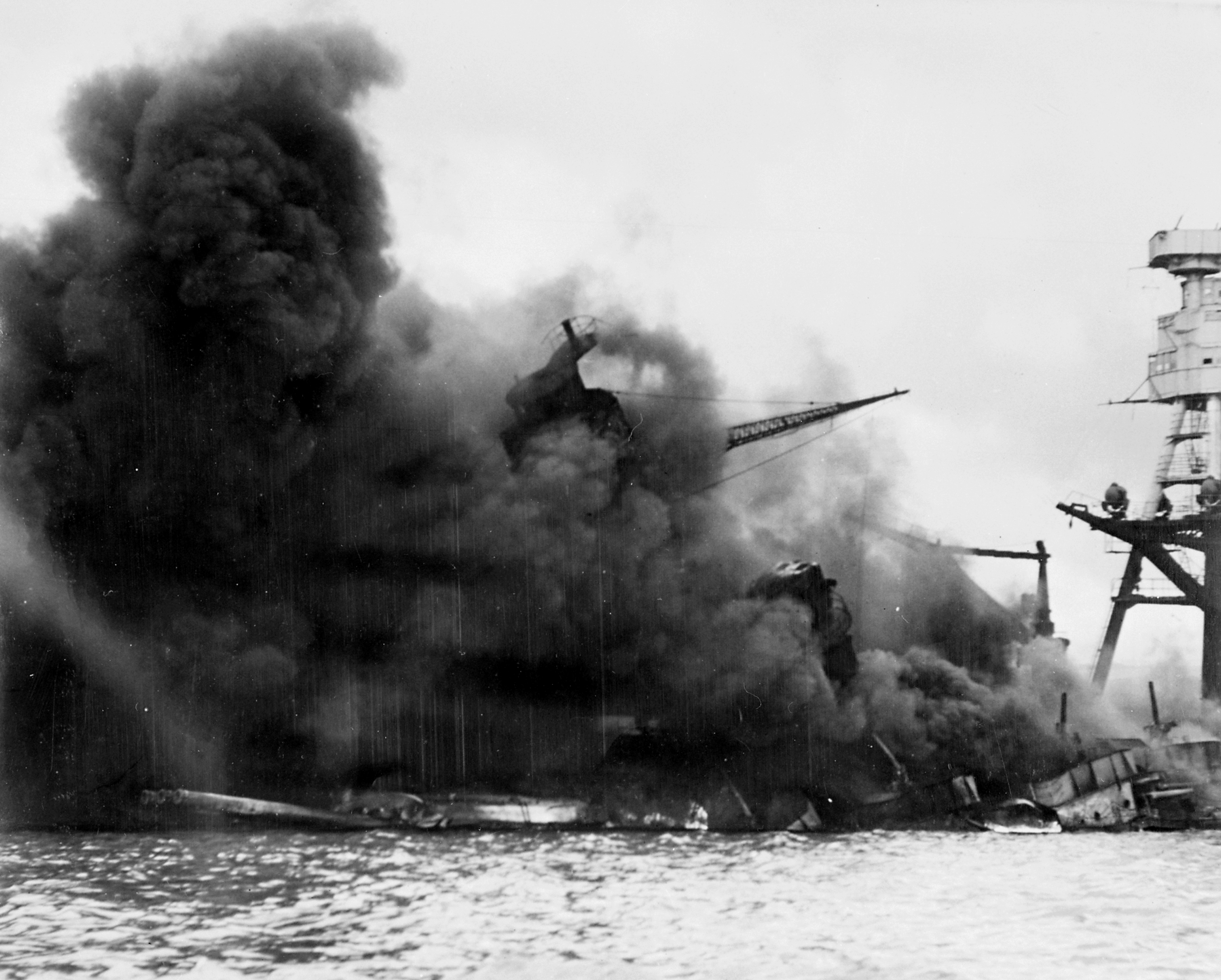
1941년 12월, 일제의 진주만 습격으로 태평양 전쟁이 발발하였다.

그는 1941년 1월에 국민정신총력연맹 이사에 선출되었으나 총련 모임에 거듭 불참하다가 1943년 1월, 국민정신총력연맹 참여로 바뀌었다. 1941년 8월 24일, 조선호텔에서 흥아보국단(興亞報國團)을 조직, 결성하는데 참석하였다.
이후 자신이 조직한 흥아보국단과 김동환(金東煥) 등이 이끄는 임전대책협의회의 통합을 추진하여 1941년 9월에 조선임전보국단의 창설을 성사시켰다. 그러나 그는 1941년 10월 21일, 친일 단체들의 결집체인 조선임전보국단 결성식에 불참하였다. 동해 10월 22일, 윤치호는 조선임전보국단 조직의 고문으로 추대되었다. 이후에도 그는 임전보국단 행사에 번번히 불참하고 행사를 펑크내어 임전보국단 인사들을 당황하게 하였다. 그해 말 '극동의 결전과 오인의 각오'라는 주제로 황국신민으로서의 충성과 협력에 대한 결의문을 낭독하였다.
1941년 12월, 일본이 진주만을 기습했다는 소식을 듣고 그는 좌절하였다. 태평양 전쟁을 맞아서는 전시결전단체인 임전대책협의회에 참가하여 ‘우리는 황국신민으로 일사보국(一死報國)의 성(誠)을 맹서하여 협력할 것을 결의함’이라는 결의문을 낭독하였다. 이승만이 보낸 밀사가 찾아와 한국이 독립할 것이며, 임정에서 조직한 독립군이 국내에 진주하게 될 것을 시사하였다.
일본이 미국과 전쟁을 하는 것을 보고 그는 두가지 가능성을 점지하였다. 일본이 승리하게 된다면 일본이 세계를 정복할 것이고 한국의 독립은 기대하기 어려울 것이지만, 반대로 미국과 연합군이 승리한다면 조선의 독립이 가능할 수도 있다고 내다봤다. 그러나 불확실한 가능성을 두고 어느 쪽의 편을 들어야 하느냐며 번민하였다. 또한 전쟁을 진심으로 찬양하는 불교, 천주교인에 이어 개신교계에서도 전쟁을 자발적으로 찬양, 독려하자 그는 좌절한다.
태평양 전쟁 기간 중 그는 정치적 발언을 삼가하며 사태를 예의주시했다. 이후 그는 중추원의 정기 모임에 간간히 출석하였으며, 1943년 9월 23일에는 중추원 모임에 나가 점심을 먹은 뒤, 중추원 의원들이 매주 목요일마다 10~20인이 출근한다는 기록을 남겼다. 그러나 그에 의하면 중추원의 참의들은 출근하여 '1~2시간 동안 잡담과 흡연으로 시간을 보낸다'고 질타했다.
1942년 8월 17일, 조선총독부의 압력으로 연희전문학교 교장직을 사퇴하고 물러났다. 총독부는 일본인 다카바시 하마치(高橋濱吉)를 교장으로 앉혔다. 1943년 8월 11일, 차미리사의 부탁으로 재단법인 덕성학원(財團法人德成學園)의 재단 이사장으로 추대되었다.

#### 태평양 전쟁 후반

1943년 11월 3일자 매일신보에 올린 학도병 권유 기고문.

1941년 이후 그는 이승만의 미국의 단파방송의 존재를 인식하고 있었다. 이승만은 미국의 소리(VOA) 방송에 출연하였고 그 단파 방송이 라디오를 타고 조선에 보급되었다. 그러나 그는 태평양 전쟁으로 미국과 일본이 전쟁을 벌인다는 것에 회의적이었으며, 설령 미국과 일본이 전쟁을 한다고 해서 그것이 바로 한국의 독립을 보장하지는 않을 것이라고 내다봤다. 진주만 기습으로 미국과 일본이 전쟁을 하게 되었으나, 일본이 패배할 수도 있지만 반드시 패배한다는 보장은 없다고 전망했다.
1943년 11월, 윤치호는 이광수·박흥식·송진우·주요한·한상룡 등과 함께 학도병 종로익찬위원회를 개최하여 학병 권유를 위한 호별 방문, 권유문 발송, 간담회, 학교강연회 개최 등을 결의하였으며 5일간 진명학교 등 10개소에서 학병권유 부형간담회를 열었다. 같은해 11월 6일, 언론에 '내 아들 이어든 속히 지원하라는 전보를 발송하자'는 제목의 담화문을 기고하였다. 그 날 중추원에서 개최한 단합회에 참석했고 학병제의 솔선협력을 결의한 후, 평남지역 독려강연반 연사가 되어 이튿날 90여 명과 함께 YMCA에서 학병제 경성익찬위원회를 조직하였다. 그 해 11월 12일, 평양에서 열린 학도병독려 연찬회에 연사로 참석하여 강연하였고, 매일신보에 학병 독려 담화문을 발표했다.
이 기간 중 미국은 한국인 지도자 5명의 정치적 성향을 체크하기도 했다. 미국의 당시 보고서에 의하면 그는 "일제와의 협력을 강요받았지만, 한국에서의 위상이 아직까지 높기 때문에 연합군의 한국내 활동에 귀중한 협력자가 될 것"이라고 전망하였다.
1943년, 부인 백매려가 사망했다. 이후 윤치호는 재혼하지 않았다.
1944년, 종로의 인사들이 학도병을 독려하기 위해 조직한 종로익찬위원회의 회원이 되었고, 1944년 5월 12일, 중추원 고문이 되었다.
1944년, 조선인 우대 감사 사절단의 단장으로 도일하였다.

#### 신앙 활동 및 기타

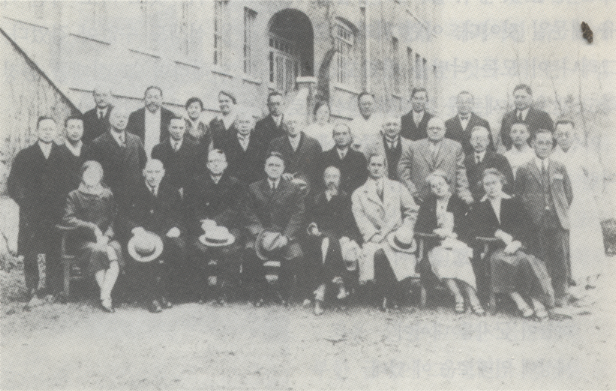
1930년 10월 1일, 남북감리교회 연합전권위원 모임에서. 가운데 앉은 이가 윤치호.

1907년(융희 1년), 윤치호는 상해에서 열린 세계주일학교대회에 한국기독교대표단의 단장으로 다녀왔다. 1910년(융희 4년), 미국 애틀랜타 주에서 개최된 남감리회 평신도협회 총회에 참석하였고, 미국 감리교선교부의 초청을 받고 영국 에딘버러에서 개최된 제1차 기독교 세계선교회의(I.M.C)에 조선대표로 참가하고 대회장에서 연설하였다.
1916년에는 YMCA 청년회 총무, 1930년에는 YMCA 연합회 회장을 맡는 등 기독교계 사회운동에도 적극 참여, 활동하였다. 1913년, 황성 YMCA 총무에 취임한 이상재를 도와 YMCA의 혼란을 수습하였으며, 기독교 청년 지도자들의 이탈과 구속, 추방 등의 상황에서 이상재와 함께 YMCA의 간판을 지키고 청년회를 사수하였다. 그 뒤 남부감리교를 한국에 설립하고 선교하는 활동을 하였고, 국제 교회연합사업을 주관하였으며 1930년부터 윤치호는 한국내 남·북감리교회 연합을 추진하기도 했다.

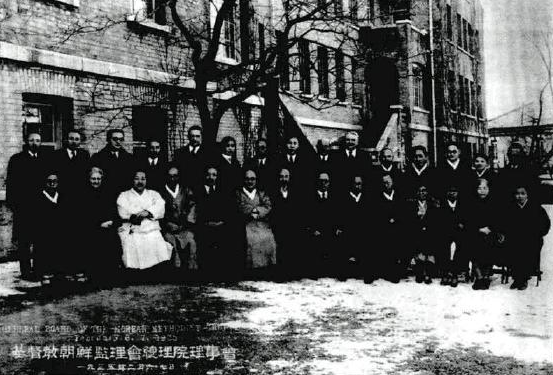
1935년 2월 17일, 조선기독교감리회총리원 이사회에 참석한 윤치호.

1936년에는 새문안교회 건축공사비 중 40%를 원한경 장로가 섭외하자, 기독교계 원로인 윤치호는 거액의 헌금을 새문안교회 신축공사비로 기부하였다. 그밖에도 오지 선교사들과 개척교회에 파송되는 목사들의 여행 경비를 직접 후원해주기도 했다.
1938년 5월, 결성된 경성기독교연합회 평의원으로 선출되었고 6월, 기독교의 일본화를 달성하기 위해 소집된 전조선기독교청년연맹위원회에 참가한 후 "이제야 대임(大任)을 마쳤습니다. 우리 기독청년들도 이제는 완전히 내선일체가 되었습니다"라는 요지의 담화문을 발표하였다.
한편 현실생활의 구원을 통하여 기독교를 정착시키기 위한 실천을 직접 선보였으며, 기독교 신앙인들의 신앙 모범촌 건설 계획을 추진하기도 하였다. 대한기독교청년회연맹(YMCA)의 이사와 부회장, 세계주일학교 한국지회 회장으로도 활동했다.
1938년 7월, 조선기독교연합회 평의원회 회장으로 선출되었다. 1939년 10월, 일본 도쿄에서 개최된 아오야마 학원(靑山學院)에서 감리교의 통합을 위하여 조선감리교회와 일본의 메소디스트 교회의 합동을 논의하는 일선(日鮮)감리교회 특별위원회가 개최되자, 그는 김영섭(金永燮), 신흥우(申興雨), 양주삼, 유형기(柳瀅基), 정춘수 등과 함께 조선인전권위원으로 참가하였다.
1943년 10월부터는 각지의 기독교 단체 및 기독교계 사립학교의 지원을 목적으로 YMCA 재단법인 등록사업을 추진, 11월 10일에는 YMCA의 재단인 재단법인 조선중앙기독교청년회유지재단(朝鮮中央基督敎靑年會維持財團)을 구성하고 이사장에 피선되었다.

### 광복과 죽음

#### 광복 직전

1945년, 만년의 윤치호.

1945년 2월, 일본 제국의회의 칙선 귀족원 의원에 선임되었다. 같은해 2월, 박춘금이 결성한 대화동맹(大和同盟) 위원장으로 추대되었다. 동해 4월, 박춘금을 위원장으로 앉히면서 그는 대화동맹 이사장으로 물러났다.
1945년 2월 13일, 송도고등보통학교 재단법인이 재단법인 송도중학교로 바뀌자 송도중학교 재단법인 이사가 되었다.
그 해 4월 3일, 다시 일본 제국의회 칙선 귀족원 의원에 재선임되었다. 1945년 4월, '조선내 7인의 일본 귀족원 의원' 중 한 사람으로 선출된 윤치호는 박중양 등과 함께 일본의 '망극한 처우개선'에 감사하고자 조직된 처우감사 사절단 대표사절로 선임되었다. 이어 박중양이 윤치호를 수행하여 인천항에서 배편으로 일본을 방문하였다. 윤치호는 먼저 조선신궁에 봉고제를 올린 후, 총독과 군사령관을 방문하여 감사를 표하였다. 이어 서울을 출발, 일본으로 간 윤치호는 일본 관계 요로에 감사를 표한 후 귀국하였다.
1945년 6월, 조선언론보국회 고문으로 재추대되었다. 8월 10일 광복 직전, 그는 개성의 광문암동 근처에 우거하고 있었다.

#### 광복 직후
그러나 8월 15일 일본이 패망, 방송을 통해 히로히토 일본 천황의 항복선언 소식을 접하였다. 그는 이를 당연한 결과로 여겼다. 1945년 8월 19일, 개성 자택에 괴한이 침입하여 피습을 당하기도 했다. 그러나 피습은 실패하고 괴한은 도주했다. 이후 윤치호에 대한 비난과 규탄이 줄을 이었고, 외출시에도 그를 친일파, 매국노라는 학생들이 나타나 돌과 휴지를 던졌다. 그러나 그는 학생들의 비난과 투석에 개의치 않고 개성과 서울을 활보하였다. 고향 신항리 신촌에 세워진 '전 협판 윤치호 불망비'는 파괴되었고, 음봉면 음봉국민학교에 세워진 기념비는 학교 구내로 옮겨간 탓에 무사하였다. 같은해 9월 서울에서 한민당(韓民黨)이 창당되자 그를 원로로 추대하려는 시도가 있었으나, 그는 이를 거절했다.
1945년 9월 2일, 인천을 통해 미국 육군 24군단이 주둔하였다. 이때 건국준비위원회에서 파견한 대표단은 미군정이 한국 정부의 조직에 활용하길 바라는 믿을 만한 인사들의 명단에 여운형과 여운홍, 안재홍 등의 건준 지도부와 당시 보성전문대학장인 김성수를 포함한 전, 현직 교육계 종사자 6명 등 모두 17명의 인사를 추천하였다. 그리고 적극 배제해야 할 인사로는 미국과 기타 외국에서 교육받은 친일파로서 윤치호, 박흥식 등 14명의 명단을 제시하였다. 그러나 군정은 이를 무시하였고 그는 별다른 불이익은 받지 않았다.
9월 2일부터 미군정이 주둔하면서 9월 23일, 미군정 군정장관 아놀드 소장에 의해 중추원이 해체되면서 중추원 고문직에서 파면되었다. 그러나 그는 의미없는 자리였을 뿐이라며 담담하게 받아들였다.

#### 감정적 친일청산론에 대한 비판
그는 미군정 주둔 이후 군정청의 권위주의적인 통치 내지는 조선인을 적국민으로 다루는 것을 비판했고, 군정과도 충돌하였다. 그는 군정청 소속 군인들 사이 세상에서 무서운 세가지가 다이어리아(diarrhea, 설사), 고우너리아(gonorrhea, 임질), 코리아(Korea)라는 농담을 하는 것을 이해하고 이 농담을 하는 저의가 뭐냐며 영어로 추궁하였다.
1945년 10월 20일, 친일파 청산 문제가 거론되자 그는 이승만과 미국 군정청에게 《한 노인의 명상록(An Old Man's Ruminations)》이라는 제목의 영문 서한을 각각 보냈다.
1945년 10월 15일에 작성한 첫번째 서한에서 한국인은 아직 민주주의를 운영해 나갈 능력이 없다는 점과 한국이 공산주의화 되어서는 안 된다는 점을 강조하고, 한국인을 지도할 유력자가 필요하다고 역설했다. 1945년 10월 20일에 작성한 두번째 서한에서는 일제 치하에서 한국인은 좋든 싫든 '일본인'일 수밖에 없었다고 하며 친일파에 대한 사면을 호소했다. 또 조선의 독립은 독립운동가라고 하는 사람들의 덕으로 이루어진 것이 아니며, 일부 독립운동가들이 자신들이 독립을 쟁취한 것처럼 행동하는 것을 신랄하게 비판하였다.
광복 후부터 그는 지속적으로 친일파로 몰리며 수시로 규탄과 성토의 대상이 되었다. 그는 귀국한 독립운동가들이 개선 장군인 것처럼 행세하는 것을 보고 영웅 심리에 들뜬 자들이라며 경멸하였다.

#### 사망

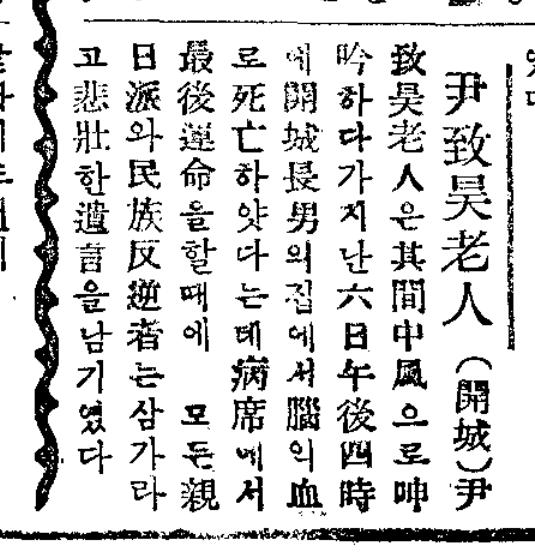
1945년 12월 9일, 대중일보 일요일자, 제2면에 실린 윤치호 임종 기사.

1945년 11월, 상하이 임시정부 요인들이 귀국했다. 임정 요인 환국 직후 김규식이 그를 찾아왔다. 이후 여러 번 김규식의 방문을 받았으나 그는 김규식에 대한 정치적 지지표명은 하지 않았다. 그 뒤 그는 다시 친일파의 석방, 사면론을 주장하였다. 그는 "사이비 애국자들의 공갈과 협박, 위선과 폭력으로부터 안전할 수 있도록, 고도의 정치행위이자 보편적 정의로 일반 사면을 단행해야 한다."고 주장하였다.
11월 초, 윤치호는 이승만, 김구와 면담하려 하였으나, 모두 그를 만나주지 않았다. 특히 이승만의 비서로 있던 사촌동생 윤치영을 통해 이승만 측과 교섭하였으나, 이승만은 바쁘다는 핑계로 만남을 차일피일 미루었다. 경교장 역시 윤치호의 방문 요청에 답변을 회피했다. 광복 이후 그는 줄곧 친일 협력자 내지는 거물 친일파 정치인으로 수시로 규탄, 비판당하였고, 비난과 논쟁에 시달렸으며 이를 반박하였다. 동해 11월 말, 치아에 통증을 느낀 그는 경성부에 있는 치과에 가서 진료를 받고 오던 중 노상에서 갑자기 졸도하였다.
만년의 윤치호는 기간중풍으로 거동이 불편하였다. 그 후 계속 병석에 누워 있었다.
| “ | 모든 친일파와 민족반역자는 삼가라! | ” |

1945년 12월 6일 오후 4시, 경기도 개성부 송도면 고려정(開城府松都面高麗町) 자택에서 뇌일혈로 갑자기 사망하였다. 임종 직전 그는 중풍으로 불편한 몸으로 친일파 및 민족반역자들은 삼가하라는 유언을 남겼는데 언론에서는 이를 두고 비장한 유언을 남겼다 했다. 광복 후, 그의 병세가 악화되었으며 시중에는 친일파로 몰리자 슬퍼하여 자살한 것으로 알려졌으나, 그의 외손녀 조영숙은 윤치호가 뇌일혈로 쓰러지는 모습을 직접 목격했다고 밝혔다.

### 사후

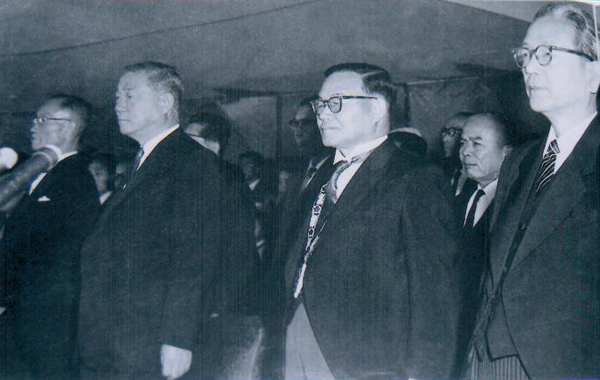
제2공화국의 대통령인 조카 윤보선(오른쪽에서 두 번째)과 총리 장면.

충청남도 아산군 둔포면 석곡1리 독골마을 선영에 안장되었다. 양화진 묘지에 안치되었던 두번째 부인 마애방의 시신을 운구해서 합장하였다. 윤치호의 묘소는 둔포면 석곡1리 선영 중 가장 오른쪽에 있으며, 마수진, 백매려 두 부인과 합장되었고, 큰 평면 돌무덤으로 되어 있다. 묘소 옆에는 검은색 오석 재질의 비석이 세워져 있다.
1950년 1월, 그의 장남 오당 윤영선은 농림부 장관을 지냈고, 1960년 8월에는 조카 윤보선이 대한민국 제2공화국의 대통령을 지냈다.
이후 그는 독립유공자로 서훈대상에 선정되었으나 독립·계몽운동가였다가 후에 부일, 친일협력 활동 등이 감안되어 건국공로훈장 수훈에서 제외되었다. 1995년, 광복회 주관으로 한 “윤치호 친일 협력에 대한 재평가” 강연이 개최되고, 1998년 4월 3일, 종로2가 YMCA 2층 강당에서 좌옹 윤치호 문화 사업회가 출범하였다.
2002년 3월, 친일파 708인 명단에 수록되었고, '평화와 참여로 가는 인천연대'는 그 해 7일, '친일파 윤치호 동상을 철거하라'는 성명서를 통해 일본 귀족원 의원으로 선정된 윤치호가 인천 모중학교 교정에 설립자로서 1968년 세워진 것으로 확인했다며, 해당 학교는 청소년들의 민족 의식을 위해 이 동상을 자진 철거해야 한다고 주장했다.
인천연대는 이와 관련 "윤치호의 동상이 인천에 자리 잡고 있는 것도 치욕스럽게 생각하지만, 그 동상이 청소년의 배움터인 학교 교정에 세워져 있는 것에 대하여 깊이 우려하지 않을 수 없다"며 "2001년 12월 23일, 서울의 광신학원이 설립자 박흥식의 동상을 친일파라는 이유로 교정에서 철거했음을 참고해야 한다"고 강조했다. 또 "청소년들에게 민족 의식을 바르게 심어주는 것만큼 중요한 교육은 없다고 생각한다"며 "학교 당국이 윤치호의 동상을 스스로 철거하지 않을 경우 역사바로세우기 및 인천정체성 바로찾기 차원에서 철거 운동을 벌여 나갈 것"이라고 주장했다.

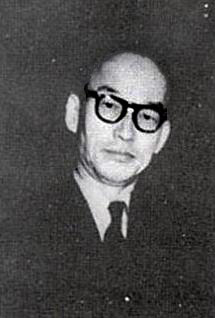
사촌 동생 윤치영.

2002년 발표된 친일파 708인 명단과 2008년 민족문제연구소에서 친일인명사전에 수록하기 위해 정리한 친일인명사전 수록예정자 명단에 모두 선정되었으며 2009년 친일반민족행위진상규명위원회가 발표한 친일반민족행위 705인 명단에도 포함되었다. 연세대학교 교내 단체가 선정 발표한 “연세대학교 친일파 명단”과 기독교대한감리회가 2005년 공개한 감리교내 친일 부역자 명단에도 포함되었다. 변절자라는 견해와 나약한 지식인이라는 비판과 근대인, 냉철한 합리주의자라는 상반된 시각과 평가가 존재하고 있다.
2008년, 노르웨이 오슬로 대학의 교수 박노자는 그를 영화화할 역사인물로 추천하기도 했다. 그에 의하면 “윤치호는 어찌 보면 한국 근대사 최초의 ‘세계인’이라고도 볼 수 있는데 또 한편으로는 애국가를 작사한 민족주의자이기도 했다. 그러면서도 일제 시절에는 ‘조선민족에 자립의 능력이 없다’고 판단해 대지주인 자신의 계급적 이익에 따라 친일을 한 것도 사실이다. 국제성, 민족주의, 친일… 근대적 이념과 지향의 다면적 구도에서 한 개인이 배회하는 과정은 윤치호를 통해 대단히 잘 보여줄 수 있다. 그를 영화화하자면 그건 ‘시대와 개인’의 극이 될 것이다. 매혹적이면서도 잔혹한 격변기가 얼마나 많은 것을 개인에게 요구하는지, 개인으로서 새로이 열린 세상에서 자신의 길을 찾아가기가 얼마나 힘드는지 보여주는 인물이라는 것"이다.
2009년 7월, 민족문제연구소 전라북도 지부에 의해 전라북도 진안군 부귀면에 세워진 윤치호의 공적을 기리는 영세불망비 3기 중 2기가 발견되어 강제 철거당했다. 민족문제연구소 전북 지부는 2010년 4월, 제보를 받고 전라북도 진안군 부귀면 현장을 답사, 부귀초에 철거 협조 공문을 발송하는 등 학교측과 부귀면의 협조로 일제의 잔재물인 윤치호 불망비를 철거하였고 윤치호의 친일 행적을 비판하는 안내판을 함께 세워두었다. 그러나 '친일이라도 진안군의 역사를 담은 문화재'라는 일부의 주장과 윤치호의 종중 후손들의 끈질긴 요구로 불망비는 2012년 반환됐다.

## 연보
- 1865년 1월 23일 충남 아산에서 군부대신, 판서를 지낸 해평 윤씨 윤웅렬의 3남 2녀 중 큰아들로 태어남. 누이 윤경희와 그는 전주이씨 소생이고, 이복동생 윤치왕과 윤치창은 서모 김정순 소생이다. 그 밖에 일찍이 김씨에게 시집간 이복 누나가 한 명 더 있었다.[151]
- 1881년 신사유람단 조사 어윤중을 수행하여 일본에 건너가 도진샤에서 수학하였다.
- 1882년 김옥균의 권고로 영어를 배웠다. 일본어를 다시 영어로 해석하는 것이라 시간이 오래 걸렸으나 당시 조선인 중 간단한 회화라도 할 수 있는 몇안되는 사람이었다.

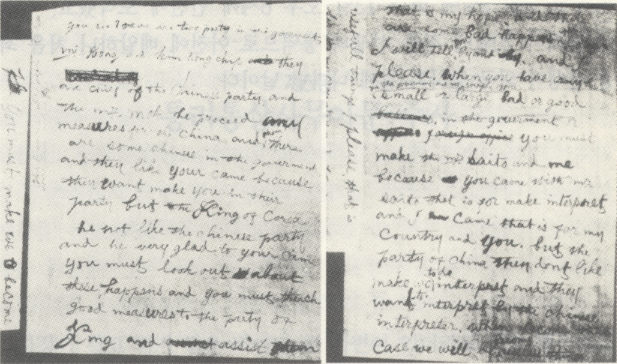
1884년 5월, 루시우스 푸트 미국 공사에게 쓴 친필 편지.

- 1884년 5월, 루시우스 푸트 미국 공사에게 쓴 친필 편지.1883년 푸트 초대 주한공사의 통역관으로 귀국, 바로 외무아문 주사에 임명, 겸임하다. 이때 윤치호는 고종과 푸트의 통역을 담당했고 그때 통역하던 내용 일부가 보존되다가 아들 영선, 정선에게 전해졌다.
- 1884년 당시 근대화론자로 갑신정변을 지지했으나 급진성에는 반대하다. 그러나 정변 실패 후 상하이로 망명.
- 1885년 고종의 허락으로 상하이에 가다.
- 1885년 봄 정변의 실패에 좌절하여 상하이에서 방황, 술과 기방에 출입하며 몸을 망치던 중 어느 선교사의 충고로 기독교인이 되어 거듭나다.
- 1888년 미국으로 건너가 밴더빌트 대학(Vanderbilt Univ)에서 수학(한국인 최초의 미국유학생)
- 1893년 에모리 대학교(Emory Univ)에서 학사학위 받음 졸업
- 1895년 귀국, 외무부협판과 학부협판을 역임하다
- 1896년 조선인 축하사절단 대표 민영환의 수행원으로 러시아 황제 니콜라이 2세 대관식에 참석, 러시아로 가던 중 선상에서 중추원 1등의관 칙임관 3등에 특별 임명되었다.
- 1896년 귀국하는 길에 베트남을 경유하여 귀국, 이때 베트남에 들어온 프랑스의 문물과 청결성을 보고 감탄, 충격을 받음
- 1897년 독립협회에 참가, 서재필, 이상재, 유길준 등과 독립협회 운동 이끌고 만민공동회를 주최
- 1898년 제 2대 독립협회 회장, 만민공동회 회장, 헌의 6조를 국정에 반영시킴
- 독립신문 2대 사장
- 1898년 12월에 대한제국 중추원 부의장에 임명
- 1899년 1월 중추원 부의장직을 사퇴
- 1899년 원산감리 겸 원산항재판소 판사
- 1901년 함경도 덕원감리사 겸 덕원부윤(德源府尹) 겸 원산항재판소 판사
- 1902년 삼화감리 겸 삼화부윤이 되고 삼화항재판소 판사를 겸임하다.
- 1903년 함경도 안핵사
- 1903년 천안군수가 되었다가 인접 직산군수가 살해당했으므로 직산군수도 겸임하다.
- 1904년 무안군수 겸 무안감리
- 1904년 다시 외부협판에 임명
- 1905년 특명으로 외부협판자격으로 하와이 농업이민들의 실상을 시찰하고 귀국했다.
- 1905년 을사조약이 강제 체결되자 을사조약의 무효성을 외치고 다녔으나 실패하다. 바로 책임자를 규탄하는 상소를 올린 뒤 관직을 사퇴, 외부대신서리에 임명되었으나 수락 거부
- 1906년 도서관 설립 운동에 참여하다
- 1906년한영서원 설립
- 1906년 대한자강회 조직, 회장으로 추대되어 교육의 확대와 산업개발로 자강독립을 달성 한다는 목표를 표방하고 국민사상계몽에 노력
- 1907년 자헌대부로 승진
- 1907년 신민회 회원의 한사람으로 활동, 평양의 대성학교 설립에 동참하고 안창호의 양보로 교장에 추대되다.
- 1907년애국가 작사
- 1908년 찬미가 발행
- 1908년 대성학교 교장 취임
- 1910년 대한기독교청년회연맹의 이사, 부회장맡고 청소년 계몽운동을 통한 기독교구국운동 전개
- 1910년 10월 한일병합 직후, 윤치호 자신의 품계가 당시 정2품이었으므로 남작직을 수여받았으나 거절하다.
- 1911년 아버지 윤웅렬의 죽음으로 남작직을 습작받았으나 사양하다.
- 1912년 일제가 날조한 105인 사건으로 복역
- 1914년 총독부에서 천황 명의로 목배를 주었으나 거절하였다.
- 1915년 형문을 받던 중 반성문을 쓰고 특사로 풀려남
- 1916년 중앙 기독교 청년회 총무취임
- 1917년 중앙 기독교 청년 회장에 취임
- 1918년 12월 신익희, 송진우 등이 찾아와 만세 운동에 동참해줄 것을 요구하였으나 승산이 없다며 거절하다.
- 1919년 3월 3.1 운동 초반, 학생들이 체포되었으나 민족대표 서명자들이 나서지 않자 이들을 규탄했다.
- 1921년 미국에 가서 외교 활동을 하라는 이상재, 이승만, 서재필 등의 권고를 거절하다.
- 1922년 송도고등보통학교장에 취임
- 1923년 기독교 출판사 창문사 설립
- 1930년 조선체육회 회장에 피선되고, 흥업구락부 조직하고 회장에 취임
- 1931년 충무공 이순신 후손의 빚을 대신 갚아주고 나머지 빚을 갚기 위해 모금운동을 추진하다. 그해 5월 충무공유적보존회를 조직하고 위원장이 되었다.
- 1934년 이화여자전문학교 재단이사의 한사람에 피선
- 1937년 11월 수양동우회 사건 관련자들의 신원을 보증하고 석방을 탄원하다. 그러나 안창호 석방은 거부당하다.
- 1938년 1월 안창호의 병보석을 탄원하였다.
- 1938년 흥업구락부 사건의 책임자로 일제로부터 취조를 당함
- 1939년 야마가타 테이사부로 등 일본인 지인들로부터 조선총독부의 내사, 감시를 당한다는 소식을 입수. 그때까지 그는 조선총독부 주최 행사 중 상당수 불참했고, 일본 천황이나 일본제국주의의 영웅을 기리는 행사에 한번도 참석한 적이 없었다.
- 1940년 5월 창씨개명에 부정적이라는 이유로 연행되었다 풀려났다. 곧 미나미 지로 총독을 찾아가 창씨개명을 연기해줄 것을 촉구하여 성사됨
- 1941년 종로방 가회동의 취운정을 매입했다.
- 1941년 12월 조선임전보국단 고문에 선임되었다. 그러나 임전보국단 주최 행사에 번번히 불참하여 관계자들을 당황하게 하다.
- 1941년 연희전문학교 교장에 임명됨
- 1945년 2월 귀족원 의원에 선임
- 1945년 8월 해방. 이후 그가 창씨개명이나 소극적 협력을 하게 된 배경은 무시당한 채 인신공격과 비난에 시달림당하다.
- 1945년 8월 자객이 개성의 집에 침투하여 피습을 당함
- 1945년 11월 경성부의 치과에 다녀오던 중 노상에서 졸도, 이후 몇번 쓰러져 의식불명
- 1945년 12월 6일 개성 고려정 자택에서 사망

## 기타 일화

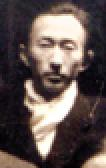
다섯째 아들 윤기선은 피아니스트였다.

1890년대 미국에서 돌아와 한국에 자전거를 처음 소개한 것으로 알려져 있으나 실제로 본인이 타고 다녔다는 기록은 보이지 않는다.
한국인 최초로 캐나다를 방문한 인물이기도 했다. 미국에서 유학한 후, 귀국길에 밴쿠버에 들렀던 것으로 전해진다.
천자문을 본따 《유학자취》 (幼學字聚)라는 책을 출간하였다. 천고지원(天高地圓)·일승월조(日昇月照) 등 모두 1,200자로 되어 있으며, 간편하고 쉬운 내용으로 구성되어 초학자인 어린이들을 가르치기에 편리하게 엮었다. 이 중 ‘효조오석(曉朝午夕)’이라 하여 “새벽에서 아침이 되고 아침에서 낮이 되며 낮에서 저녁이 된다.”든가, ‘주명야암(晝明夜暗)’과 같이 “낮은 밝고 밤은 어둡다.”는 식으로 새로운 문자학을 도입한 것이다. 이 책은 개화기 아동교육을 위한 문자학습서로서 많은 노력과 연구 흔적을 살펴볼 수 있는 자료 라는 평가가 있다.
1895년 10월, 명성황후가 암살되자 그는 명성황후의 암살에 조선인 협력자들이 존재했다고 확신했다. 윤치호는 그의 일기에서 명성황후를 암살한 일본 낭인들의 지휘자 중 한사람으로 유길준을 지목하였다. 명성황후가 암살당할 무렵 사실을 은폐시킬 의도로 유길준과 일본인 이시츠카가 저녁 식사에 자신을 초대한 것이라고 주장하였다.
한편 일본의 귀족으로 편입된 조선 왕족에 대하여 다음과 같이 비판을 하였다.
일본인들은 이씨 조선의 지난 왕실에 대하여 무척 호의적이라고 뽐내 왔다. 동양역사에서 몰락한 왕조가 이토록 존엄한 대우를 받았던 예는 찾아볼 수가 없다.

윤치호는 한일병합 이후 조선과 대한제국의 황실에서 책임을 통감한 인물이 의친왕 외에는 거의 없었다는 점과, 대부분의 황족들이 일제가 주는 공작, 백작, 남작의 작위를 받은 점을 무책임하다고 비난했다. 그에 의하면 일제에 협력한 양반고관 외에 일본이 주는 작위를 받았던 대한제국 황실 역시 한일병합의 원흉이자 무책임한 존재로 비춰졌다.

장남 윤영선.

1909년, 윤치호는 '케롤라이나 학당'의 이름을 배화라고 지어주었다. 1898년 10월 2일, 미국인 선교사 조세핀 켐벨 여사가 서울 종로구 내자동에 세운 것이 바로 케롤라이나 학당이었다. '배화'는 1909년, 윤치호가 꽃을 기른다는 뜻으로 지은 이름이다. 이는 배화여중, 배화여고, 배화여자대학의 교명으로 이어졌다.
1929년 3월 12일, 셋째 딸의 성대한 결혼식을 치렀다.
1945년 광복 직후, 그는 친일파로 몰려 규탄받고 몰락했으나, 그의 이복 동생 윤치왕과 윤치창, 아들 윤영선은 연좌되지 않았다. 4촌 동생 윤치영과 조카 윤보선은 이승만의 측근으로 있었으며, 윤보선은 후일 이승만과 결별하고 민주당으로 제2공화국의 대통령이 되었다. 여섯째 사위 현영학은 이화여대 신학과 교수를 지냈으며 민중신학자와 유신 체제에 반대하는 반체제 인사로 활동했다.
그의 손녀 윤효진은 1970년대에 피겨 선수로 활동했다. 그의 손녀인 윤효진(미국 거주)과 주영순은 70년대에 주니어선수권에 도전했다.
1910년경, 윤치호의 둘째 아들인 윤광선(아명:봉성)과 그의 절친한 친구이자 한영서원 동창 최규남(崔奎南)은 몰래 남의 앵두밭에 들어가 앵두를 서리해서 배불리 먹고 있었다. 지나가다 이를 본 윤치호는 아들 윤봉성을 사정없이 후려쳤다고 한다. 윤봉성이 호되게 매를 맞고 통곡하는 것을 본 최규남은 선생님 제가 잘못했습니다. 봉성이는 아무죄가 없어요 라며 윤치호의 바짓가랑이를 붙잡고 애걸복걸하였다 한다. 이를 본 시민들이 달려들어 윤치호를 말리니 윤치호는 내 아들을 도둑놈으로 만들 셈이냐며 분을 참지 못하고 아들 윤봉성을 호되게 질책하였다.

### 인간 관계
그는 개인적으로는 김옥균, 서재필, 유길준, 안창호, 이동녕, 이상재, 양기탁, 박중양, 송진우, 김성수, 여운형, 김규식, 이승만, 이광수 등과 친분 관계를 쌓고 교류하였다. 이 중 서재필과 이승만, 김규식은 망명했고, 박중양은 3·1 운동 이후 절교하였으며, 유길준은 일찍 사망하면서 그의 인간관계의 폭은 다소 줄어들었다.
사회주의자였던 허헌 역시 그의 집에 자주 출입하였는데, 성공 가능성을 장담하지 못하면서도 대가없이 그에게 광산 사업에 쓰라고 자금을 대주기도 했다.

### 애국가 작사자설

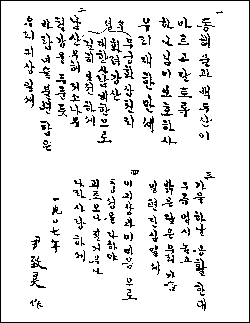
윤치호가 셋째 딸 윤문희에게 준 애국가 필사본.

그의 사촌동생 윤치영에 의하면 윤치호가 대한민국의 애국가 가사의 일부를 썼다고 한다. 윤치영에 의하면 애국가 가사의 앞부분은 최병헌 목사가 짓고, 후렴구는 윤치호가 지었다는 것이다. 최병헌 목사는 윤치호가 다니던 정동감리교회의 목사였다. 윤치호와 최병헌이 함께 지었다는 애국가 사본이 2002년, 한남대학교 교수 박정규에 의해 발견되기도 했다. 이는 윤치호의 ‘무궁화 노래’(1896)와 김인식의 ‘코리아’(1910)가 합쳐진 형태로, 후렴이 현재의 애국가와 같다. 또한 애국가의 원본은 그가 지었으나, 후에 대한민국 임시정부에서 일부 개사했다고도 한다.
그밖에 '성자신손 오백년은, 우리 황실이요'로 시작되는 협성회 무궁화가 역시 윤치호가 작사를 하였다는 설이 있다. 안창호가 가사의 '성자신손 오백년은 우리 황실이요'를 문제삼아 가사를 바꾸라고 요청하자 '동해물과 백두산이 마르고 닳도록'으로 고쳤다. 그러나 1919년, 대한민국 임시정부에 참여한 안창호는 윤치호가 지었다가 본인 스스로 수정한 부분 중에서도 '우리 대한 만세'를 '우리 나라 만세'로, '이기상과 이맘으로 임금을 섬기며'를 '이기상과 이맘으로 충성을 다하며'로 다시 고쳤다.
주요한 과, 안태국의 사위 홍재형 등은 그가 지은 협성회 무궁화가를 안창호의 요청으로 개사한 것이 애국가의 기원이 되었다고 진술했다. 이는 홍재형이 안태국의 말을 회고하는 안도산전서(安島山全書)의 내용에서 살펴 볼 수 있다.
본래 애국가 가사의 첫 절이 '성자 신손 오백년은 우리 황실이요, 산고 수려 동반도는 우리 조국일세'라고 되어 있었는데, 도산(안창호)이 하루는 서울서 내려 온 교장 윤치호를 보고, "이 가사가 적당하지 않으므로 고쳐서 부름이 좋겠으니, 교장께서 새로이 한 절을 지어 보시라."고 청하자 윤치호가 도산의 생각을 물었고, 도산이 '동해물과 백두산이 마르고 닳도록 하나님이 보우하사 우리나라 만세'라는 구절을 보여주자 윤치호가 기뻐하면서 찬성하자 도산이 이를 당시 교장인 윤치호가 지은 것으로 발표하자고 제안하여 전국적으로 퍼져 나가게 되었다.

원래 끝 구절의 첫 가사는 '이 기상과 이 맘으로 임군(임금)을 섬기며 괴로우나 즐거우나 나라 사랑하세'였으나 1919년도부터 상해에서 이를 지금과 같이 고쳐 부르기 시작하였고 이는 분명 안창호가 고친 것이다.

한편 전택부 역시 윤치호가 애국가의 유력 작사자라 주장하였다. 그 근거로는 첫째로, 1907년, 윤치호의 역술로 출판된 「찬미가」중에 현재 우리가 쓰고 있는 애국가가 들어 있다는 사실, 둘째로 미국에서 살고 있는 양주은이 소장한 국민가 중에 애국가가 윤치호의 작사로 되어 있다는 사실, 셋째로 해방 후 윤치호가 친필로써 ‘윤치호 작’ 애국가(사진 10번)를 쓴 것이 있다는 사실이다. 이러한 사실은 이미 1955년 벌써 밝혀졌던 사실이라는 것이다.
윤치호가 지은 찬미가의 개사본이 1910년에 실렸다. 애국가가 수록된 기록상에서 가장 오래된 문헌이 윤치호의 “찬미가”이고 1910년 9월 21일자 신한민보에 애국가의 전문이 윤치호 작사의 「국민가」라는 제목으로 실려 있어 윤치호가 가장 설득력을 얻고 있다.
윤치호는 안창호의 노력으로 신학문을 수용하고 체계적 교육이 시행되고 있던 대성학교의 교장으로 있으면서 느낀 바 있어 자신의 작품격인 찬미가를 저술하며 여기에 안창호가 대성학교 학생들에게 가르치던 애국가를 수록하였을 가능성도 배제할 수 없다.

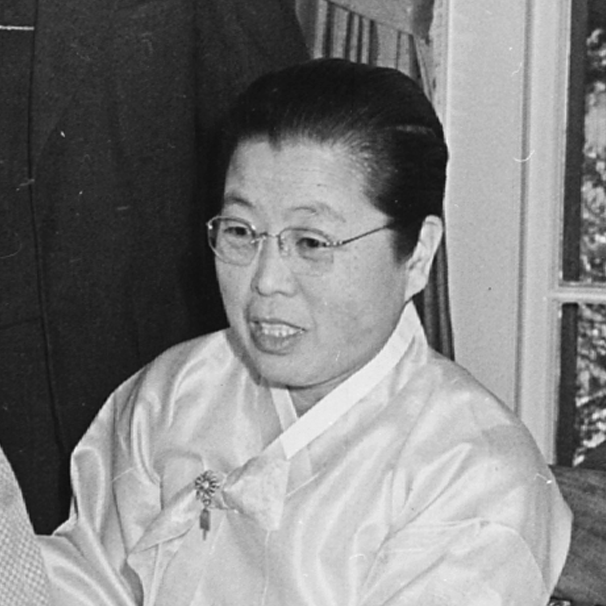
김활란.

음악 평론가인 김종만은 1904년부터 1920년 사이에 부른 미국 한인 찬송가 속에 “윤 선생 티호 군 작사”로 적힌 현행 애국가를 보관 하고 있다고 한다. 미국 적십자가 발간한 “National Anthems-And How They Came to be Written” 이란 영문자 책에서도 애국가 작사자가 'Chiho Yun'이라고 기록되어 있다. 1902년에 윤치호가 지었다는 무궁화 노래가 애국가의 원형과 같다는 자료도 나타났다.
2006년 2월 27일에는 박정규(朴正圭) 한남대 교수가 충북 청원군에서 열린 단재 순국 70주기 추모 학술발표회 발표문 ‘신채호의 국내에서 쓴 글에 대한 고찰’중에서 애국가의 원형이 된 노래도 함께 발표하였다. 신채호가 지은 '광무(光武) 5년 신축(辛丑) 2월 7일 신채호 배(拜)'라고 쓴 노래와 함께 발견된 애국가도 있었다. 이 애국가는 현재 애국가의 원형으로 추정되는 윤치호의 ‘무궁화 노래’(1896)와 김인식의 ‘코리아’(1910)가 합쳐진 형태로, 후렴이 현재의 애국가와 같다.
이화여자 대학교 총장을 지낸 김활란은 윤치호로부터 애국가 작사자를 밝히지 말라는 말을 들었다고 진술했다. 김활란이 해방직후 개성에서 은둔하고 있던 좌옹을 문안 하였는데 그는 당부하기를 "애국가를 내가 작사 했다고 말하지 마시오, 내가 지은줄 알면 나를 친일파로 모는 저 사람들이 (애국가를) 부르지 않겠다고 할지 모르니까"라고 당부 했다는 것이다. 후일 김활란은 그 이야기를 연세대학교 교수 김동길에게 전하였다.
그 후 윤치호는 죽음 직전인 1945년 10월에 애국가 가사를 옮겨 쓴 '가사지' 필사본을 남겼다고 한다. 그는 가사지 사본을 셋째 딸인 윤문희(尹文姬)에게 주었다.
1908년, 그가 역술한 ‘찬미가’에 수록된 가사는 스코틀랜드 민요인 '올드 랭 사인'(Auld Lang Syne)의 번역본과 유사하다는 의견이 나왔다.

### 윤치호 일기

1882년부터 1943년까지 60여년간 윤치호는 일기를 썼다.

《윤치호 일기》 원본 일부.

그는 1883년부터 1943년까지 60년간 일기를 썼는데, 하루도 거르지 않고 일기를 썼다. 처음에는 한글로 쓰다가 뒤에 한자로 쓰다가 뒤에는 영어 필기체로 기술했는데, 이때문에 후일 1968년부터 그의 아들 윤영선으로부터 자료를 기증받아 국역(한글본)으로 옮길 때 난해한 점, 판독이 어려운 부분이 상당수 되었다고 한다. 이는 타인이 자신의 일기를 볼 것을 우려해서였던 것으로 추정된다.
윤치호가 영어로 일기를 쓴 다른 이유로는 당시 조선에 '자유', '권리', '의회' 등 서구 시민사회의 산물을 번역할 만한 마땅한 국문이 존재하지 않았고, 국문에는 언문일치나 고백체가 없어 '고백적 글쓰기'가 어려웠기 때문 이기도 했다.
1883년부터 1943년까지의 일기이며 6.25 전쟁이 발생하자 개성에 있던 윤치호의 장남 윤영선은 일기의 일부는 자신이 갖고 월남하고, 나머지 일제 강점기의 중요한 부분은 보존을 위해 미국에 체류중이던 윤장선에게 보냈다. 휴전 뒤 윤영선이 국사편찬위원회에 자신이 소장하던 일부 내용을 기증하면서 미국에 있던 윤장선 역시 형에게서 받은 일부를 택배로 대한민국 국사편찬위원회에 기증했다.
윤치호 일기는 1968년 그의 장남 윤영선이 국사편찬위원회에 기증한 이후, 난해한 필기체 영어와 상류층 언어, 지방 방언 등의 해독오류 등으로 1973년부터 1989년까지 일부만이 한글로 번역되었고, 2000년대 이후 다시 한글로 번역 작업이 이루어지고 있다.

### 고종 독살설
윤치호는 고종이 독살되었다고 확신했다. 그러나 처음부터 고종 독살설을 신뢰한 것은 아니었다. 윤치호는 1919년, 고종 사망 당시에는 고종 독살설에 부정적이거나 비판적이었으나, 후에 독살설에 가능성을 두는 쪽으로 입장을 선회했다. 1919년 초까지만 해도 그는 고종 독살설에 부정적이었다.
| “ | 이태왕(李太王·고종)이 왕세자 이은(영친왕)과 나시모토 공주(이방자 여사)의 결혼식을 꼭 나흘 앞두고 승하하는 바람에 스스로 목숨을 끊은 것이라는 풍문이 나돌고 있다. 정말이지 얼토당토않은 이야기다. 1907년 황제 자리를 빼앗기고, 3년 후 나라마저 빼앗긴 굴욕을 감수한 이태왕이 이제 와서 하찮은 일에 억장이 무너져 자살했다는 게 말이 되는가? 더구나 어린 왕세자와 일본 공주의 결혼이야말로 왕실의 입장에서는 경사스러운 일이 아닌가? 이 결혼을 통해 두 왕실 간의 우호관계가 증진될 것이고, 왕세자는 조선의 어떤 여성보다 우아하고 재기 넘치는 신부를 맞이하게 되는 거니까 말이다. 만약 이태왕이 ‘병합’ 이전에 승하했더라면, 조선인들의 무관심 속에 저세상으로 갔을 것이다. 그런데 지금 조선인들은 복받치는 설움을 이기지 못하고 옷소매를 적셔 가며 이태왕을 위해 폭동을 일으키려 하고 있다. | ” |
|   | — 1919년 1월26일자, 윤치호 일기 |   |

윤치호에게 고종 독살설을 전한 무관 출신 한진창은 고종이 독살되었다고 확신하였다. 그리고 한진창은 자신의 누나 한진숙의 시조카 윤치호에게 고종이 독살되었을 것이라는 것을 전했다.
윤치호는 자신이 한진창에게 들은 내용을 1920년 10월 13일자 일기에 기록해 놓았다.

1. 이상적이라 할 만큼 건강하던 고종황제가 식혜를 마신지 30분도 안되어 심한 경련을 일으키다가 죽어갔다.
2. 고종 황제의 팔다리가 1~2일 만에 엄청나게 부어올라서, 사람들이 황제의 통넓은 한복 바지를 벗기기 위해 바지를 찢어야만 했다.
3. 민영달과 몇몇 인사는 약용 솜으로 고종황제의 입안을 닦아내다가, 황제의 이가 모두 구강 안에 빠져 있고 혀는 닳아 없어졌다는 사실을 발견했다.
4. 30센티 미터가량 되는 검은 줄이 목 부위에서부터 복부까지 길게 나 있었다.
5. 고종황제가 승하한 직후에 2명의 궁녀가 의문사했다.

윤치호는 한진창 역시 고종 독살설을 다른 사람에게 전해들었는데, 민영휘, 나세환, 강석호(내관) 등과 함께 시신의 염을 한 민영달이 한진창에게 이 내용들을 말해주었다 고 했다. 윤치호는 처음에 고종 독살설을 유언비어라며 부정하였으나 후에 조선총독부에 빌붙고 일제의 통치를 찬양하는 일부 구 대한제국 대신들의 행위를 보면서 고종 독살설을 확신하게 되었다.
또, 그는 고종의 죽음을 '조선의 자결권이 끝내 소멸되었다는 상징적인 사건'이라는 평을 내리기도 했다.

### 안질환과 호흡기 질환
평소 눈 질환과 호흡기 질환이 있던 윤치호는 안과와 이비인후과를 자주 다녔다. 그는 당시 서울에 있던 정귀섭 안과·이비인후과 단골이었다. 정귀섭 안과와 이비인후과는 윤치호 외에도 이승만, 윤보선도 단골이기도 했다.

### 조선 최초의 영어회화
조선인 최초로 영어를 배웠던 사람 중의 한사람이었다. 그는 영어사전을 저술하지는 않았으나, 영어 단어를 소개하고 문법을 기술한 준 영어사전급인 《영어문법첩경》을 저술했다. 그는 미국에 처음으로 한국의 민담들을 전래하기도 했다.
어느 노인과 승려가 길동무가 됐다. 노인은 상투를 틀었으나 머리가 빠져 상투가 엉성하게 되었다. 장난기가 발동한 승려는 노인의 상투를 자르고 노인에게 장삼을 입힌 뒤 도주했다. 다음날 아침 일어난 노인은 승려가 없어진 것을 알고 거울을 보고 자신의 상투를 만졌으나 상투가 없었다. 노인은 거울을 보며 그러면 중은 여기 있는데 나는 어디를 갔다는 말인가?

그는 1890년대, 1900년대 무렵 조선에서 영어를 구사한 몇 안되는 사람 중의 한 사람이었다.

## 애민태과 손실정체
그는 원산부윤 겸 덕원감리에 재직중 애민태과 손실정체라는 특이한 죄명으로 파직되었다. 1897년, 덕원 감리의 관할지인 안변(安邊) 근방 김피(金皮)라는 산골에 서울에서 피난온 천주교도들이 한데 모여서 교당을 짓고, 파리에서 나신부(羅神父:Thomas Bouladoux)라는 프랑스인이 와 있었다. 나신부는 자기가 지나갈 때 담배를 피우든가 또는 절을 하지 않으면 양반인 양대인을 모욕하는 것이라고 크게 노하여 호령을 하였다. 그리고 자기가 부리는 불량배의 말만 곧이 듣고 무고한 백성들을 잡아다가 무실한 죄명을 씌워서 자기 집 감방에 감금하였다. 관찰사 이상의 권력을 행사하는 나신부에 대해서는 안변 군수도 어찌하는 수가 없었으며 어쩌다가 어쩌다가 물어 볼 일이 있으니 곧 잡아오라(有審問事 卽爲捉來)는 묵패가 나신부로부터 떨어지면 사람들은 마치 사형 선고나 당한 듯 벌벌 떨었던 것이다.
그는 프랑스 말로 항의문을 써서 나 신부의 행장을 서울에 있는 프랑스 공사에게 상세히 알렸다. 문체는 부드러웠지만 내용은 상당히 격렬한 것이었다. 그 항의문이 간 지 얼마 안되어 나신부가 서울로 불려 올라가더니 다시는 돌아오지 못하고 본국으로 송환되었다는 소문이 퍼지게 되었다. 그에 따라 '감리사가 편지 몇 줄 쓰더니'라는 말이 점점 확대되어서 나중에는 '양인놈 볼기를 쳤다'로 변하여 좌옹은 호랑이 감리로 갑자기 유명해지게 되었다.
좌옹은 외국인이라고 하더라도 세금을 내고 법률을 지켜야 한다는 특별 명령을 내리어 범법자가 있으면 비록 서양인이라고 해도 가차없이 처벌하니, 외국인들도 자진해서 세금을 지참하게 되었으며, 원산항에 들어온 군함에서 도주하여 상륙한 독일 해병을 즉각 체포하기도 했다. 원산 해관 세무사로 와 있던 영국인 오이센이 봉화대 근처의 국유지를 매수하려하자, 외무부(外務部)의 허락이 있어야 된다고 완강히 거절하였다.
1902년에는 장차 있을 러일 전쟁에 대비함인지 십수 명의 러시아 사관(士官)과 군인들이 원산항으로 들어와서 측량을 할 목적으로 여관에 투숙한 후 러시아의 국기를 높이 달았었다. 이 소식을 들은 좌옹은 즉각 항의하고, 러시아 사관을 불러다가 외부의 허락 없이는 절대로 통과시킬 수 없다고 강경히 말하였다. 그는 조금도 굴하지 않고 여관 지붕에 달린 러시아 국기를 내리고, 일단 국경 밖으로 나가서 외부의 허가를 받은 연후에 다시 들어오라고 꾸짖었다. 그들도 하는 수 없이 위협을 하고 간청도 하다가, 나중에는 러시아 군함을 오게 해서 국경 밖으로 나가고 말았다.
덕원감리로 재직 중 제정 러시아의 포경선 한 척이 고래를 쫓아서 원산 근해에까지 들어와 인심이 극도로 소란하던 때에 새로 부임해 온 감리가 외국 유학에서 얻은 신지식을 발휘하여 영해 침범은 국제법 위반이라고 단호한 태도로써 포경선을 즉시 나포한 일까지 있었다. 사대주의에 눈이 어두워서 외국인이라고 하면 그저 무서워만 하던 그때의 민중들은 덕원 감리 영감만은 무슨 신비한 힘을 가진 보기드문 명관으로 믿고 최대의 경의를 표하였다.
그리하여 덕원에는 이임도 하지 않은 윤 감리의 송덕비까지 서게 되었는데, 중앙 정계에서는 세력 다툼과 파벌 싸움의 여파로 덕원 감리에게 상을 주기는커녕 무슨 히집이라도 잡아서 쫓아내려 했다. 암행어사 모 씨가 덕원에 와서 비밀리에 감리의 잘못을 조사했다. 그러나 백성들의 원성보다는 도리어 칭송하는 소리가 많았으므로 무슨 트집을 잡을래야 잡을 수가 없었다. 암행어사 모 씨는 생각다 못하여 한학자답게 새로운 죄명을 발견하였으니, 그것이 즉 '애민태과 손실정체(愛民太過 損失正體)'였던 것이다.
덕원 감리 윤치호는 애민태과하여 정부의 체통을 잃었으니 봉고 파직한다.

이리하여 좌옹은 죄 아닌 죄명으로 덕원 감영에서 쫓겨났다. 비록 드러내놓고 떠들지는 못했으나 '애민태과'라는 전무후무한 죄명으로 덕원 감리를 파면당한 윤치호에 대한 동정이 점차 크나큰 여론으로 변하게 되니, 조정에서도 그대로 내버려 둘 수가 없어서 그 사유를 고종에게 아뢰니, 좌옹은 얼마 안 가서 삼화 감리로 복직되었다. 이때부터 '애민태과'라는 말이 전해 내려오게 됐다.

## 사상과 신념
독립협회와 계몽운동 당시 윤치호는 무지한 조선의 민중을 계몽으로 새롭게 거듭나게 할 수 있었다고 생각하였다. 이는 그가 미국 유학 당시 기독교에 입교하고 교리를 배우고, 서구의 사상을 접하면서 이를 조선에 받아들여 사회를 바꿀수 있다고 봤다. 그러나 독립, 계몽운동이 실패로 돌아간 원인을 그는 민중의 무지함 때문이라 보았고 이는 후에 조선이 일제의 식민지가 되는 것을 당연한 징벌로서 인식하게 되었다. 계몽과 개혁으로 근대 한국이 소생할 기회를 한국인 스스로 저버렸다고 판단한 그는 독립운동에도 회의적인 시각을 품게 되었다.

## 저서 및 번역서

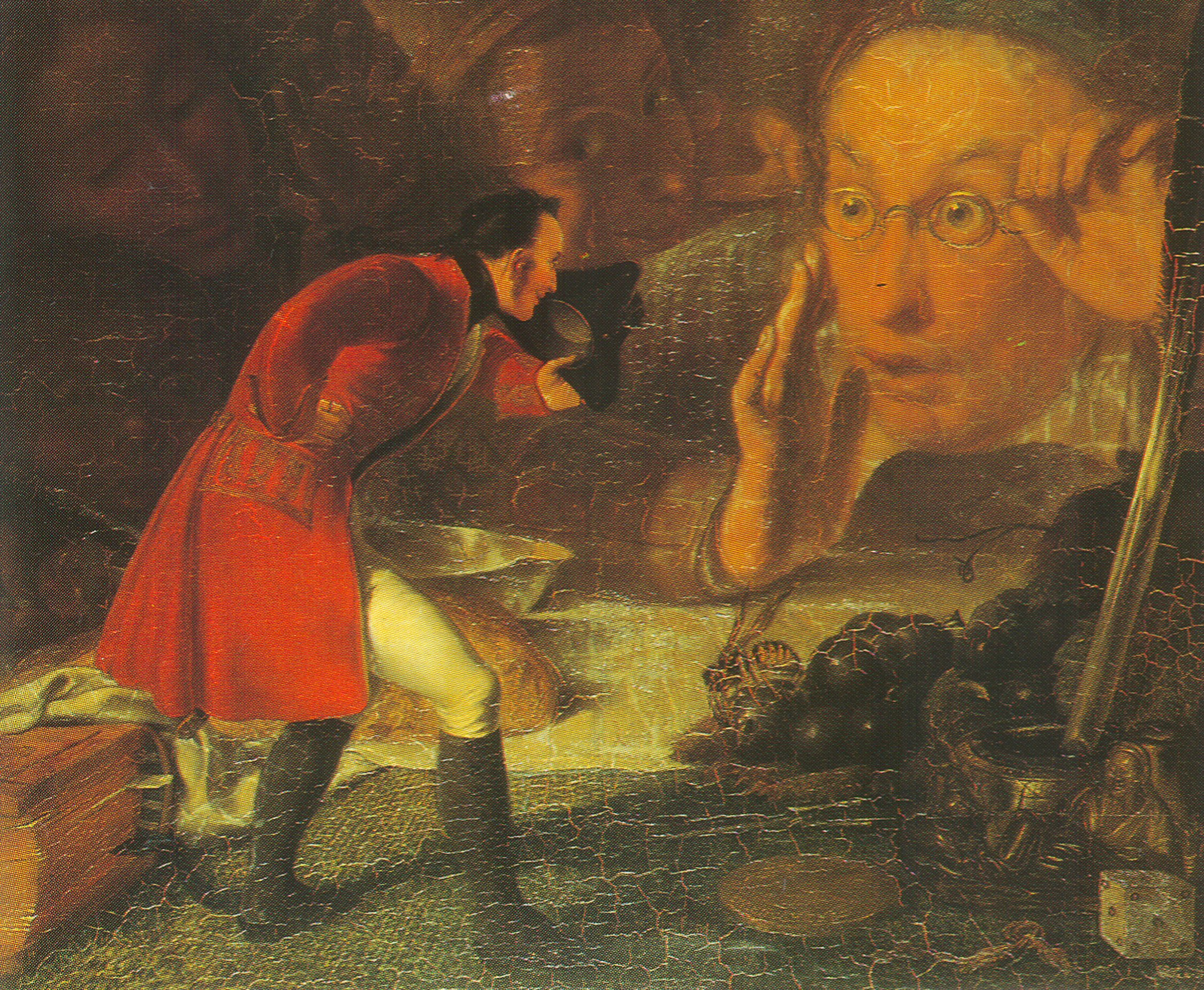
소설 걸리버 여행기. 윤치호는 걸리버 여행기를 한국에 처음 번역하여 소개하였다.

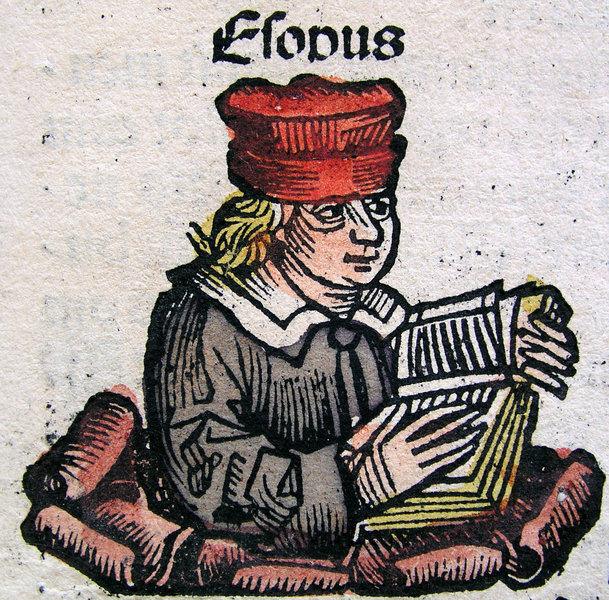
이솝, 이솝 우화의 한글 번역본을 윤치호가 최초로 조선에 소개했다.

### 저서
- 《윤치호일기》(尹致昊日記)
- 《우스운 소리》
- 《영어문법첩경》(英語文法捷徑): 영어 문법 사전
- 《좌옹 윤치호 서한집》(佐翁尹致昊書翰集)
- 《유학자취》(幼學字聚)

### 번역서
번역서로는 이솝 우화의 첫 한글 번역판과 걸리버 여행기를 한글로 번역하여 국내에 소개하기도 했다. 또한 찬송가의 한글 번역본인 찬미가를 소개하기도 했다.
- 《찬미가》(讚美歌)
- 《의회통화규칙》 (라버츠 저)
- 《이솝 우화》(한글 번역본) (1908)
- 《걸리버 여행기》(한글 번역본) (1908)

## 화랑

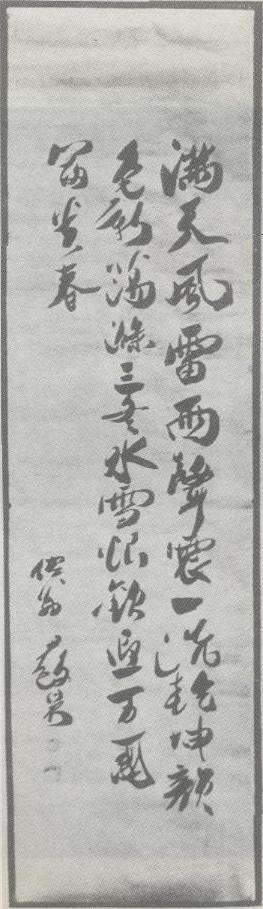
윤치호 붓글씨.
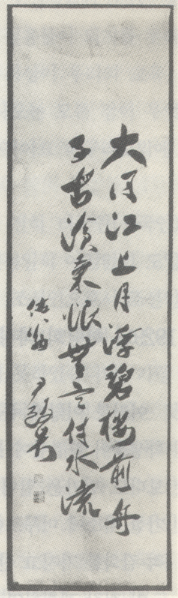
윤치호 서예작.

## 학력
- 1888년 중국 상하이 중서서원 졸업
- 1891년 미국 밴더빌트 대학교 신학과 졸업
- 1893년 미국 에모리 대학교 인문학부 수료
- 2017년 미국 에모리 대학교 명예법학박사 추서

## 상훈 경력
- 1893년 에모리 대학교 알렌(Allen) 메달

## 가족 관계
|  |  |                               |                               |                               |                               |                               |                               |                      |                      |                      |                      |  |  |  |  |                                    |                                    |                                    |                                    |                                    |                                    |                                    |                                    |                                    |                                    |                                    |                                    |                                    |                                    | 윤취동 (尹取東) 1798~1863          |                                    |  |  |                           |                           |                           |                           |                           |                           |                           |                           |                                    |                                    |                                    |                                    |                                                  |                                                  |                                                  |                                                  |                                                  |                                                  |  |  |  |  |                           |                           |                           |                           |                           |                           |  |  |                       |                       |                       |                       |                       |                       |
|  |  |                               |                               |                               |                               |                               |                               |                      |                      |                      |                      |  |  |  |  |                                    |                                    |                                    |                                    |                                    |                                    |                                    |                                    |                                    |                                    |                                    |                                    |                                    |                                    |                                    |                                    |  |  |                           |                           |                           |                           |                           |                           |                           |                           |                                    |                                    |                                    |                                    |                                                  |                                                  |                                                  |                                                  |                                                  |                                                  |  |  |  |  |                           |                           |                           |                           |                           |                           |  |  |                       |                       |                       |                       |                       |                       |
|  |  |                               |                               |                               |                               |                               |                               |                      |                      |                      |                      |  |  |  |  |                                    |                                    |                                    |                                    |                                    |                                    |                                    |                                    |                                    |                                    |                                    |                                    |                                    |                                    |                                    |                                    |  |  |                           |                           |                           |                           |                           |                           |                           |                           |                                    |                                    |                                    |                                    |                                                  |                                                  |                                                  |                                                  |                                                  |                                                  |  |  |  |  |                           |                           |                           |                           |                           |                           |  |  |                       |                       |                       |                       |                       |                       |
|  |  | 전주이씨 (全州李氏) 1844~1936 | 전주이씨 (全州李氏) 1844~1936 | 전주이씨 (全州李氏) 1844~1936 | 전주이씨 (全州李氏) 1844~1936 | 전주이씨 (全州李氏) 1844~1936 | 전주이씨 (全州李氏) 1844~1936 |                      |                      |                      |                      |  |  |  |  |                                    |                                    |                                    |                                    | 반계 윤웅렬 (磻溪尹雄烈) 1840~1911 | 반계 윤웅렬 (磻溪尹雄烈) 1840~1911 | 반계 윤웅렬 (磻溪尹雄烈) 1840~1911 | 반계 윤웅렬 (磻溪尹雄烈) 1840~1911 | 반계 윤웅렬 (磻溪尹雄烈) 1840~1911 | 반계 윤웅렬 (磻溪尹雄烈) 1840~1911 |                                    |                                    |                                    |                                    |                                    |                                    |  |  |                           |                           | 김정순 (金貞淳) 1879~1959 | 김정순 (金貞淳) 1879~1959 | 김정순 (金貞淳) 1879~1959 | 김정순 (金貞淳) 1879~1959 | 김정순 (金貞淳) 1879~1959 | 김정순 (金貞淳) 1879~1959 |                                    |                                    |                                    |                                    | 연구 윤영렬 (蓮龜尹英烈) 1854~1939 윤영렬 가계도 | 연구 윤영렬 (蓮龜尹英烈) 1854~1939 윤영렬 가계도 | 연구 윤영렬 (蓮龜尹英烈) 1854~1939 윤영렬 가계도 | 연구 윤영렬 (蓮龜尹英烈) 1854~1939 윤영렬 가계도 | 연구 윤영렬 (蓮龜尹英烈) 1854~1939 윤영렬 가계도 | 연구 윤영렬 (蓮龜尹英烈) 1854~1939 윤영렬 가계도 |  |  |  |  | 한진숙 (韓鎭淑) 1851~1938 | 한진숙 (韓鎭淑) 1851~1938 | 한진숙 (韓鎭淑) 1851~1938 | 한진숙 (韓鎭淑) 1851~1938 | 한진숙 (韓鎭淑) 1851~1938 | 한진숙 (韓鎭淑) 1851~1938 |  |  | 윤씨 (尹氏) 1835~1920 | 윤씨 (尹氏) 1835~1920 | 윤씨 (尹氏) 1835~1920 | 윤씨 (尹氏) 1835~1920 | 윤씨 (尹氏) 1835~1920 | 윤씨 (尹氏) 1835~1920 |
|  |  | 전주이씨 (全州李氏) 1844~1936 | 전주이씨 (全州李氏) 1844~1936 | 전주이씨 (全州李氏) 1844~1936 | 전주이씨 (全州李氏) 1844~1936 | 전주이씨 (全州李氏) 1844~1936 | 전주이씨 (全州李氏) 1844~1936 |                      |                      |                      |                      |  |  |  |  |                                    |                                    |                                    |                                    | 반계 윤웅렬 (磻溪尹雄烈) 1840~1911 | 반계 윤웅렬 (磻溪尹雄烈) 1840~1911 | 반계 윤웅렬 (磻溪尹雄烈) 1840~1911 | 반계 윤웅렬 (磻溪尹雄烈) 1840~1911 | 반계 윤웅렬 (磻溪尹雄烈) 1840~1911 | 반계 윤웅렬 (磻溪尹雄烈) 1840~1911 |                                    |                                    |                                    |                                    |                                    |                                    |  |  |                           |                           | 김정순 (金貞淳) 1879~1959 | 김정순 (金貞淳) 1879~1959 | 김정순 (金貞淳) 1879~1959 | 김정순 (金貞淳) 1879~1959 | 김정순 (金貞淳) 1879~1959 | 김정순 (金貞淳) 1879~1959 |                                    |                                    |                                    |                                    | 연구 윤영렬 (蓮龜尹英烈) 1854~1939 윤영렬 가계도 | 연구 윤영렬 (蓮龜尹英烈) 1854~1939 윤영렬 가계도 | 연구 윤영렬 (蓮龜尹英烈) 1854~1939 윤영렬 가계도 | 연구 윤영렬 (蓮龜尹英烈) 1854~1939 윤영렬 가계도 | 연구 윤영렬 (蓮龜尹英烈) 1854~1939 윤영렬 가계도 | 연구 윤영렬 (蓮龜尹英烈) 1854~1939 윤영렬 가계도 |  |  |  |  | 한진숙 (韓鎭淑) 1851~1938 | 한진숙 (韓鎭淑) 1851~1938 | 한진숙 (韓鎭淑) 1851~1938 | 한진숙 (韓鎭淑) 1851~1938 | 한진숙 (韓鎭淑) 1851~1938 | 한진숙 (韓鎭淑) 1851~1938 |  |  | 윤씨 (尹氏) 1835~1920 | 윤씨 (尹氏) 1835~1920 | 윤씨 (尹氏) 1835~1920 | 윤씨 (尹氏) 1835~1920 | 윤씨 (尹氏) 1835~1920 | 윤씨 (尹氏) 1835~1920 |
|  |  |                               |                               |                               |                               |                               |                               |                      |                      |                      |                      |  |  |  |  |                                    |                                    |                                    |                                    |                                    |                                    |                                    |                                    |                                    |                                    |                                    |                                    |                                    |                                    |                                    |                                    |  |  |                           |                           |                           |                           |                           |                           |                           |                           |                                    |                                    |                                    |                                    |                                                  |                                                  |                                                  |                                                  |                                                  |                                                  |  |  |  |  |                           |                           |                           |                           |                           |                           |  |  |                       |                       |                       |                       |                       |                       |
|  |  |                               |                               |                               |                               |                               |                               |                      |                      |                      |                      |  |  |  |  |                                    |                                    |                                    |                                    |                                    |                                    |                                    |                                    |                                    |                                    |                                    |                                    |                                    |                                    |                                    |                                    |  |  |                           |                           |                           |                           |                           |                           |                           |                           |                                    |                                    |                                    |                                    |                                                  |                                                  |                                                  |                                                  |                                                  |                                                  |  |  |  |  |                           |                           |                           |                           |                           |                           |  |  |                       |                       |                       |                       |                       |                       |
|  |  |                               |                               |                               |                               | 친 누이동생 (花峴妹)          | 친 누이동생 (花峴妹)          | 친 누이동생 (花峴妹) | 친 누이동생 (花峴妹) | 친 누이동생 (花峴妹) | 친 누이동생 (花峴妹) |  |  |  |  | 좌옹 윤치호 (佐翁尹致昊) 1865~1945 | 좌옹 윤치호 (佐翁尹致昊) 1865~1945 | 좌옹 윤치호 (佐翁尹致昊) 1865~1945 | 좌옹 윤치호 (佐翁尹致昊) 1865~1945 | 좌옹 윤치호 (佐翁尹致昊) 1865~1945 | 좌옹 윤치호 (佐翁尹致昊) 1865~1945 |                                    |                                    |                                    |                                    | 남포 윤치왕 (南圃尹致旺) 1895~1982 | 남포 윤치왕 (南圃尹致旺) 1895~1982 | 남포 윤치왕 (南圃尹致旺) 1895~1982 | 남포 윤치왕 (南圃尹致旺) 1895~1982 | 남포 윤치왕 (南圃尹致旺) 1895~1982 | 남포 윤치왕 (南圃尹致旺) 1895~1982 |  |  | 윤치창 (尹致昌) 1899~1973 | 윤치창 (尹致昌) 1899~1973 | 윤치창 (尹致昌) 1899~1973 | 윤치창 (尹致昌) 1899~1973 | 윤치창 (尹致昌) 1899~1973 | 윤치창 (尹致昌) 1899~1973 |                           |                           | 손진실 (孫眞實) 홍정욱 가계도 참조 | 손진실 (孫眞實) 홍정욱 가계도 참조 | 손진실 (孫眞實) 홍정욱 가계도 참조 | 손진실 (孫眞實) 홍정욱 가계도 참조 | 손진실 (孫眞實) 홍정욱 가계도 참조               | 손진실 (孫眞實) 홍정욱 가계도 참조               |                                                  |                                                  |                                                  |                                                  |  |  |  |  |                           |                           |                           |                           |                           |                           |  |  |                       |                       |                       |                       |                       |                       |
|  |  |                               |                               |                               |                               | 친 누이동생 (花峴妹)          | 친 누이동생 (花峴妹)          | 친 누이동생 (花峴妹) | 친 누이동생 (花峴妹) | 친 누이동생 (花峴妹) | 친 누이동생 (花峴妹) |  |  |  |  | 좌옹 윤치호 (佐翁尹致昊) 1865~1945 | 좌옹 윤치호 (佐翁尹致昊) 1865~1945 | 좌옹 윤치호 (佐翁尹致昊) 1865~1945 | 좌옹 윤치호 (佐翁尹致昊) 1865~1945 | 좌옹 윤치호 (佐翁尹致昊) 1865~1945 | 좌옹 윤치호 (佐翁尹致昊) 1865~1945 |                                    |                                    |                                    |                                    | 남포 윤치왕 (南圃尹致旺) 1895~1982 | 남포 윤치왕 (南圃尹致旺) 1895~1982 | 남포 윤치왕 (南圃尹致旺) 1895~1982 | 남포 윤치왕 (南圃尹致旺) 1895~1982 | 남포 윤치왕 (南圃尹致旺) 1895~1982 | 남포 윤치왕 (南圃尹致旺) 1895~1982 |  |  | 윤치창 (尹致昌) 1899~1973 | 윤치창 (尹致昌) 1899~1973 | 윤치창 (尹致昌) 1899~1973 | 윤치창 (尹致昌) 1899~1973 | 윤치창 (尹致昌) 1899~1973 | 윤치창 (尹致昌) 1899~1973 |                           |                           | 손진실 (孫眞實) 홍정욱 가계도 참조 | 손진실 (孫眞實) 홍정욱 가계도 참조 | 손진실 (孫眞實) 홍정욱 가계도 참조 | 손진실 (孫眞實) 홍정욱 가계도 참조 | 손진실 (孫眞實) 홍정욱 가계도 참조               | 손진실 (孫眞實) 홍정욱 가계도 참조               |                                                  |                                                  |                                                  |                                                  |  |  |  |  |                           |                           |                           |                           |                           |                           |  |  |                       |                       |                       |                       |                       |                       |

이복 동생 윤치왕. 그는 의학자, 군의관이었다.

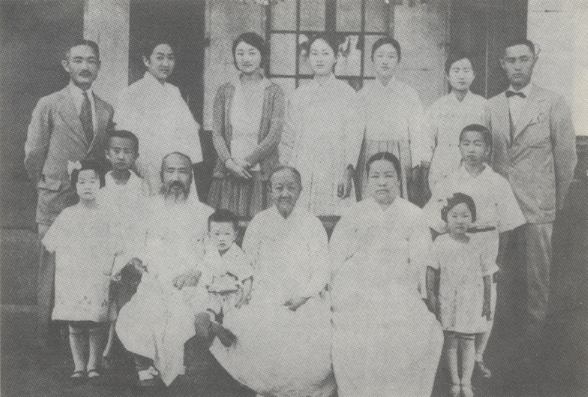
윤치호와 백매려, 어머니 이정무 및 12남매.

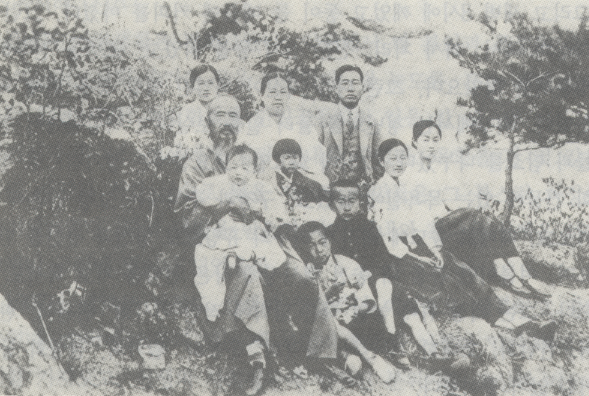
윤치호 일가족 사진.

- 조부: 윤취동(尹取東, 1798년 7월 18일 - 1863년 12월 21일)
- 조모: 고령신씨(高靈申氏, 1797년 - 1827년 3월 17일, 조부 윤취동의 본부인)
- 조모: 안동김씨(安東金氏, 1810년 - 1900년 10월, 아버지 윤웅렬 형제의 생모
- 아버지: 윤웅렬(尹雄烈, 1840년 4월 17일 - 1911년 9월 22일)
- 어머니(아버지의 본부인) : 전의이씨(全義李氏, 1838년 6월 9일[179] - 1907년 3월 4일)
  - 이복 누나 : 윤경희 - 윤치호 일기 1898년 6월 9일자에 자신의 배다른 누나와 그의 남편 Mr. Kim의 존재를 언급하였다.
  - 이복 매형 : 김충현(金忠鉉, 광산김씨)
- 어머니: 전주이씨(全州李氏, 이정무, 1844년 9월 27일 - 1936년 2월 12일)
  - 친누이동생(花峴妹)
  - 매부 : 김재극(金在極, 언양김씨), 군수 김화영(金華榮)의 아들
- 계모: 김정순(金貞淳, 1879년 3월 15일 - 1959년 11월 16일)
  - 이복 동생: 윤치왕(尹致旺, 1895년 2월 17일[180] ~ 1982년 12월 21일)
  - 이복 동생: 윤치창(尹致昌, 1899년 3월 5일 - 1973년 10월 1일)
  - 이복 제수: 손진실(孫眞實, 1901년 - 1990년, 다른 이름은 원미(元美))
- 부인 : 진주 강씨(晉州 姜氏, 1868년 - 1886년, 1879년 결혼, 1885년 이혼)
- 부인 : 마수진.(시우충.Sieu Tsung) 1871년 2월 19일 - 1906년 2월 14일, 중국 사람, 1894년 재혼)
  - 첫째 딸: 윤봉희( 鳳姬, 로라, Laura, 윤애방) 尹愛芳生于蘇州對門閣天錫庄甲午十二月初五夜九點半鍾[181]), 1894년 12월 31일 - ?) - 김긍선과 결혼. 경기도 개성에서 살았음
  - 첫째 사위: 김긍선(金兢善, ? - ?, 청풍김씨, 소학교 훈도 역임) - 김기룡(金基龍)의 아들
    - 외손녀: 쌍둥이, 1918년 사산아
    - 외손자: 김익국(金益國, ? ~ 1939년 3월 30일[182])
    - 외손자: 김익환
    - 외손녀: 김양원(金亮媛)

  - 첫째 아들: 윤영선(尹永善, 알렌(Allen[181]) 1896년 12월 25일 - 1988년 2월 6일) 국무위원, 제3대 농림부장관, 무임소장관
  - 맏며느리: 민연희(閔蓮禧 또는 閔連嬉, 1895년 3월 27일 - 1950년 7월 20일, 민비의 친족인 민유식(閔裕植)의 딸)
    - 첫째 손자 : 윤영구(尹英求, 1923년 9월 17일 - 1991년 3월 8일)
    - 둘째 손자: 윤승구(尹勝求, 1924년 - ), 공무원, 윤보선 대통령 비서관·해무청 서기관 역임

  - 며느리 : 김명주(金明珠, 1906년 5월 20일 ~ 1981년 7월 25일) - 윤영선의 후처, 강릉 김명신(金明信)의 딸
  - 둘째 아들: 윤봉성(尹鳳成, 1897년 ~ ?)
  - 셋째 아들: 윤광선(尹光善, 캔들러, Reid Candler, 1898년 11월17일-1950년) 6.25 전쟁중 납북, 남궁억의 사위
  - 셋째 며느리 : 남궁자경[37], 다른 이름은 남궁삼인(南宮三仁, 1896년 - ?), 한국의 독립운동가 남궁억의 딸)
    - 손자: 윤용구(尹龍求, 1919년 2월 16일 - ?)
    - 손자: 윤정구(尹鼎求, 1927년 - , 기업인·고려원양(주) 전무 역임)
    - 손자: 윤명구(尹明求, 1930년 - ?)
    - 손녀: 윤자희, 음악인
    - 손녀서: 김명호(金明浩, ? - ?), 북한 개성시장위원회 부위원장[183], 개성시 인민위원장 역임[183]
    - 손녀: 윤정희
    - 손녀서: 채동규(蔡東圭, 1917년 - 2003년 12월 18일[184], 서울대학교 약학대학 제2대 학장, 대한약학회 회장 역임
      - 외증손: 채건(미국 국립보건환경연구원 수석연구원)
      - 외증손: 채영문(교육자, 연세대 보건대학원 교수)
      - 외증손: 채성준, 기업인
      - 외증손: 채성문(의사, 미국 성아그네스병원 전문의)
      - 외증손: 채기준(교육자, 이화여자대학교 공과대학 교수)
      - 외증손녀: 채현순
      - 외증손녀사위: 정동섭(의사, 자애의원 원장 역임)

    - 손녀: 윤성희(1929년 - )
    - 손녀서: 원석연(元錫淵, 1922년 - 2003년 11월 5일, 화가)

  - 둘째 딸: 윤용희(龍姬, 다른이름 헬렌 하디 Helen Hardie) 1903년 5월 3일
    - 외손녀 : 백연숙
- 부인 : 백매려(白梅麗, 1890년 8월 1일 - 1943년 4월 10일, 본관은 남포, 다른 이름은 백미려(白美麗). 1907년 재혼), 백동명(白東明)의 딸
  - 셋째 딸: 윤문희(文姬, 별칭은 마리 아비 Mary Abbie,)1909년 9월18일생 정광현과 결혼
  - 셋째 사위: 정광현(鄭光鉉, 법의학자, 호는 설송(雪松), 1902년 - 1980년 12월 7일)
    - 외손녀: 정태선
    - 외손자: 정태웅(鄭泰雄, 1932년 - , 전기 공학자)
    - 외손자: 정태진(鄭泰振, 1935년 - , 내과의사)
    - 외손자: 정태성

  - 넷째 딸: 윤무희(武姬, 별칭은 베시 Bessie 1912년 5월 4일-1914년 3월10일)
  - 다섯째 딸: 윤은희(恩姬, 별칭은 그레이스 Grace 1917년 11월11일)
  - 다섯째 사위: 정봉섭(鄭奉燮, 1912년 - ?, 의학박사, 산부인과 의사)
  - 여섯째 딸: 윤명희(明姬, 별칭은 마가렛 Margaret,1918년2월8일-2013년 10월30일) 미국버지니아주에서 사망(장지: Fairfax Memorial Park, Section 6, Garden of Serenity) (장지: Fairfax Memorial Park, Section 6, Garden of Serenity)
    - 외손자: 조원효
    - 외손녀: 조영숙(1940년 - )
    - 외손녀: 조명숙

  - 넷째 아들: 윤장선( 璋善,다른이름은 워싱턴 모트 Washington .Mott 1920년1월27일-2005년 3월25일) 전 미국샌프란시스코 총영사
  - 넷째 며느리: 기세순([37], 1922년 9월 17일 - 2007년 9월 28일[185])
    - 손자: 윤원구[186]
    - 손녀: 윤인경, 윤장선의 셋째 딸
    - 손녀: 윤효진(尹孝珍, 1958년 - )

  - 넷째 며느리 : 김오현(金梧鉉, 1926년 3월 1일 - ), 윤장선의 후처
  - 다섯째 아들: 윤기선(琦善, 다른이름 램부스,Lambuth 1921년 10월 22일-2013년7월27일)미국에서 피아니스트로 활동 2녀
  - 다섯째 며느리: 이순복([37] ? - )
    - 손녀 : 윤경숙
    - 손녀 : 윤영숙

  - 일곱째 딸: 윤보희(寶姬,다른이름 Laurie) 1923년10월19일-2018년 피아니스트, 이화여자대학교 음대교수
  - 일곱째 사위: 현영학(玄永學, 1921년 - 2004년 1월 14일 오전 9시[187][188][189], 기독교 민중신학자이며 이화여자대학교 문리대학장)
  - 여덟째 딸: 윤영희(瑛姬, 다른이름 빅토리아, Victoria ,1926년3월5일-미국거주)
  - 여덟째 사위: 휘스넌트(Whisnant, 미국인)
  - 여섯째 아들: 윤정선(珽善 ,다른이름 요셉, Joseph 1928년5월24일-2008년3월4일)미국에서 사망
  - 여섯째 며느리: 김영주[37], 대통령 이승만의 주치의 김승현(金承鉉)의 둘째 딸[190]
- 백랑(白朗, 또는 정동랑, 백랑(毛橋에 사는 처녀)[191], 1884년 정동의 윤치호 집에 들어옴)
- 외할아버지 : 이일영(李日永, ? - ?, 본관은 전주(全州))
  - 이모 : 전주이씨
  - 이모부 : 이동진(李東振)
  - 이모 : 전주이씨
  - 이모부 : 李通津(李健爀)
- 사돈 : 김승현(金承鉉, 1909년 ~ 1993년, 이승만의 주치의)
- 사돈 : 김영욱
- 사돈 : 김영무
- 사돈 : 방일영(方一榮, 1922년 11월 26일 ~ 2003년 8월 8일)
  - 증손녀 사위 : 방상훈 조선일보 사장
- 사돈 : 방응모(方應謨, 1883년 9월 29일 ~ 1950년 8월)
- 사돈 : 남궁억(南宮檍, 1863년 12월 27일 ~ 1939년 4월 5일) - 아들 윤광선의 장인
- 사돈 : 민영철(閔泳喆, 1864년 ~ 1912년) - 사촌동생 윤치오의 딸 윤시선의 시아버지이자 사촌동생 윤치소의 아들 윤보선의 장인, 민영환의 6촌 동생
- 사돈 : 현진건(玄鎭健, 1900년 8월 9일 ~ 1943년 4월 25일) - 7촌 조카사위 현정건의 동생이며, 사촌동생 윤치오의 후처 현송자의 6촌 동생
- 사돈 : 손정도(孫貞道, 1872년 7월 26일 ~ 1931년 2월 19일) - 이복동생 윤치창의 장인
- 사돈 : 손원일(孫元一 , 1909년 5월 5일 ~ 1980년 2월 15일) - 이복동생 윤치창의 처남

## 평가와 비판

### 평가
서재필 때문에 빛이 가려졌지만 윤치호 또한 당대 최고의 연설가였다. 서재필이 청중을 압도하는 카리스마로 힘이 넘치고 주장이 명확한 연설로 유명하다면, 윤치호는 특유의 온화함과 차분함으로 상대방을 논리적으로 설득시켜 감화시키는 연설이 특징이었다.
또한 개신교 청년회의 주도자들을 처벌한 신민회 사건 이후 존폐의 위기에 있던 YMCA 청년회(현재의 서울 YMCA) 활동을 지켜냈다는 평가도 있다.
근대 사회의 보기 드문 합리주의자라는 평가가 있다. 냉철한 평가를 내렸던 그는 민중에 대하여 비판적이면서도 '한국인들은 일반적으로 10%의 이성과 90%의 감성을 가지고 있다.'고 하여 한국인의 민족성에 대한 비판적 평가를 내리기도 했다. '일제의 통치정책에 큰 불만을 갖고 있으면서도 모든 유형의 독립운동을 반대하고 실력양성운동, 민족성 개조운동을 중시했던 윤치호는 안창호, 이광수 등과 사상적 맥락을 같이한다고 볼 수 있다.'는 시각도 있다.
대학교수이자 언론인인 강준만은 한국근대사산책 3권에서 그가 현실에 타협하면서도 뒤에서 지속적으로 독립, 계몽운동에 투신한 것에 대해 "윤치호에겐 늘 국가·사회를 생각하는 그런 정신은 남아 있었던 것이다"라고 평가하였다. 그에 의하면 "그래서 윤치호는 을사조약이 체결되자 즉시 관직을 버리고 애국계몽운동에 뛰어들었다는 것이다. 그러나 그는 독립협회 실패 이후로 민중의 우매함이 개혁, 계몽의 실패의 원인으로 봤고 이후 독립운동에도 회의적인 입장을 취하게 된다.
교수이자 역사학자인 이주영은 그를 이승만과 함께 지난 1세기 동안 한국의 역사에서 개신교와 문명 개화의 연결고리가 가장 확실하게 드러난 대표적 인물로 평가하기도 했다. 그는 윤치호에 대해서 “서구 문명을 여러 차례 접하면서 문명 사회는 곧 민주사회와 기독교 사회라는 점을 알게 됐고, 한국이 주권을 잃자, 기독교 교육을 통한 개인의 경제적·정신적 자립을 운동의 방향으로 설정했다”고 평했다. 또한 '윤치호가 오늘날에 살았더라면 대통령이 되었을 큰 인물이었다.'라고도 평가하였다.
노르웨이 오슬로 대학 한국사 교수 겸 평론가 박노자(Vladimir Tikhonov)는 그를 쉽게 비판하기는 어렵다고 봤다. 애국가의 작사자로 알려졌고, 105인 사건의 주모자로 지목돼 감방에서 6년이나 살았던 ‘민족주의자’ 윤치호의 행보는 희한하게도 친일로 수렴하게 된다. 박노자에 의하면 '그는 선진적인 일본의 틀 안에서 한국인이 힘을 길러야 한다고 주장했고 1931년, 중일전쟁이 일어난 뒤로는 노골적인 친일인사가 된다. 그럼에도 그를 ‘친일파’라는 밋밋한 단어만으로 비난할 수 없는 이유는 최초의 근대인 또는 최초의 세계인이 가질 수밖에 없는 한계 때문'이라는 것이다.
네덜란드 라이덴 대학의 교수 쿤 데 쾨스테르(Koen De Ceuster)는 60년을 넘게 쓴 윤치호의 영문일기를 토대로 박사학위 받은 학자였다. 그는 윤치호가 제대로 된 평가를 받지 못했다고 한다. 그는 1995년, 대한민국 광복회 주관으로 한 '윤치호 친일 협력에 대한 재평가'라는 주제의 강연에서 “한국의 지정학적 조건 때문에 좌옹이 자기 민족에게 오해를 받고 있어요. 흑백논리가 강한 나라니까요. 일본이나 미국 어디에서나 좌옹 선생을 민족주의 애국자라고 말하는데 그를 친일파라고 하는 나라는 한국밖에 없습니다."라고 평가하였다.
그는 독실한 감리교인 이기도 했다. 그의 천재성을 높이 평가하는 시각도 있다. 17세에 어윤중을 수행하여 일본에 갔다가 중등 교육을 받은 것을 시작으로 1884년부터 상하이의 중서서원(中西書院)에서 3년 6개월, 1888년부터 미국 밴더빌트 대학과 에모리 대학에서 5년간 대학 교육을 받은 당대 최고의 지식인이었다. 그 시대에 윤치호와 어깨를 겨룰 만한 인물로는 서재필과 유길준 정도 밖에 없었다는 평가도 있다.

### 비판
나약한 지식인이라는 비판이 있다. 그밖에 ‘주체 없는 문명화’의 파멸이었다.'는 비판도 있다. 정운현은 "결론적으로 말해 그는 조선(한국)의 잠재역량을 지나치게 과소평가한데다 식민지라는 ‘상황논리’에 빠진 나머지 결국 일제와 타협하고 말았다. 그의 친일은 갑작스런 변신이 아니라 해외유학 경험을 통한 자기 확신에서 비롯한 것이다. 그의 친일행적보다도 친일논리에 눈길이 쏠리는 것 은 바로 이 때문이다."라고 평가했다.
서울대학교 김상태 교수는 "윤치호는 일제가 식민지 조선에끼치는 해악을 분명히 인식했으면서도, 성악설에 대한 믿음으로 인해 스스로 제국주의에 대한 비판 의식을 무장해제하고 만 것이다. 이런 판단 아래에서 그가 선택할 수 있는 정치적 입장은 현상유지, 곧 현실 순응일 수밖에 없었다."고 비판적 견해를 보였다. 수유연구실 윤영실 연구원은 "문명만이 절대 선이고 문명을 위해서라면 강대국에의 종속도 불가피하다는 신념에 따라 미국을 선망하고 조선에 열등감을 가졌던 윤치호가 결국 당시 동양의 문명국 일본에서 타협을 본다"고 평을 내리기도 했다.
정운현은 "그는 지식인으로서의 ‘반성’은 차치하고 기독교인으로서의 ‘참회’ 한마디도 없다. 명색이 독립협회 회장과 「독립신문」 사장을 지낸 그가 해방 후 남긴 ‘자기고백’은 겨우 이런 모습이다. ‘일본의 스코틀랜드화(化)’가 조선이 살 길이라며 일제의 ‘우호적인 식민통치’를 기대했던 그의 나약한 역사관이 결국 그를 친일의 길로 안내하고 만 것이다."라는 비판을 남기기도 했다.

### 윤치호와 서재필의 비교
서재필이 배재학당의 젊은 학생들과 애국적인 시민을 독립협회로 모으는 데 기여했다면 윤치호는 자신의 인맥을 활용하여 양심적인 중견 관료들과 개혁적인 젊은 관료들을 하나로 묶어 독립협회의 내적 통합에 기여했다. 윤치호는 카리스마적인 지도자와는 거리가 멀었지만 온화한 성품을 바탕으로 성실하게 소임을 해내는 인물이었다.
윤치호는 1884년 갑신정변의 정국에서 서재필과 달리 점진 노선을 택해 살아남을 수 있었고, 가족 또한 안전할 수 있었다. 하지만 잠재적인 신변의 위협 때문에 결국 유학이란 명분으로 망명객이 되어 십년 이상 외국을 떠돌게 되었다는 점에서는 서재필과 크게 차이는 없었다.
서재필이 미국에서 혈혈단신으로 고투하였던데 반해, 윤치호는 상하이에서 기독교로 개종한 후 미국에서도 교회와 기독교청년회를 중심으로 활발한 활동을 펼쳐왔기 때문에 연설의 경험을 풍부하게 축적할 수 있었다. 작은 일까지 매일 기록하는 꼼꼼한 성격과 겸손하며 성찰적인 태도 덕분에 남의 장점을 수용하여 늘 나아가고자 노력한 윤치호의 연설에는 언제나 깊이가 있었다. 서재필은 미국 망명 후 기독교인이 되었지만, 기독교 신앙 자체와 그 세속화된 형태의 미국의 시민종교(공화주의와 민주주의)를 구분할 수 있었다. 자신의 은인 홀렌백이 '선교사가 된다면 대학교 학비를 대겠다'는 요청을 뿌리친 것도 그 때문이었다. 스스로 기독교인임을 잊지는 않았지만 기독교 그 자체가 사회운동을 대체할 수 있다고는 믿지 않았기에 오히려 더욱 적극적으로 (때로는 과하다고 할 정도로) 미국식 사유와 생활 방식을 조선에 이식하여 그 근본적인 급진성을 통해 사회운동을 일으키려고 한 것이다.
반면에 윤치호는 기독교 개종 이후 삶의 중심을 언제나 신앙에 두었다. 개종의 동기는 개인적 차원이었지만 개종과 동시에 민족적 차원에서 기독교와 조선을 언제나 결부시켰다. 조선 문화에 깊게 뿌리박은 가족주의적 습속을 돌파하지 않고는 개혁이 불가능하고, 그 낡은 구질서를 깨뜨리기 위해 조선의 사회에 예수의 가르침을 설파할 책무를 수행하고자 했다.

## 윤치호를 연기한 배우들
- 1984년, 백윤식 - 《독립문》 (KBS1 텔레비전 드라마)
- 1996년, 박찬환 - 《찬란한 여명》 (KBS1 텔레비전 드라마)
- 2001년, 이기철 - 《명성황후》 (KBS2 텔레비전 드라마)
- 2014년, 박찬환 - 《그것이 알고 싶다》 (SBS 다큐멘터리)
- 2016년, 정운봉 - 《동주》 (영화)

## 같이 보기
- 김옥균
- 서재필
- 후쿠자와 유키치
- 갑신정변
- 이승만
- 안창호
- 독립협회
- 105인 사건
- 애국가
- 조만식
- 윤치호 일기

## 관련 서적
- 三城景明, 《韓末を語る》 (조선연구사, 1930)
- 김영의, 《좌옹윤치호선생약전》 (기독교조선감리회총리원, 1934)
- 이광수, 《이광수 전집 제17권》 (삼중당, 1962)
- 국사편찬위원회 편, 《윤치호 일기》 (국사편찬위원회, 1973∼76)
- 송병기, 《국역 윤치호 일기 (상·하)》 (탐구당, 1975)
- 박용규, 《한국교회인물사 6》 (복음문서선교회 출판부, 1975)
- 연세대학교 박물관, 《윤웅렬·이씨부인·윤치호 유품 : 윤영선 기증》 (연세대학교박물관, 1976)
- 전택부, 《한국 기독교청년회 운동사》 (정음사, 1978)
- 김을한, 《좌옹 윤치호전》 (을유문화사, 1982)
- 기독교사상 편집부, 《한국역사와 기독교 : 기독교사상 300호 기념논문집 2》 (기독교사상 편집부, 1983)
- 유영렬, 《개화기 윤치호 연구》 (고려대학교 대학원, 1984)
- 유영렬, 《개화기 윤치호 연구》 (한길사, 1985)
- 유영익, 《갑오경장 연구》 (일조각, 1990)
- 임종국, 《실록 친일파》 (반민족문제연구소, 1991)
- 박찬승, 《한국근대정치사상사연구》 (역사비평사, 1992)
- 이광린, 《유길준 : 닫힌 사회에 던진 충격》 (동아일보사, 1992)
- 반민족문제연구소, 《친일파 99인 1》 (돌베개, 1993)
- 윤경남 역, 《국역 좌옹 윤치호 서한집》 (호산문화사, 1995)
- 국사편찬위원회 편, 《좌옹 윤치호 서한집》 (국사편찬위원회, 1995)
- 정진석, 《인물한국언론사 : 한국 언론을 움직인 사람들》 (나남출판, 1995)
- 윤병희, 《유길준 연구 : 한국사 연구총서 6》 (국학자료원, 1998)
- 좌옹윤치호문화사업회, 《윤치호의 생애와 사상 (윤치호선집 1)》 (을유문화사, 1998)
- 정운현, 《나는 황국신민이로소이다》 (개마고원, 1999)
- 김봉희, 《한국개화기서적문화연구》 (이화여자대학교 출판부, 1999)
- 김영희, 《좌옹 윤치호 선생 약전 (윤치호선집 2)》 (좌옹윤치호문화사업위원회, 1999)
- 송건호 외, 《한국민족주의론 3권》 (창작과비평사, 2000)
- 김상태, 《일제하 윤치호의 내면세계 연구》, 《역사학보》 (역사학회, 2000)
- 신용하, 《초기 개화사상과 갑신정변 연구 : 신용하 저작집 3》 (지식산업사, 2000)
- 신소섭, 《한국교회음악사》 (아가페문화사, 2001)
- 송병기 역, 《윤치호 일기 1 (국역)》 (연세대학교출판부, 2001)
- 김상태, 《윤치호 일기 : 한 지식인의 내면세계를 통해 본 식민지 시기》 (역사비평사, 2001)
- 신용하, 《갑오개혁과 독립협회 운동의 사회사 : 신용하 저작집 43》 (서울대학교 출판부, 2001)
- 최종고, 《인물과 전기》 (한들출판사, 2002)
- 문옥배, 《한국찬송가100년사 : 해설, 역사》 (예솔출판사, 2002)
- 최서영, 《한국의 저널리즘 : 120년의 역사와 사상》 (커뮤니케이션북스, 2002)
- 임채욱, 《북한 상징 문화의 세계 : 인공기와 애국가를 어떻게 볼 것인가》 (화산문화, 2002)
- 박노자 외, 《우리 역사 최전선》 (푸른역사, 2003)
- 윤해동, 《식민지의 회색지대》 (역사비평사, 2003)
- 박정신 역, 《윤치호 일기 2 (국역)》 (연세대학교출판부, 2003)
- 박정신, 《한국 기독교사 인식》 (혜안, 2004)
- 김재용, 《협력과 저항 : 일제 말 사회와 문화》 (소명, 2004)
- 독립신문강독회, 《독립신문 다시 읽기 : 백년전 거울로 오늘을 본다》 (푸른역사, 2004)
- 윤성렬, 《도포입고 ABC 갓 쓰고 맨손체조 : 신문화의 발상지 배재학당 이야기》 (학민사, 2004)
- 류대영, 《개화기 조선과 미국 선교사 : 제국주의 침략, 개화 자강, 그리고 미국 선교사》 (한국기독교역사연구소, 2004)
- 조성기, 《유일한 평전》 (작은씨앗, 2005)
- 황호덕, 《근대 네이션과 그 표상들》 (소명, 2005)
- 박노자, 《우승 열패의 신화》 (한겨레신문사, 2005)
- 박노자 외, 《열강의 소용돌이에서 살아남기》 (푸른역사, 2005)
- 박노자, 《나는 폭력의 세기를 고발한다》 (인물과사상사 펴냄, 2005)
- 손정숙, 《한국 근대 주한미국공사 연구 : 1883-1905》 (한국사학, 2005)
- 신용하, 《한국근대지성사 연구 : 신용하 저작집 40》 (서울대학교출판부, 2005)
- 조맹기, 《한국 언론인물 사상사》 (나남, 2006)
- 박명수, 《한국 교회사의 감동적인 이야기》 (국민일보, 2006)
- 강준만, 《한국현대사산책 : 1940년대편 1》 (인물과사상사, 2006)
- 김상근, 《세계사의 흐름을 바꾼 기독교 역사》 (평단문화사, 2006)
- 강준만, 《한국 대중매체사》 (인물과사상사, 2007)
- 김상태 역, 《윤치호 일기 (1916-1943)》 (역사비평사, 2007)
- 한국근현대사학회, 《한국근대사강의》 (한울아카데미, 2007)
- 이병근 외, 《한국 근대사회와 문화 3권》 (서울대학교 출판부, 2007)
- 강준만, 《한국 근대사 산책 2 : 개신교 입국에서 을미사변까지》 (인물과사상사, 2007)
- 강준만, 《한국 근대사 산책 3 : 아관파천에서 하와이 이민까지》 (인물과사상사, 2007)
- 최기영 외, 《애국계몽운동 : 정치사회운동》 (독립기념관 한국독립운동사연구소, 2007)
- 이황직, 《독립협회 토론공화국을 꿈꾸다 : 민주주의 실험 천 일의 기록 (지식 전람회)》 (프로네시스, 2007)
- 김상근, 《기독교의 역사》 (평단문화사, 2008)
- 윤진헌, 《한국 독립운동사 (상)》 (한국학술정보, 2008)
- 선우훈, 《민족의 수난 : 105인 사건 진상 외》 (명성출판사, 2008)
- 유동식, 《풍류도와 한국의 종교사상》 (연세대학교출판부, 2009)
- 양현혜, 《윤치호와 김교신 - 근대 조선의 민족적 아이덴티티와 기독교》 (한울, 2009)
- 이윤섭, 《다시 쓰는 한국근대사 - 세계사 속에서 바라본 한국 근대사의 진실》 (평단문화사, 2009)
- 조성기, 《좌옹의 길 (웅진문학에디션)》 (뿔, 2010)
- 허경진 외, 《윤치호의 우순소리 연구》 (보고사, 2010)
- 박지향, 《윤치호의 협력일기 : 어느 친일 지식인의 독백》 (이숲, 2010)
- 공병호, 《공병호의 인생강독 : 좌절의 별에서 살아남는 법》 (21세기북스, 2010)
- 이한, 《새로운 세상을 꿈꾼 사람들 - 조선 서얼의 꿈과 좌절 성공과 실패》 (청아출판사, 2010)
- 유영렬, 《개화기 윤치호 연구》 (경인문화사, 2011)

## 참고 자료
- 윤치호 - 브리태니커 백과사전 (다음백과 미러)
- 윤치호 - 두산세계대백과사전
- 윤치호[깨진 링크(과거 내용 찾기)] - 한국 감리교 인물 사전
- 윤치호일기 - 국사편찬위원회 (중국어/영어로 작성, 일부 한국어 번역)
- 해평윤씨 홈페이지
- 윤치호 일기 - 문화일보 기사
- 윤치호 일기 - 한국일보, 2001년 2월 16일자
- 개화기 친일파 지식인 윤치호 `합방이후 쓴 영문일기 번역출간` - 한국경제, 2001년 2월 17일자
- 대통령과 청백리가 숨쉬는 곳, 아산 - 오마이뉴스, 2003년 2월 27일자
- 윤영실씨 “윤치호 영어일기 속엔 美國을 향한 선망 가득" - 동아일보, 2003년 11월 20일자
- 국제결혼은 애국심을 죽이는가 - 한겨레, 2004년 8월 26일자
- 광복 1년 전 미군(美軍) 정보당국이 작성한 '조선 지도자 5인(人)' 평가표 - 조선일보, 2008년 8월 8일자
- 윤치호는 왜 김교신과 다른 기독교를 배태시켰나? - 오마이뉴스, 2010년 1월 21일자

| 전임 민영익 | 한성부 판윤 1898년 11월 23일 ~ 1898년 12월 22일 | 후임 이채연 |

| 전임 호러스 호톤 언더우드 | 제4대 연희전문학교 교장 1941년 12월 ~ 1942년 8월 | 후임 유억겸 |

| 전임 유억겸 | 제9대 조선체육회 회장 1928년 8월 18일 ~ 1937년 7월 2일 | 후임 유억겸 |